# Марадона, Диего
Дие́го Арма́ндо Марадо́на (исп. Diego Armando Maradona, испанское произношение: [ˈdjeɣo maɾaˈðona]; 30 октября 1960, Ланус — 25 ноября 2020, Дике-Лухан) — аргентинский футболист, игравший на позициях атакующего полузащитника и нападающего. Выступал за клубы «Архентинос Хуниорс», «Бока Хуниорс», «Барселона», «Наполи», «Севилья» и «Ньюэллс Олд Бойз», а также сборную Аргентины. Чемпион мира 1986 года, вице-чемпион мира 1990 года. Чемпион мира среди молодёжных команд 1979 года. Лучший игрок чемпионата мира 1986 года. Футболист года в Южной Америке 1979 и 1980 годов. Дважды член символических сборных чемпионатов мира. Чемпион Аргентины в составе клуба «Бока Хуниорс». Двукратный чемпион Италии в составе клуба «Наполи».
Лучший футболист XX века по голосованию на официальном сайте ФИФА, где он набрал 53,6 % голосов; по версии футбольной Комиссии ФИФА, Марадона — 3-й футболист в XX веке. По опросу МФФИИС занимает 5-е место среди лучших футболистов мира XX века. Занимает 2-е место среди лучших игроков XX века по версии журнала World Soccer. Занимает второе место среди лучших игроков XX века по версии журнала France Football. Занимает 2-е место среди лучших игроков XX века по версии Guerin Sportivo. Занимает 2-е место среди лучших игроков за всю историю футбола по версии журнала Placar. Является лучшим футболистом в истории чемпионатов мира по версии газеты The Times. Входит в ФИФА 100. Первый обладатель почётного «Золотого мяча». Член Зала славы итальянского футбола в номинации «лучший иностранный игрок». Член символической сборной лучших игроков на всех чемпионатах мира по версии ФИФА. Член символической сборной лучших игроков в истории Южной Америки. В 1999 году Марадона был признан лучшим спортсменом XX века в Аргентине. Автор гола в ворота сборной Англии, получившего название «Гол столетия» и признанного лучшим голом в истории чемпионатов мира; в той же игре забил мяч рукой, этот случай известен как «Рука Бога».
Марадона является почётным гражданином Буэнос-Айреса и Неаполя. Именем Марадоны названы стадион клуба «Архентинос Хуниорс», открытый 26 декабря 2003 года в день его дебюта в составе команды, и стадион клуба «Наполи». В июне 2005 года Марадона получил премию Фаустино Сармиэнто от аргентинского сената.
Спортивная карьера Марадоны оказалась сокращённой из-за наркотической зависимости, вследствие которой он был вынужден на некоторое время покинуть футбол из-за дисквалификации и лечения. Кроме этого Марадона был замешан в нескольких судебных разбирательствах, включая арест в апреле 1991 года за хранение кокаина и двухлетний условный срок, полученный им в 1999 году за стрельбу из пневматической винтовки по журналистам летом 1994 года. После завершения карьеры игрока Марадона работал телекомментатором на каналах Аргентины и Италии. С июня 2005 по август 2006 года являлся вице-президентом футбольной комиссии клуба «Бока Хуниорс». Снялся в нескольких фильмах. С октября 2008 года по июль 2010 года Марадона работал главным тренером сборной Аргентины, с которой дошёл до четвертьфинала чемпионата мира 2010 года.

## Детство

### Юные годы
Диего Армандо Марадона родился в 5 утра в воскресенье 30 октября 1960 года в поликлинике Эвита в городе Ланус, который находится в провинции Буэнос-Айрес. Он родился в семье дона Диего, потомственного рабочего, трудившегося на мельнице Тритумоль, и его жены, домохозяйки Дальмы Сальвадоры Франко. Марадона был пятым ребёнком в семействе, но первым мальчиком: до него были рождёны четыре сестры — Рита, Ана, Эльза и Мария. Позже Дальма Сальвадора говорила: «Он мне дался легче других. В субботу я весь день прекрасно себя чувствовала, а ночью меня увезли в клинику. Он очень быстро появился на свет. В тот момент я молилась только об одном: чтобы родился здоровым и стал хорошим человеком. Всё это, к счастью, кажется, сбылось, и даже я бы сказала, с лихвой».
По результатам исследований Нарсисо Бинаньяна, оспариваемым, по признанию самого автора исследования, многими специалистами в области генеалогии, корни семьи Марадоны происходили из Италии, в частности, он является потомком Марко Поло. Также Диего Марадона имеет хорватские корни: бабушка Сальвадоры в девичестве носила фамилию Кариолич, а её отец был выходцем с острова Корчула.
В возрасте 10 месяцев Марадона научился ходить. Как и большинство детей в Аргентине, Марадона с малых лет начал гонять мяч. То, во что играли дети, было трудно назвать футболом, малыши просто бегали и били по мячу.
Когда Марадоне было 7 лет, его двоюродный брат Бето, сын тёти Нены, подарил ему самый первый в жизни мяч. Марадона так обрадовался подарку, что заснул с ним в обнимку в первую же ночь. Затем Марадона вынес мяч на улицу, чтобы похвастаться им перед двором, но, решив не давать мяч никому, унёс его домой. Всю зиму мяч пролежал в комнате Марадоны, лишь изредка он гонял его по дому со своими сёстрами. Весной Марадона всё же решился вынести его во двор: отец показал ему, как надо бить, а сын долго тренировался у стены, просто нанося удары левой ногой.
Когда Марадона после тренировок научился хорошо бить по мячу, он начал играть со старшими ребятами в полноценный футбол. В игре маленький Марадона не преуспел, более взрослые игроки проскакивали мимо или обводили его, а обиженный Марадона хватал мяч руками и прижимал к себе. Постепенно Марадона привыкал к футболу и стал играть, как и все на поле. Он мог играть часами на пустыре, называемом «Семь Полян», где проходили дворовые матчи. Марадона предпочитал выступать на позиции либеро, лишь в более позднем возрасте он перешёл в нападение. Постепенно Марадона стал одним из самых техничных футболистов двора, и команды школьников всегда хотели, чтобы Диего Марадона играл за них. После того как Марадона пошёл в школу «Ремедиос де Эскалада Сан-Мартин», он почти сразу был включён в футбольную команду Эскалады, где играли младшеклассники. В 1999 году в своей книге Марадона написал: «Я всегда говорю, что стал профессионалом, начиная с самого маленького возраста: я играл за команду, которая приглашала меня первой, иногда меня не отпускали из дома, и тогда я ревел как сумасшедший. И всё-таки за пять минут до начала нашего матча Тота всегда давала мне разрешение. Ну, а для того, чтобы убедить дона Диего, моего отца, усилий требовалось значительно больше. Я понимал своего старика, и как было не понять, если он буквально выбивался из сил, для того чтобы мы могли есть и учиться? И он очень хотел, чтобы я учился».
Семья Диего Марадоны проживала в районе Вилья Фиорито на пересечении улиц Асамор и Марио Браво в трёхкомнатном доме, который находился на южной окраине Буэнос-Айреса и был одним из беднейших в городе. Бедствовала и семья Марадоны, а потому дети, чтобы помочь родителям, лепили глиняные кувшинчики для цветов, продавали их на местном рынке и отдавали все заработанные деньги матери. Занимался этим и Марадона. Позже он сказал: «Если мои родители попросят у меня луну, я сделаю всё, чтобы её достать. Но это был бы пустяк по сравнению с тем, что они сделали для меня».

### «Луковички»

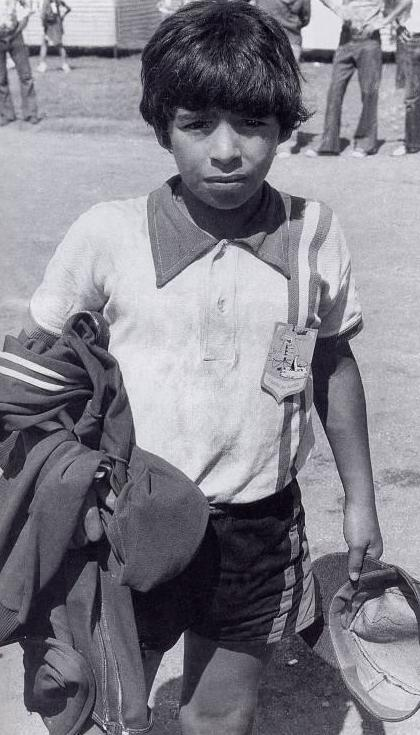
Диего Марадона в 1970 году

Когда Марадоне было 8 лет, он познакомился с Гойо Каррисо, 10-летним мальчиком, игравшим в детской команде клуба «Архентинос Хуниорс». Каррисо очень сильно увлекался футболом, на этой почве ребята и сдружились — более опытный Каррисо рассказывал Марадоне о великих футболистах прошлого, которыми Марадона интересовался.
В середине 1969 года Каррисо познакомил Марадону с Франсиско Корнехо, скаутом «Архентинос Хуниорс» и тренером команды в возрасте до 14 лет. На первом просмотре в команду Диего Марадона играл так хорошо, что Корнехо не поверил в возраст Марадоны, решив, что тот является карликом. Корнехо пригласил Марадону посещать тренировки взрослой команды клуба, где Марадона, как и другие юные игроки, подавал мячи футболистам. Из этих ребят Корнехо создал команду «Лос Себольитас» («Луковички»), являвшейся молодёжной командой «Архентинос Хуниорс». Он обеспечил их формой и полем, где регулярно проводились тренировки. Команда подобралась довольно сильная: молодые футболисты обыгрывали все местные юношеские команды. Лидером «Луковичек» был Марадона, обладавший отличной техникой, умением принимать правильные решения на поле и прекрасной физической формой, благодаря которой он мог бегать оба тайма почти не уставая. Ещё одним ценным качеством Марадоны было то, что после ударов по ногам он не падал. Франсиско Корнехо говорил: «Уже тогда Диего Марадона умел делать с мячом почти всё. Он был похож на деревянную куклу-неваляшку: сколько его ни толкай, он всегда остаётся на ногах». При этом, Диего Марадона был младше остальных игроков команды на три года.
С каждым матчем «Луковички» прогрессировали, регулярными стали победы с двузначным счётом. Апофеозом их игры стал матч, прошедший 28 сентября 1971 года, в котором команда Марадоны одержала победу над молодёжным составом «Ривер Плейта» со счётом 7:1. В этой игре Марадона, которому на тот момент было всего 10 лет, забил 5 голов. При этом, до начала игры он пообещал своему травмированному партнёру по команде, что забьёт 2 гола за себя и три за него: «На поле мы напоминали машину. Обыгрывали всех даже со счётом 20:0. Мы мечтали сыграть против знаменитых юниоров из „Ривер-Плейта“, которые были чемпионами Аргентины. Наконец этот матч состоялся. Мы выиграли 7:1, и мне удался потрясающий гол, а всего я их забил, как и обещал, пять. Надо было видеть, как противник злился и гонял за мной по всему полю». С того матча о Марадоне стали говорить как о будущей звезде аргентинского футбола, а газета Clarín написала о Диего Марадоне заметку, в которой ошибочно назвала его Карадоной. Команда играла настолько сильно, что достигла показателя в 136 игр подряд без поражений. Перед игрой с молодёжной командой «Банфилда» Марадона серьёзно поранил руку, ему было наложено семь швов, Корнехо не хотел выпускать его на поле, но Марадона уговорил тренера и смог сыграть в матче, где забил 5 голов, а его клуб победил 7:1. Вместе с выступлениями во внутренних соревнованиях, команда участвовала в турнирах в Перу и в Уругвае. Помимо игры за «Луковичек» Марадона выступал в перерывах матчей «Архентинос Хуниорс», чеканя мяч. За это умение он был вызван на телевидение в телепрограмму «Sabados Circulares».
С 12 лет Марадона играл за молодёжный состав «Архентинос Хуниорс». Для того чтобы он мог выступать за «Хуниорс», главный тренер команды был вынужден скрывать возраст Марадонаы, который был ниже минимально допустимого. Поэтому Марадона выступал за «Красных жуков» под чужим именем. В 1973 году молодёжная команда «Архентинос» победила в финале Кубка Эвиты «Ривер Плейт» со счётом 5:4, в этой игре Марадона забил гол, обыграв семь человек. Спустя неделю после игры, Уильям Кейт, являвшийся президентом «Ривер Плейта», предложил отцу Диего купить Марадону, но тот отказал. На следующий год команда выиграла чемпионат девятой лиги Аргентины, выйдя в восьмую лигу. В 1975 году клуб добился отрыва от ближайшего преследователя в чемпионате в 10 очков, и Марадона был отправлен в седьмую команду «Архентинос». В седьмой команде он сыграл только две игры, и его сразу перевели в пятую команду. В пятой команде Марадона сыграл 4 матча и был переведён в третью команду. В третьей команде провёл три игры. После этого Марадону перевели в основной состав «Архентинос Хуниорс».
Несмотря на эти достижения, семья Марадоны по-прежнему бедствовала. У Диего родились братья Рауль и Уго, а затем сестра Клаудия. Отец поощрял увлечение сына, каждый день после работы отводя его в клуб на тренировку, надеясь, что он сможет стать знаменитым футболистом и вывести семью из нищеты: «Отец продолжал работать на мельнице. Он всегда приходил с работы усталый. Работал в две смены — утром и вечером. Зерно привозилось почти круглые сутки, и свежий помол тут же возвращался хозяину. Однако днём, пообедав, он брал меня за руку и отводил в клуб…».

## Карьера в Аргентине

### «Архентинос Хуниорс»

#### 1976
20 октября 1976 года Марадона за 10 дней до своего 16-летия дебютировал в основном составе «Архентинос Хуниорс», выйдя за 10 минут до конца встречи под номером 16 в матче чемпионата Аргентины. Несмотря на то, что «Красные жуки» проиграли тот матч клубу «Тальерес», Марадона сразу показал себя, сделав несколько проходов, а также организовал голевой момент, не реализованный Хорхе Лопесом, после которого защитнику «Тальереса» Хуану Кабрерe было поручено с тренерской скамейки персонально опекать 16-летнего футболиста. Вечером после матча Марадона сказал: «В этот день я коснулся неба руками». После игры Марадона получил даже небольшой гонорар, но самой большой наградой стало уважение болельщиков, а также отзывы прессы:

Вышедший на поле в конце матча молодой игрок Марадона (через десять дней ему исполняется шестнадцать лет) заметно усилил атаку. Его умение владеть мячом выделяется даже на фоне игры футболистов из Кордобы, которые справедливо считаются лучшими «технарями» в аргентинском футболе. Однако даже этот ловкач не сумел протаранить железную защиту «Тальерес», и «Архентинос» вынужден был уступить 0:1.

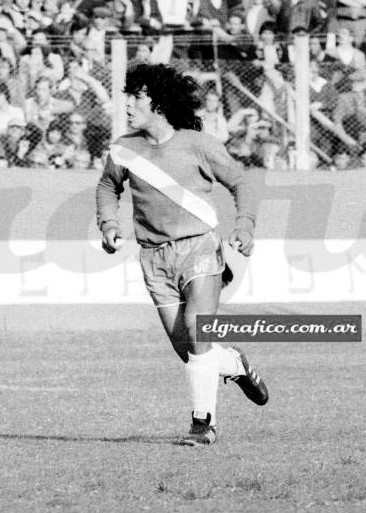
Диего Марадона в своём первом матче в чемпионате Аргентины, 1976 год

В следующей игре с клубом «Ньюэллс Олд Бойз» Марадона вышел в стартовом составе. Однако матч вышел неудачным как для Марадоны, так и для клуба, проигравшего 2:4. После этого молодого игрока на несколько месяцев отправили играть за второй состав «Хуниорс». Лишь 14 ноября он вновь вышел на поле в матче основы с клубом «Сан-Лоренсо», заменив в конце второго тайма Гьякобетти. И здесь Марадона проявил свой талант, за короткое время забив два мяча. После этого матча Марадона уже стал игроком основы «Красных жуков», проведя 11 матчей и забив 2 гола. Пресса положительно отзывалась об игре молодого футболиста, но сам он говорил, что ему ещё многому предстоит научиться.

#### 1977 и 1978
В 1977 году Сесар Луис Менотти, главный тренер сборной Аргентины, вызвал Марадону на товарищеский матч со сборной Венгрии, проходивший 27 февраля. Марадона вышел за 20 минут до конца встречи, заменив Леопольдо Луке, но ничем особенным себя не проявил. Сам Марадона остался недоволен своей игрой в этом матче. Вызов был неожиданным: к тому моменту Марадона провёл за основной состав «Хуниорс» лишь 12 игр.

В феврале (тогда мне было шестнадцать лет) я дебютировал в сборной в игре на знакомом стадионе «Бока Хуниорс» против венгерской сборной. Меня пригласил сам Менотти. Он позвонил мне по телефону: «Марадона, Марадона, это ты? — переспросил он дважды. — Я включил тебя в состав на игру с венграми. Ты приедешь?» Менотти лукавил, задавая этот вопрос. Он знал, что позови он в сборную любого аргентинского футболиста, и тот тут же примчится на сборы.

3 апреля того же года Марадона дебютировал в составе молодёжной сборной Аргентины, в составе которой играл на юношеском чемпионате Южной Америки, прошедшем в том же году в Венесуэле. Там Марадона сыграл все 3 матча национальной команды. За «Красных жуков» Марадона также провёл хороший сезон, сыграв в 49 матчах и забив 19 голов. За молодым аргентинским дарованием стали «охотиться» ведущие южноамериканские и европейские клубы, но Марадона всем отказывал, предпочитая в спокойной обстановке готовиться к чемпионату мира, на поездку куда он был одним из кандидатов.
Но на чемпионат мира Марадона не поехал: за 13 дней до старта турнира он стал последним исключённым из предварительной заявки сборной. Это объявление вызвало у молодого Марадоны истерику. Через три дня он даже позвонил Менотти домой и умолял дать ему поехать на мундиаль, но тот ответил отказом. Марадона говорил: «Это было самым тяжёлым поражением в моей жизни. Быть в отличной форме, сгорать от желания выступить за свою команду и оказаться не у дел — такое нельзя пережить».

Я так и не простил Менотти и не прощу — я до сих пор думаю, что он упустил свой шанс, — но ненависти к нему я никогда не испытывал. Ненавидеть — не то же самое, что не прощать. […] Дома было ужасно. Это было похоже на похороны. Мама плакала, папа плакал, плакали братья и сёстры. Они говорили мне, что я самый лучший, что мне нечего расстраиваться, потому что я успею сыграть ещё на пяти чемпионатах. Но все они плакали. И это было хуже всего. В тот день, самый печальный в моей карьере, я поклялся, что возьму своё. Ногами, сердцем, мыслями я ощущал, что я им всем ещё покажу. Я сыграю ещё на многих чемпионатах мира.

Возможной причиной неприглашения Марадоны на турнир стало то, что Менотти не нравился его чрезвычайно взрывной характер. Главный тренер называл его «дикарём» и обвинял в том, что он даёт интервью только за деньги, по совету своего импресарио. Другой причиной называлось то, что лидер команды Даниэль Пассарелла не хотел видеть в составе молодых футболистов, а особенно Диего Марадону. Вернувшись в «Архентинос» из расположения сборной, Марадона сыграл матч с клубом «Чакарита Хуниорс», где забил 2 гола и сделал 2 голевые передачи; его клуб выиграл матч 5:0. Всего в сезоне Марадона забил 25 голов в 35 проведённых матчах, из них 22 гола в Метрополитано, став лучшим бомбардиром первенства. После чемпионата мира, где Аргентина выиграла свой первый в истории титул, Менотти вызвал в стан главной аргентинской команды нескольких игроков молодёжной сборной, среди которых был и Марадона. В Насьонале чемпионата Аргентины Марадона провёл 4 игры и забил в них 4 гола.
Летом 1978 года Марадона мог перейти в английский клуб «Шеффилд Юнайтед». Новый главный тренер команды Гарри Хэслем приехал в Аргентину для просмотра матчей Марадоны. Он остался под впечатлением от его игры и заключил предварительное соглашение с «Архентинос Хуниорс» на переход футболиста за 200 тысяч фунтов. Но клуб смог собрать только 160 тысяч, из-за чего сделка не состоялась, а вместо Марадоны был куплен другой аргентинец — Алехандро Сабелья. По информации сына Гарри, Кейта, соглашение между его отцом и руководством «Хуниорс» было достигнуто на сумме в 400 тысяч фунтов, но руководитель клуба Джон Хассел отказал в сделке, заявив: «Не существует 18-летнего игрока стоимостью 400 тысяч фунтов».

#### 1979

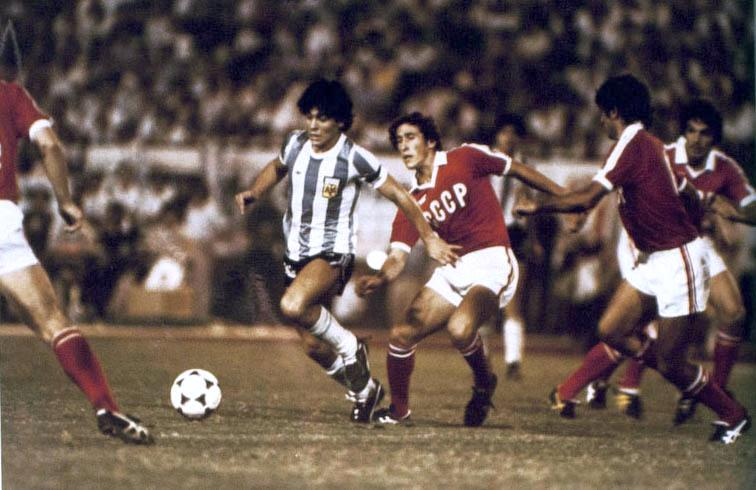
Марадона в 1979 году в матче против сборной СССР

В 1979 году Марадона участвовал в составе молодёжной сборной на чемпионате Южной Америки. Там аргентинцы заняли второе место, уступив лишь хозяевам турнира, сборной Уругвая. На турнире Диего провёл 5 из 6 игр своей команды. В том же году он, в качестве капитана команды, поехал на молодёжный чемпионат мира в Японию. Дебютировал на первенстве 26 августа в матче против Индонезии, который аргентинцы выиграли 5:0, а два мяча забил Диего. На турнире аргентинцы выиграли все матчи, пропустив только 2 гола, став лучшей сборной мира, а сам Марадона, не сыгравший лишь в 1/4 финала с Алжиром, был признан лучшим игроком чемпионата и забил в каждой из сыгранных встреч, кроме матча с Югославией. К тому же в финале со сборной СССР Марадона забил последний в матче гол, который окончательно «утвердил» счёт в игре. По мнению Диего, молодёжная сборная образца 1979 года была лучшей командой за всю его карьеру, в которой он играл.
На клубном уровне Марадона в составе «Архентинос Хуниорс» стал лучшим бомбардиром Метрополитано и Насьоналя, забив 14 и 12 голов соответственно. По окончании сезона, в котором его клуб выступил не слишком удачно, Марадона был признан Лучшим игроком и лучшим спортсменом Аргентины, забив в общей сложности 26 голов в 27 проведённых матчах. В составе сборной Аргентины в 1979 году Диего забил первый гол, поразив 2 июня ворота Шотландии в товарищеской игре. В том же году он, в составе сборной, поехал на Кубок Америки, где провёл 2 игры и забил 1 гол, поразив ворота Боливии. На этом турнире «Альбиселеста» выступила неудачно, заняв последнее место в своей группе.

#### 1980
В следующем году Марадона вновь оказался лучшим бомбардиром обоих первенств Аргентины с 25 и 18 голами, что позволило ему стать единственным игроком в истории чемпионата Аргентины, 5 раз становившимся лучшим бомбардиром чемпионатов страны. Голы Диего помогли его клубу занять второе место в Метрополитано. 14 сентября Марадона забил свой сотый гол на профессиональном уровне, поразив ворота «Сан-Лоренсо». Однако слишком большое внимание прессы и постоянные отлучки Диего в сборную плохо влияли на отношение в клубе к Марадоне. В «Архентинос Хуниорс» половина игроков не общалась с Диего, а тренер клуба требовал голов сначала в каждом матче, а затем и в каждом тайме. В октябре накануне матча клуба с «Бокой Хуниорс», вратарь «Боки», Уго Орландо Гатти в интервью сказал, что Марадона неплохой игрок, но СМИ слишком раздувают его значимость, а также назвал Диего «толстяком». В ответ Марадона в прессе назвал Гатти завистливым и сказал, что тот пропускает «глупые голы». Перед игрой Гатти подошёл к Диего и сказал, что ничего подобного не говорил, но тому было уже всё равно: Марадона, разозлённый словами голкипера, забил 4 гола. Многими тот матч признаётся лучшей игрой Диего в составе «Архентинос Хуниорс». После игры Марадона ожидал одобрения от руководства клуба, но вместо похвалы ему было сказано: «Для тебя это норма. За голы тебе платят». После этого Марадона перестал ходить на тренировки и стал искать себе новый клуб. Кандидатом на покупку Марадоны был «Ривер Плейт», предложивший Диего зарплату, равную зарплате самого высокооплачиваемого игрока команды, Убальдо Фильоля. Но Марадона не хотел переходить в «Ривер»: в одном из интервью он сказал, что его пригласила «Бока Хуниорс», хотя это было неправдой. После этих слов, «Бока» начала переговоры по поводу трансфера нападающего. 20 февраля Марадона стал игроком «Боки Хуниорс». Этот переход был назван «трансфером века». Диего перешёл в стан «генуэзцев» на правах аренды с постепенным выкупом клубом контракта футболиста на общую сумму в 3,6 млн долларов. Эти деньги «Бока» выплачивала в течение полутора лет. По договору «генуэзцы» должны были заплатить 600 тысяч долларов «подъёмных» самому Марадоне, но из-за проблем команды с финансами, клуб вместо денежных средств отдал Диего две квартиры в домах бизнесмена Тито Гуровича, в районах Коррея-и-Либертадор и Република-де-ла-Индия.
В сборной Аргентины Марадона в 1980 году провёл 10 игр, в которых забил 6 голов. Самым результативным для Диего стал матч против Австрии 21 мая, в котором он сделал свой первый и последний хет-трик в футболке национальной команды.

### «Бока Хуниорс»
С «Бокой» Марадона подписал один из самых финансово выгодных контрактов в аргентинском футболе — ему в год платили 15 зарплат по 60 тысяч долларов, а также 10 тысяч за каждый выставочный матч. Также клуб застраховал Диего — в случае травмы «Бока» получила бы 500 тысяч долларов. Этот переход изменил не только жизнь самого футболиста, но и жизнь его семьи, переехавшую в новый просторный дом. В день подписания контракта Диего сыграл в товарищеском матче «Архентинос Хуниорс» и «Боки Хуниорс», проведя в каждой команде по тайму и забив гол за «Боку» с пенальти.

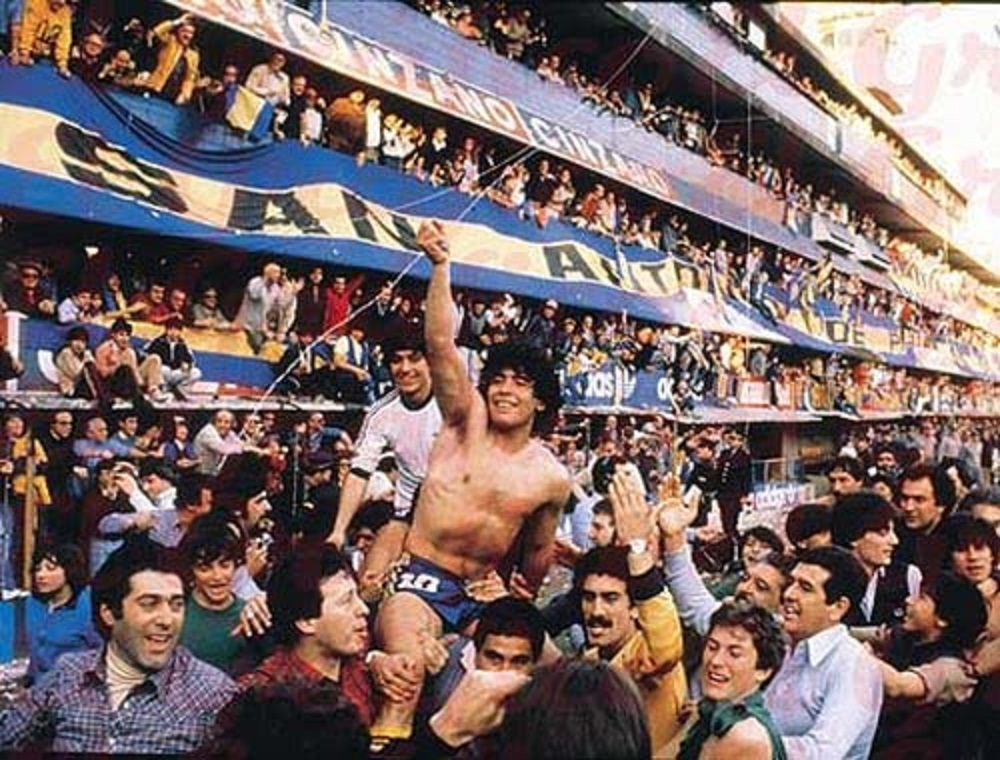
Марадона празднует победу в чемпионате Аргентины

Официальный дебют Марадоны в составе «генуэзцев» состоялся 22 февраля. В матче с соперником «Боки», «Тальересом», клуб Марадоны победил 4:1, а сам Диего забил 2 гола. При этом он вышел на игру с травмой, полученной ещё во время выступления за «Архентинос Хуниорс»: у него болели мышцы правой ноги. Несмотря на боли, Диего продолжал играть за клуб до 8 марта, когда у него был обнаружен разрыв мышечных тканей бедра, из-за которого пришлось отказаться от выступлений вплоть до 29 марта. 10 апреля, через несколько дней после восстановления от травмы, Марадона сыграл в своём первом «Суперкласико», классическом противостоянии между «Бокой» и «Ривер Плейтом». Игра проходила на Бомбонере; в ней «Бокита» победила 3:0, а Марадона забил один из 3 мячей своей команды (два других забил Бриндиси), обыграв Фильоля и Тарантини.
В том же 1981 году у Марадоны случился конфликт с главным тренером Сильвио Марсолини, который не давал той свободы в игре, которую форвард имел в «Архентинос». К тому же Марсолини был очень требовательным наставником во всём, что касалось дисциплины и тренировок, что не нравилось Диего. По мнению Марадоны, Марсолини боялся того, что Диего мог выйти из под контроля. Кроме того, команда пострадала от фанатской группировки «12», которая, после 4 подряд игр без побед, вломилась с оружием на базу команды, потребовав улучшения результатов.
Марадона выиграл с «Бокой» турнир Метрополитано, сыграв в последнем туре вничью 1:1 с «Расингом»; гол в этой игре забил сам Диего, реализовав пенальти. После игры с «Ривер Плейтом» главный соперник «генуэзцев» тайно предложил Марадоне сверхвыгодный контракт, но тот отказал. Турнир Насьональ вышел у «Боки» неудачным: клуб уступил в 1/4 финала «Велес Сарсфилду», при этом Марадона был удалён в первой игре с этой командой, а во второй не принимал участия из-за дисквалификации, вызванной удалением. Матч против «Велеса» стал последним, проведённым Марадоной в составе «Боки» в чемпионате Аргентины во время его первого пребывания в клубе. Проигрыш объяснялся большим количеством товарищеских матчей, проведённых командой, которые «Бока» была вынуждена играть из-за неудовлетворительного финансового положения клуба. После одного из поражений, в раздевалку «Боки» зашёл Пабло Аббатанджело, член совета директоров клуба, он намекнул, что игроки не полностью выкладываются на футбольном поле. На это Диего, в эфире телепередачи «60 минут», назвал Аббатанджело глупцом. В сборной Диего провёл несколько хороших матчей в Европе и Южной Америке, но чуть позже из-за слишком плотного графика игр пропустил несколько тренировок, и Менотти отчислил его из команды. После негативной оценки этого события в прессе футболист и тренер помирились, хотя нигде кроме поля больше не общались.
Зимой 1982 года Марадона на турнире Верано провёл последние игры за «Бокиту», так как он должен был сосредоточиться на подготовке к чемпионату мира в Испании. Последний матч в составе «Боки Хуниорс» футболист провёл 6 февраля 1982 года с «Ривер Плейтом», и в нём «Бока» потерпела поражение. Всего за клуб он сыграл 40 матчей и забил 28 голов.

#### Чемпионат мира 1982
Подготовка Аргентины к чемпионату мира заняла 4 месяца. Вся Аргентина, воодушевлённая победой сборной на прошлом мундиале и успехом юношеской сборной в 1979 году, требовала от команды победы. Чемпионат для Аргентины стартовал 13 июня в матче с Бельгией; в этой игре аргентинцы потерпели поражение со счётом 0:1. Этот матч стал первым для Диего на чемпионатах мира. В нём он попал в перекладину ударом со штрафного. Во второй игре Аргентина обыграла Венгрию 4:1; Марадона был лучшим на поле и забил дважды, на 28-й и 57-й минутах. В 3-й игре Аргентина обыграла Сальвадор со счётом 2:0 и вышла из группы во второй раунд со 2-го места.
Второй раунд также состоял из групповой стадии, в ней было 12 команд, которые составили 4 группы, победители групп отправлялись в полуфинал, оставшиеся команды заканчивали выступления. Аргентина попала в группу 3, вместе с Италией и Бразилией. В первом матче второго группового турнира Аргентина встретилась с Италией и проиграла 1:2. Против Марадоны персонально действовал Клаудио Джентиле, справившийся с опекой аргентинца за исключением случая, когда Диего попал в перекладину. По мнению некоторых экспертов, главный арбитр встречи должен был удалить Клаудио, действовавшего очень жёстко с аргентинцем, который всю игру оскорблял защитника: «Марадона оскорбил меня, мою мать и вообще сказал мне всё». Во втором матче Аргентина проиграла Бразилии 1:3, а Марадона, являвшийся самым активным в составе «Альбиселесты», был удалён на 85-й минуте с поля после того, как ударил Батисту. Таким образом, Аргентина не оправдала ожиданий, возложенных на неё до турнира.
Одной из причин неудачного выступления отмечается пристальное внимание со стороны защитников, которые жёстко, а иногда грубо играли против Диего. Именно из-за этого Марадона был удалён в последней игре с Бразилией, когда ударил Батисту, нарушившего против него правила. По мнению Диего, причиной неудачного выступления команды стала плохая физическая подготовка сборной, которая была очень интенсивной, в результате на турнир аргентинские футболисты приехали очень усталыми.

Его так били, что я боялся, его вообще убьют. В Испании Марадона был уже звездой, а против каждой звезды всегда играют особенно внимательно, жёстко, порой грубо. Может быть, у него тогда не было ещё опыта. Он впервые выступал на чемпионате мира. И, конечно, не ожидал, что против него будут играть так зло, и психологически не был готов к этому. Особенно жёстко обошлись с ним итальянцы, а их игрок Джентиле играл против Марадоны просто зверски.

Ринат Дасаев о Марадоне на чемпионате мира 1982.

## Карьера в Европе

### «Барселона»

#### 1982/1983

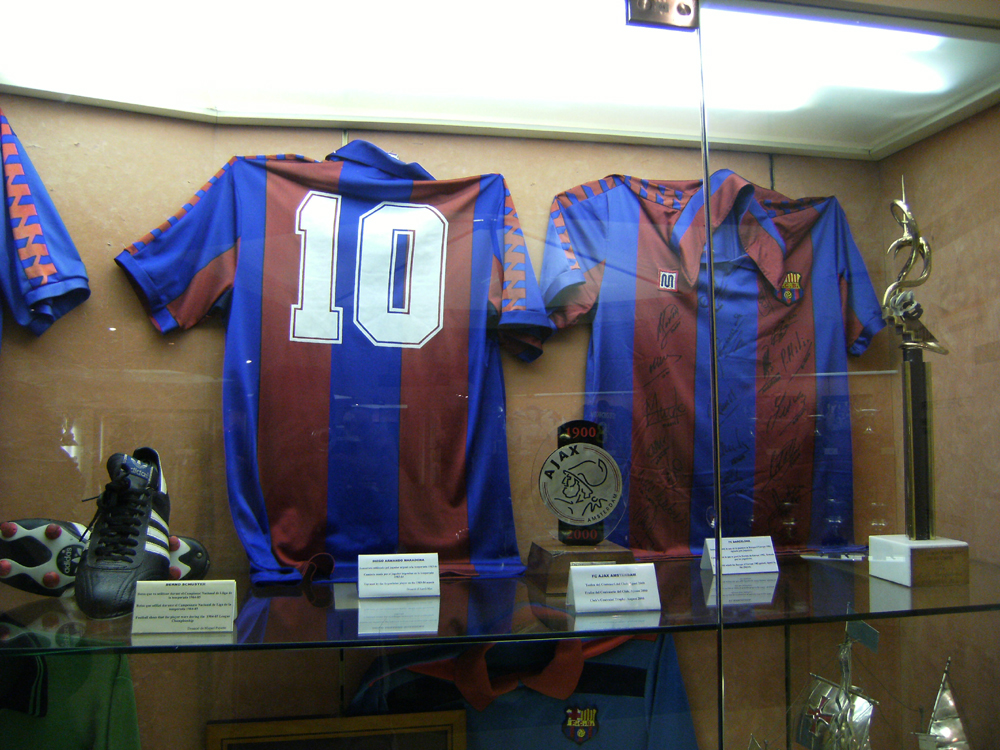
Футболка Марадоны в клубном музее «Барселоны»

В 1982 году Марадона перешёл в каталонскую «Барселону», которая заплатила самому Диего 3 млн долларов «подъёмных» и 200 тыс. долларов в год в качестве заработной платы; контракт был подписан на 6 лет. Сумма трансфера составила 1,2 млрд песет (8 млн долларов), при этом 66 % этой суммы пошли «Архентинос Хуниорс», а оставшиеся — «Боке Хуниорс». Этот трансфер стал самым дорогим в истории футбола на тот момент. При этом первоначально Марадона должен был перейти в лондонский «Арсенал», уже заключивший предварительное соглашение о трансфере футболиста. Но из-за начавшейся фолклендской войны сделка была отменена.
Каталония встретила Марадону как настоящую звезду футбола: все газеты разместили на первых полосах репортаж о прилёте Диего. Его дебютной игрой стал матч 4 сентября 1982 года с «Валенсией», в котором «Барса» проиграла 1:2. 15 сентября Марадона отметился хет-триком в ворота кипрского «Аполлона» в домашнем матче первого раунда Кубка кубков (8:0). После первых матчей футболист стал настоящим идолом испанской публики, и часто местные комментаторы, характеризуя удачные индивидуальные действия игроков, говорили: «сыграл, как Марадона». В октябре он сделал дубль в ворота югославской «Црвены звезды» в гостевом матче второго раунда Кубка кубков (4:2). В чемпионате Испании сыграл 15 матчей и забил 6 мячей, прежде чем в декабре у него обнаружили гепатит. Из-за этой болезни Марадона на 3 месяца остался без футбола. Без Марадоны «Барселона» провела 14 матчей в чемпионате и несколько игр в Кубке кубков, где «сине-гранатовые» в марте вылетели на стадии 1/4 финала, уступив венской «Аустрии» по правилу гостевого гола (0:0 в гостях и 1:1 дома).
12 марта 1983 года Марадона вновь вышел на поле в матче с «Бетисом». В этом матче «Барселоной» впервые руководил новый главный тренер «Барселоны» и бывший наставник Марадоны в сборной Аргентины, Сесар Луис Менотти. Его приход на тренерский мостик «сине-гранатовых» Диего поддержал: бывший главный тренер клуба, Удо Латтек, занимался на тренировках исключительно беговыми упражнениями на выносливость, что совсем не нравилось Марадоне. 17 апреля Диего забил три мяча в ворота «Лас-Пальмаса» (7:2). Это был единственный хет-трик Марадоны в чемпионате Испании. Вскоре после выздоровления Марадоны и назначения Менотти главным тренером «Барселоны», клуб добился победы в Кубке Испании. В мае в полуфинале Кубка Марадона забил по мячу в обоих матчах против «Реала Сосьедада» («Барса» дважды выиграла 2:0 и 2:1). В финале «Барселона» встретилась с мадридским «Реалом» и победила 2:1 благодаря голу Маркоса на 90-й минуте, Марадона провёл на поле весь матч. В чемпионате «Барса» заняла четвёртое место, хотя лидировала после 24-го тура. В том же сезоне Диего в июне, уже после победы в Кубке Испании, помог своему клубу выиграть впервые проведённый Кубок испанской лиги, где забил по мячу в каждом из двух финальных матчей в ворота мадридского «Реала»; при этом мяч, забитый на «Сантьяго Бернабеу», вызвал овацию со стороны поклонников «Реала», оценивших красоту момента, когда Марадона, обыграв вратаря, сделал паузу, в результате которой защитник соперника Хуан Хосе врезался в штангу, и лишь после этого отправил мяч в пустые ворота. Всего в своём первом сезоне в Европе Марадона провёл 35 матчей и забил 23 мяча.

#### 1983/1984
Сезон 1983/1984 стартовал для Марадоны противоречиво. 14 сентября 1983 года аргентинец сделал хет-трик в ворота восточногерманского «Магдебурга» в гостевом матче первого раунда Кубка кубков (5:1). 24 сентября «Барселона» встретилась в 4-м туре чемпионата Испании с клубом «Атлетик»; в этой игре, которую «Барса» выиграла 4:0, футболист получил очень тяжёлую травму: известный своей грубой игрой защитник «Атлетика» Андони Гойкоэчеа, весь матч бивший Диего по ногам, на 59-й минуте встречи сломал ему лодыжку и нанёс ряд более мелких травм. Из-за этого эпизода на поле началась драка, в которой приняли участие все представители команд. Марадона был прооперирован в клинике Барселоны у доктора Гонсалеса Адрио, сказавшего, что Диего сможет вернуться на поле только через 6 месяцев. Затем Диего проходил период реабилитации у спортивного медика, Рубена Дарио Оливы. Благодаря курсу лечения этого врача, 8 января 1984 года в матче с «Севильей» Марадона вновь вернулся на поле, и, сделав два голевых паса, помог своему клубу выиграть 3:1.
Несмотря на удачное возвращение, после нескольких невыразительных матчей публика, помнившая игру до травмы, начала его освистывать, в ответ на это Диего погрозил ей кулаком, что очень не понравилось фанатам «сине-гранатовых». Всего в сезоне 1983/1984 Диего провёл на поле 23 матча и забил 15 мячей, а «Барселона» заняла лишь 3-е место в чемпионате. В Кубке кубков каталонский клуб второй сезон подряд вылетел на стадии 1/4 финала: дома «Барселона» обыграла «Манчестер Юнайтед» со счётом 2:0, но в гостях на «Олд Траффорд» уступила 0:3 (дублем отметился Брайан Робсон). Также «Барса» вышла в финал Кубка Испании, обыграв в полуфинале в серии пенальти «Лас-Пальмас» (Марадона реализовал свой удар). 5 мая в финале на «Сантьяго Бернабеу» в Мадриде «Барселона» встретилась с «Атлетиком», который к тому времени уже стал чемпионом Испании. «Атлетик» победил со счётом 1:0. Сразу после игры Марадона напал с кулаками на игрока «Атлетика» Мигеля Солу, в результате на поле завязалась драка с участием почти всех игроков команд. После игры нескольких игроков обоих клубов дисквалифицировали, Марадона как один из зачинщиков драки был дисквалифицирован на 3 месяца.

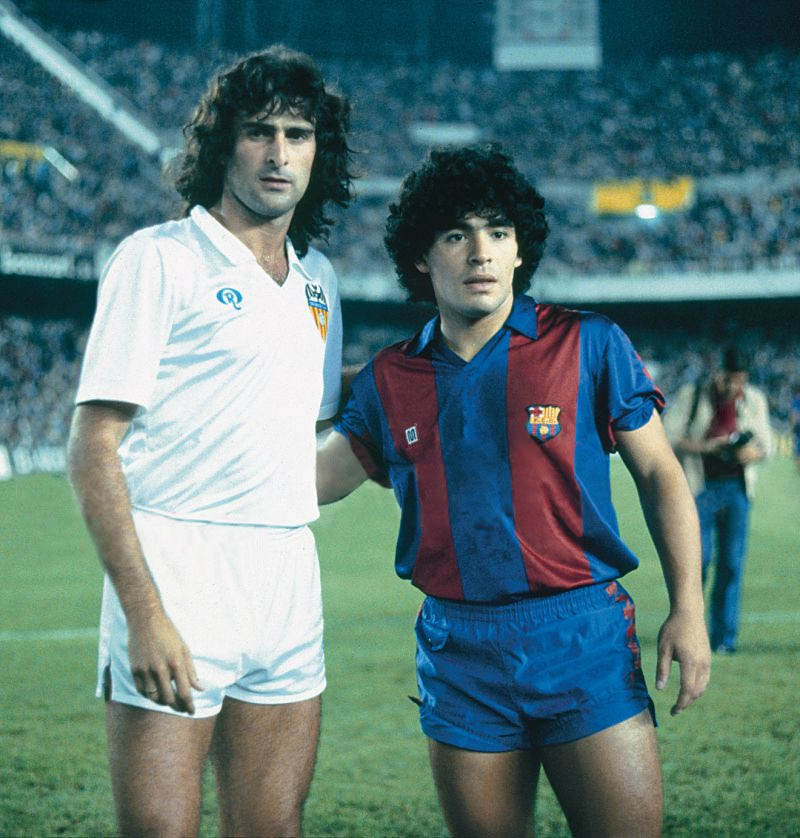
Соотечественники Марио Кемпес и Диего Марадона

Помимо футбольных выступлений Марадоны, в прессе очень большое внимание уделялось его зарплате и поведению вне футбола. К тому же, президент команды, Хосеп Луис Нуньес, критиковал своего игрока за частые посещения ночных клубов, что очень злило Диего. Однажды Нуньес даже забрал паспорт Марадоны, чтобы не позволить ему поехать на прощальный матч Пауля Брайтнера. Паспорт Диего вернули лишь тогда, когда он пришёл в офис клуба, где устроил скандал и разбил Кубок Тересы Эрреры. Но на прощальный матч Брайтнера Марадона отпущен не был. Вследствие всех этих обстоятельств, травм, болезней и непонимания с Нуньесом Марадона, посоветовавшись с гражданской женой Клаудией, принял решение покинуть «Барселону». Диего даже был готов выкупить у клуба свой контракт. Вскоре каталонской команде пришло предложение из Италии: клуб «Наполи» предложил выкупить трансфер футболиста.
Всего за два сезона в «Барселоне» Марадона провёл 58 матчей и забил 38 голов. Особо результативно сложились для аргентинца матчи Кубка кубков: 8 голов в 7 матчах, включая два хет-трика. В 1999 году в честь столетия «Барсы» на каталонском телевидении был проведён опрос среди болельщиков, согласно которому Марадона — третий игрок в истории клуба; его опередили только Ладислав Кубала и Йохан Кройф. Несмотря на в целом неплохое выступление в составе «сине-гранатовых», Марадона позже сказал, что переход в «Барселону» был ошибкой.

### «Наполи»
29 июня 1984 года бывший футболист и тогдашний менеджер клуба «Наполи» Антонио Юлиано начал переговоры с «Барселоной» на предмет перехода Марадоны. И уже на следующие сутки сделка была совершена, клубы договорились о трансфере на сумму 14 млрд лир (около 7,6 млн долларов), самую крупную на тот момент уплаченную футбольными клубами за переход игрока, и 800 тысяч самому Марадоне, подписавшему контракт до июня 1989 года.
В первый прилёт Марадоны в Неаполь его встречала огромная толпа болельщиков. Фанаты клуба подняли Марадону на руки и так пронесли его до города. 5 июля состоялась официальная презентация Марадоны как игрока «Наполи». Она проходила на стадионе Сан-Паоло, где собралось 70 тысяч зрителей, чтобы увидеть нового игрока, который, стоя в белой футболке и голубых брюках (официальные цвета «Наполи»), сначала произнёс свои первые слова по-итальянски: «Добрый вечер, жители Неаполя, я счастлив быть с вами», а затем сделал круг почёта, приветствуя фанатов на всех трибунах: «Это был незабываемый приём и незабываемый для меня день. Я словно открывал новую страницу своей биографии, а заодно открывал новый для меня мир».

#### 1984/1985
Марадона дебютировал в составе «Наполи» 16 сентября, в гостевом матче с «Вероной», который завершился со счётом 1:3. Во второй игре в составе «аззурри» Марадона поразил ворота клуба «Сампдория» и первым делом взял мяч из сетки и поцеловал его, что впоследствии стало традицией — так Марадона праздновал все свои мячи. 19 ноября на 84-й минуте гостевой встречи с «Асколи», при счёте 1:1 Марадона получил свою первую красную карточку в составе неаполитанского клуба. Он толкнул футболиста «бело-чёрных» Энрико Николини, который после этого эпизода упал на газон, схватившись за лицо, в результате оба футболиста были удалены с поля. В целом в первом сезоне с Марадоной «Наполи» играл не очень удачно: в середине сезона клуб даже находился в зоне вылета из серии A, но после серии удачных матчей неаполитанская команда выправила положение и заняла 8-е место. В том сезоне Марадона поразил ворота 14 раз, став самым результативным в команде, забившей в общей сложности 34 гола. По окончании сезона Марадона сказал, что это стало его первой победой в Италии.

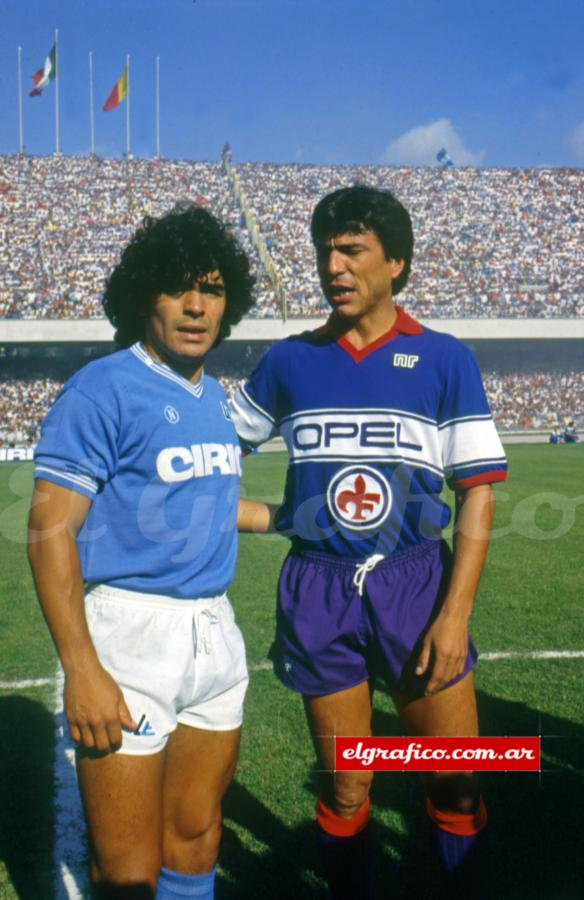
Марадона и Пассарелла в матче «Наполи» и «Фиорентины», 1985 год

#### 1985/1986
Перед началом сезона 1985/1986 «Наполи» начал укреплять состав новыми игроками, в клуб пришли голкипер Гарелла, чемпион Италии в составе «Вероны» форвард Джордано и полузащитник Реника. Двое последних попали в команду по рекомендации Марадоны. Клуб занял в чемпионате 3-е место, а также победил в домашней игре «Ювентус» (который проиграл в том чемпионате лишь трижды) благодаря единственному голу Марадоны. В том же году Марадона забил один из самых знаменитых своих голов, поразив ворота «Вероны», чемпиона прошедшего сезона: подбросив мяч в воздух, Марадона пробил с 40 метров, перебросив вышедшего далеко из ворот голкипера веронской команды Джулиано Джулиани.
1 мая 1986 года Марадона сыграл за английский «Тоттенхэм Хотспур» на стадионе «Уайт Харт Лейн» в прощальном матче бывшего партнёра по сборной Аргентины Освальдо Ардилеса (несмотря на это Ардилес затем периодически выходил на поле до конца 1980-х годов). Марадона, который прилетел в Лондон без спортивной обуви, играл в этом матче в бутсах Клайва Аллена. «Тоттенхэм» победил в той игре миланский «Интер» со счётом 2:1.

#### Чемпионат мира 1986

##### Отборочные матчи
За сборную Аргентины Марадона не играл со времён чемпионата мира 1982. В 1983 году национальную команду Аргентины возглавил Карлос Билардо. Первым его шагом стало назначение Диего на пост капитана команды, для чего он лично приехал в Испанию: «Капитан национальной сборной. То, о чём я всегда мечтал. Представлять всех аргентинских футболистов — да-да, всех. Во всех интервью я говорил, что хочу закончить свою карьеру капитаном сборной Аргентины». Первоначально новый наставник аргентинцев хотел создать команду только из игроков чемпионата страны, а Диего позвать лишь на финальные игры. Однако вскоре изменил своё мнение и пригласил Марадону на товарищеский матч 10 мая 1985 года с Парагваем, который закончился вничью 1:1; в этой игре Диего забил единственный мяч у аргентинцев.
Отборочный этап к чемпионату мира состоял из группового турнира. В группе, куда попала Аргентина, также были Венесуэла, Колумбия и Перу. Аргентинцы начали с матча с Венесуэлой в Сан-Кристобале, во время прилёта туда один из венесуэльцев подбежал к Диего и ударил его ногой по правому колену, из-за чего Марадона всю ночь пролежал со льдом на ноге, но затем вышел на матч и забил два гола, а его команда победила 3:2. Затем последовала серия из 3 побед, завершившаяся поражением от Перу 0:1. В последней игре, с тем же Перу, Аргентина сыграла вничью 2:2 и вышла в финальную часть чемпионата мира.

##### Подготовка
Подготовительные матчи аргентинцев к первенству мира вышли неудачными: сборная сыграла вничью с Мексикой, проиграла Франции 0:2, выиграла со счётом 1:0 у «Грассхоппера», обыграла Израиль 7:2 и сыграла нулевую ничью с клубом «Атлетико Хуниор».
После этой серии игр Билардо принял решение «поставить» игру аргентинцев вокруг Марадоны. Это далось ему непросто, Билардо критиковали все, даже президент страны, в основном за отказ от традиций аргентинского футбола и закрытие «двери» в сборную ветеранам. Дошло до того, что готовилось решение о снятии Билардо с поста тренера национальной команды, и лишь после вмешательства Марадоны, сказавшего «если Билардо уйдёт — уйду и я», решение было отменено. Для построения игры вокруг Диего Билардо лично приехал в Италию, где играл Марадона: «Я мог бы по почте направить Марадоне официальное приглашение в сборную и авиабилет до Мехико, но тогда получил бы чужого мне „итальянского“ Марадону, а мне нужен был настоящий аргентинец, увлечённый моей идеей, игрок моей команды». Во время личного разговора с Марадоной, Билардо сказал, что это будет его чемпионат, и предложил ему капитанскую повязку. Он сказал Марадоне, что его место не в центре поля, а за спинами нападающих, где тот сможет развивать атаки в любом направлении. Но всё это Билардо пообещал с одним условием: Марадона на 30 дней забудет обо всём, о всех своих увлечениях и привычках ради футбола. Билардо даже попросил Марадону дать клятву, что он не нарушит режима: «Раньше, до того как я стал капитаном, для меня было главным показать в игре то, на что я способен. Теперь главное — игра всей команды». Сам Билардо полностью доверял Диего: в частности по его желанию не взял в состав национальной команды Рамона Диаса, конфликтовавшего с Марадоной; сам Диего отверг эти обвинения, сказав, что он сам просил Билардо взять Диаса, однако тот отказал.
Многие игроки сборной, в частности Даниэль Пассарелла, единственный в составе чемпион мира 1978 года, были против передачи капитанства Марадоне, как и некоторые чиновники футбольной федерации. Сам Пассарелла считал, что капитаном сборной должен стать он. Дошло до того, что когда Даниэль получил расстройство желудка, он не принимал лекарства, опасаясь, что Марадона подсыпет ему допинг. После матча с «Атлетико Хуниор», у Марадоны с Пассареллой произошла ссора, вылившаяся во взаимные обвинения. Однако после того как Диего рассказал, что Пассарелла встречается с женой одного из игроков сборной, вся команда встала на сторону Марадоны. Пассарелла уехал из стана национальной команды, хотя и остался в заявке сборной на первенстве мира.
Подготовку к мундиалю Марадона начал в римском Институте спорта под руководством профессора Антонио дель Монте, специалиста по адаптации спортсменов к высокогорью, работавшего с Марадоной по просьбе Билардо. В течение 5 недель по понедельникам Диего ездил к дель Монте, где сдавал тесты, а в остальные дни проводил тренировки на выносливость.

Я работал не над Марадоной, а с Марадоной. Более того, в этой работе принимал участие фактически весь факультет. И Марадона был не пассивным клиентом, а активным, заинтересованным участником этой работы, человеком, который стремится как можно больше узнать о самом себе. Это очень чувствительный, с тонкой нервной деятельностью и острым умом человек. И ещё я бы отметил одержимость, преданность любимому делу — футболу. Уже тогда мне казалось, что Марадона один способен победить всех. Упорство, воля, терпение сделали своё дело. Я поверил в способности этого молодого человека. Низкий центр тяжести и крепкие ноги делали его богатырём на футбольном поле. Эластичность мышц, мощь мускулатуры удачно сочетались с прекрасной реакцией и необычайной выносливостью. В физическом плане его можно сравнить с Аполлоном. В моральном — это Овод, человек, всегда готовый сражаться за победу. Такой спортсмен нужен любой команде. Его маленькие ноги — чудесный механизм. Марадона похож на автомашину, обладающую мощным мотором и маленькими колесами. Такой автомобиль раньше других набирает ускорение. Природа наградила его способностью быстро напрягать и расслаблять мышцы, мгновенно менять направление движения. Во время тренировок на футбольном поле в Мексике я с коллегами следил за всеми его движениями с хронометром, и было видно, что его организм действовал, как совершенная машина. Ни один футболист, участвовавший в чемпионате, даже из привыкших к высоте мексиканцев, не сумел превзойти его ни в мастерстве, ни в спортивной форме.

В течение подготовки Марадона посвящал всё своё время футболу, не ходил на вечеринки, даже избегал встреч с друзьями. По графику вставал в 8 и ложился в 10, а также выполнял ежедневный капитанский ритуал: перед сном обходил своих партнёров по команде и желал им доброй ночи, считая, что капитан должен быть душой команды.

##### Финальный турнир

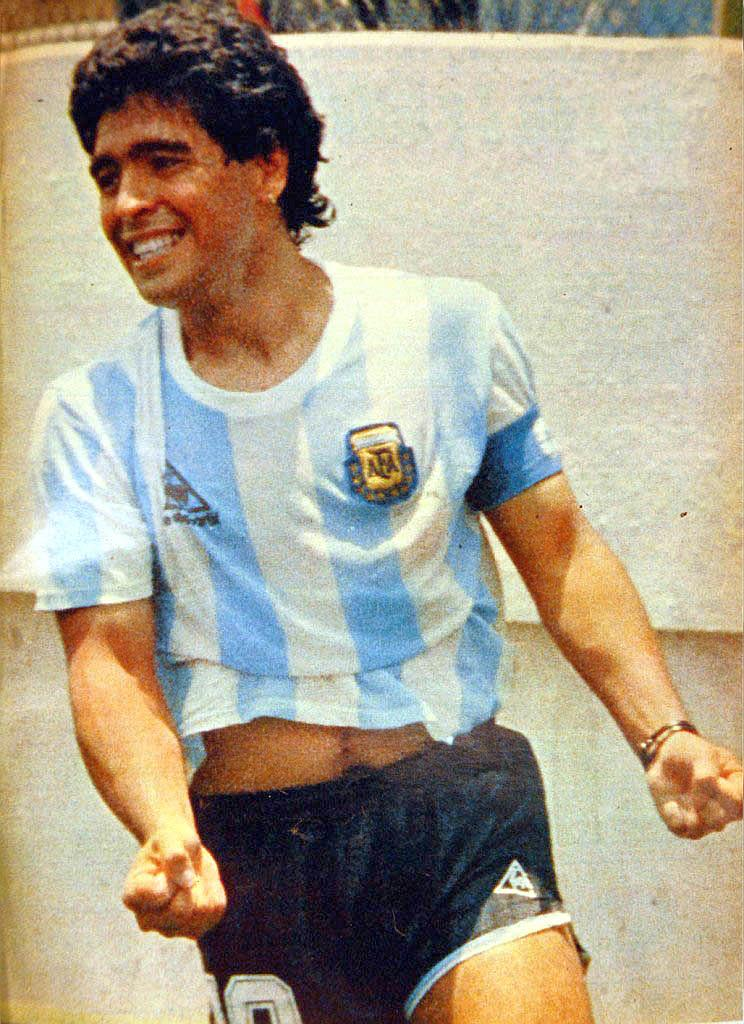
Марадона празднует гол, забитый в ворота сборной Италии

Перед самым финальным турниром Марадона сказал: «Этот чемпионат будет мой!». Первый матч сборная Аргентины проводила в Мехико. Первоначально аргентинские футболисты больше отдыхали, чем тренировались, они посещали местные музеи, катались на верблюдах, постепенно акклиматизируясь на высокогорье. Игра состоялась 2 июня, в ней Аргентина достаточно легко обыграла Южную Корею со счётом 3:1. После матча Диего обвинил ФИФА в том, что те недостаточно берегут техничных футболистов и в том, что игры начинались в 12 дня, когда было очень жарко. Во второй игре аргентинцам противостояла Италия, чемпион мира. Счёт в матче открыли итальянцы, но на 34-й минуте Марадона забил ответный гол, который сам Диего назвал одним из лучших своих мячей за карьеру; в результате игра завершилась вничью 1:1. В третьей игре Аргентина победила Болгарию со счётом 2:0 (Марадона сделал голевую передачу) и вышла в 1/8 финала. В 1/8 финала Аргентина встречалась с Уругваем, матч проходил 16 июня в городе Пуэбла. В этой игре Аргентина победила 1:0, благодаря голу Педро Паскулли. Эта победа стала первой, одержанной Аргентиной над Уругваем в финальных частях чемпионатов мира.

##### Матч с Англией
В 1/4 финала Аргентина встречалась с Англией. Игра имела не только спортивный подтекст: за 4 года до чемпионата мира Аргентина и Великобритания воевали за Фолклендские (Мальвинские) острова, из-за чего на трибунах и за её пределами произошли столкновения болельщиков, помнивших эти события. Матч проходил 22 июня на стадионе «Ацтека» в Мехико. На 51-й минуте Марадона открыл счёт. Стив Ходж неудачно отбил мяч на своего вратаря Питера Шилтона, и Марадона, который уступал голкиперу в росте 20 см, своей левой рукой, опередив вратаря, забил его в ворота. Арбитр встречи нарушения правил не зафиксировал. Этот гол вызвал драку на трибунах: англичане напали на аргентинцев. После игры Диего сказал: «Я не коснулся мяча, это была рука Бога».
В Италии, уже по окончании матча, этот гол Марадоны назвали «Ручонкой Пиолы», из-за гола, забитого Сильвио Пиолой в ворота англичан 13 мая 1939 года. После гола англичане стали буквально «охотиться» за Марадоной, особенно усердствовали центральные защитники Терри Бутчер и Терри Феник. Через несколько минут после первого мяча Диего забил гол, обыграв последовательно 6 английских игроков: Гарри Стивенса, Питера Рида, Стива Ходжа, Терри Бутчера, голкипера Питера Шилтона и Терри Феника. Позже, в 2002 году, этот гол назвали лучшим в истории чемпионатов мира. Главный тренер сборной Англии Бобби Робсон после игры сказал: «Это был гол из области фантастики». Сам же Марадона сообщил: «Мне понравился этот гол. Но это был всего лишь один гол. Им не завоюешь чемпионат…». В конце игры англичане отыграли один мяч, а игра завершилась в пользу Аргентины 2:1. Марадону за игру в этом матче окрестили «Микеланджело от футбола».

Для нас, для страны, которую мы представляли, игра с Англией была финальной. Мы защищали не просто честь сборной, но честь страны. Конечно, до матча мы говорили, что футбол никак не связан с войной за Мальвинские острова, но мы знали многих ребят, которые погибли там, подстреленные, как птицы. Это была месть. Как будто мы отвоевали несколько островов. В предматчевых интервью все мы говорили, что футбол и политику нельзя мешать, но это была ложь. Мы не могли не думать об этом.[…] Для нас победа значила больше, чем просто выигрыш, выход в следующий круг и вылет Англии из чемпионата. В какой-то мере мы винили английских футболистов за всё, что произошло, за все страдания аргентинского народа. Это чувство было сильнее нас: мы защищали цвета флага, погибших ребят и тех, кто уцелел. Думаю, поэтому-то мой гол так много значил. Собственно, оба гола. В обоих была своя прелесть.

Спустя год после чемпионата мира, 8 августа 1987 года, Марадона участвовал в матче, посвящённом столетию английской футбольной лиги в составе сборной остального мира. За этот матч Диего заработал 100 тыс. фунтов стерлингов. Игра проходила на Уэмбли, и когда Марадона получал мяч, на трибунах проносился недовольный гул. После игры Марадона сказал: «Я не виню публику. То, что порой происходило, результат недобросовестной работы ряда журналистов…». Ещё через 20 лет Диего сказал: «„Руки Бога“ никогда не существовало. Бог действительно тогда помог нам, но тот мяч я забил рукой». Спустя 22 года после гола Марадона извинился за свой поступок: «Если бы я мог вернуться в прошлое и изменить историю, я бы это сделал. Сейчас я могу только попросить прощения за свой поступок. Что случилось, то случилось, Аргентина стала чемпионом мира, а я стал лучшим футболистом планеты».

##### Полуфинал и финал

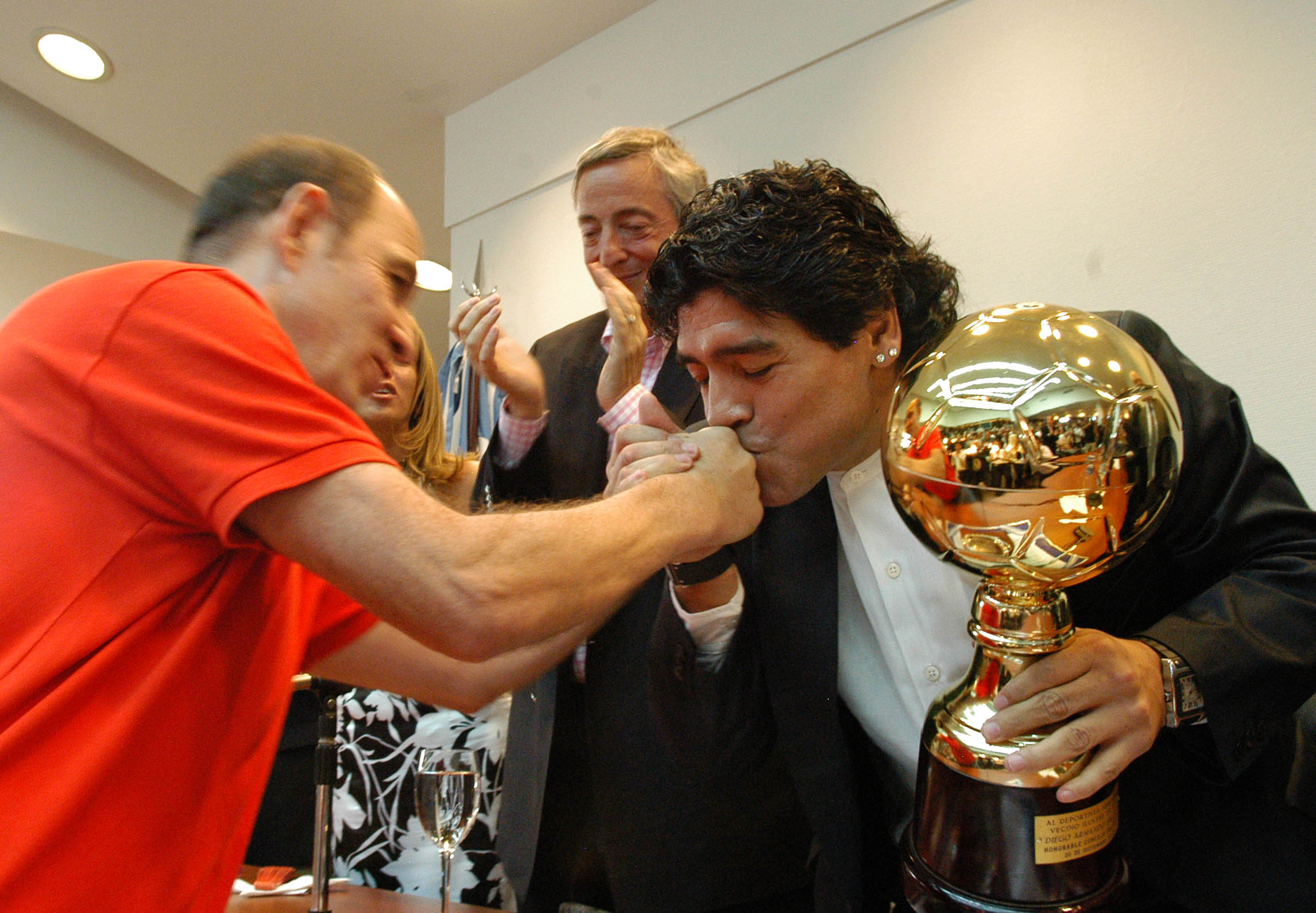
Марадона и Рикардо Бочини

Перед полуфинальными матчами почти все газеты писали, что победителем может стать одна из двух сборных: либо Аргентина, ведомая Марадоной, либо Франция, чемпион Европы, где блистал Мишель Платини. Перед полуфинальной игрой Марадона сказал, что надеется, что защитники бельгийцев не станут применять против него запрещённые правилами приёмы. Игра завершилась со счётом 2:0, а Марадона, ставший лучшим игроком встречи, забил оба гола своей команды, второй из которых он забил после прохода, обыграв 4 игроков команды Бельгии. Сразу после финального свистка голкипер бельгийцев Жан-Мари Пфафф быстро добежал до центра поля, где находился Марадона, и обменялся с ним футболками. Ги Тис, главный тренер сборной Бельгии, сказал: «Если бы Марадона играл за нашу команду — то мы бы вышли в финал. Но о таком приходится только мечтать».
Финал чемпионата мира проходил, как и матч с Англией, на стадионе «Ацтека», на высоте 2350 метров над уровнем моря. Тренер немцев Франц Беккенбауэр поручил персональную опеку Марадоны Лотару Маттеусу, который уже к 21 минуте 5 раз сбил своего подопечного, а со штрафного, заработанного на 5-м фоле, когда Маттеусу была показана жёлтая карточка, был открыт счёт: с паса Батисты забил Браун. В начале второго тайма аргентинцы повели со счётом 2:0 — отличился Вальдано, завершивший атаку, начатую Марадоной. Немцы смогли найти в себе силы сравнять счёт, дважды поразив ворота Пумпидо после угловых, однако затем на 85-й минуте забил Бурручага, которому пас в одно касание из центрального круга на выход на ворота отдал Марадона. Игра завершилась со счётом 3:2, а в послематчевом интервью Марадона сказал, что победу в этой игре завоевали все 11 футболистов, и что он, даже при счёте 2:2, был уверен в победе своей команды. Сразу после финала болельщики аргентинцев пришли к матери Диего и закидали её дом цветами, всю ночь танцуя танго под окнами и вознося хвалебные лозунги в адрес Марадоны и его семьи. Когда на праздновании победы Аргентины Билардо был задан вопрос: «могла ли Аргентина выйти в финал без Марадоны», то он сказал:

Марадона — футболист экстракласса, но он неотделим от коллектива команды. В двух аспектах Марадона неповторим: в трудолюбии и дисциплине. Он постоянно являлся примером для товарищей по команде. Он первым выходил на тренировку и последним её заканчивал. Он всегда спокоен и терпелив на поле. А главное, Капитан сборной Аргентины оказался на удивление самым дисциплинированным игроком в команде. Он отличный товарищ. Его отношения с футболистами, тренерами, обслуживающим персоналом безукоризненны. Марадона не только Гений индивидуальной игры. Его яркие выступления на поле не могут затмить блестящих коллективных действий во имя интересов команды. Как у всех больших мастеров, у Марадоны высоко развито чувство понимания партнёров, великолепное искусство паса. При этом даже в самые напряжённые моменты матчей, когда от усталости или волнения у кого-то из игроков аргентинской сборной не получалась игра, Марадона ни разу ни словом, ни жестом не показал своего недовольства товарищами.

Хорхе Вальдано, партнёр Марадоны по сборной, говорил: «А знаете, почему мы победили в Мексике? Потому что у нас в команде было 20 нормальных игроков и один — ненормальный. Этот ненормальный и выиграл нам чемпионат». Сам Диего позже говорил: «Перед началом чемпионата мира 1986 года состояние команды было катастрофическим. Мы проигрывали товарищеские матчи не самым сильным клубам. Билардо давал установки, которых никто не понимал. После его установок приходилось кому-то ещё переводить нам его слова. Спросите у Вальдано, если не верите. Он выходил на поле и не знал, что должен делать. То же самое касается и Буруччаги. Так что заслуги Билардо в том, что альбиселесте завоевали титул чемпионов мира, нет. Всё делали игроки, а я сам играл так, как считал нужным».
Вернувшись со сборной в Буэнос-Айрес, Диего встретился с президентом страны Раулем Альфонсином. Они вдвоём вышли на балкон «Розового дома» и приветствовали тысячи людей, которые заполнили площадь Мая. Благодаря своей игре Марадона получил «Золотой мяч» как лучший игрок чемпионата мира (в 1989 году сам трофей был похищен из дома Диего в Неаполе). Он также стал лучшим по количеству голевых пасов и показателю «гол+пас».

#### 1986/1987
Летом 1986 года Марадону хотел купить новый президент клуба «Милан» Сильвио Берлускони, предложивший заработную плату в два раза выше, чем платили в «Наполи», а также шикарную машину, квартиру в самой престижной части Милана и долю в компании Берлускони, «Фининвесте», однако Диего отказал «россонери», переподписав контракт с «Наполи» с повышением заработной платы до 5 млн долларов в год. Также от президента «Наполи» ему был подарен автомобиль Ferrari F40, на тот момент бывший единственным в мире. В то же межсезонье в состав «аззурри» перешёл полузащитник сборной Италии Фернандо Де Наполи. В первом туре чемпионата 1986/1987 «Наполи» благодаря единственному голу Марадоны победил «Брешиа», но уже в следующем туре проиграл «Удинезе», команде, лишённой 9 очков на старте турнира за участие в договорных матчах. Перед 7-м туром чемпионата «Наполи» находился на втором месте в турнирной таблице и играл в гостях с «Ромой», единственный гол в матче забил Марадона, пробив с 10 метров после паса Джордано. После этой победы, а также благодаря ничьей «Ювентуса», поделившего очки с «Интером», неаполитанский клуб занял первое место в серии A: «Эта победа сняла с нас психологический груз. Мы почувствовали себя в состоянии обыграть любого соперника».

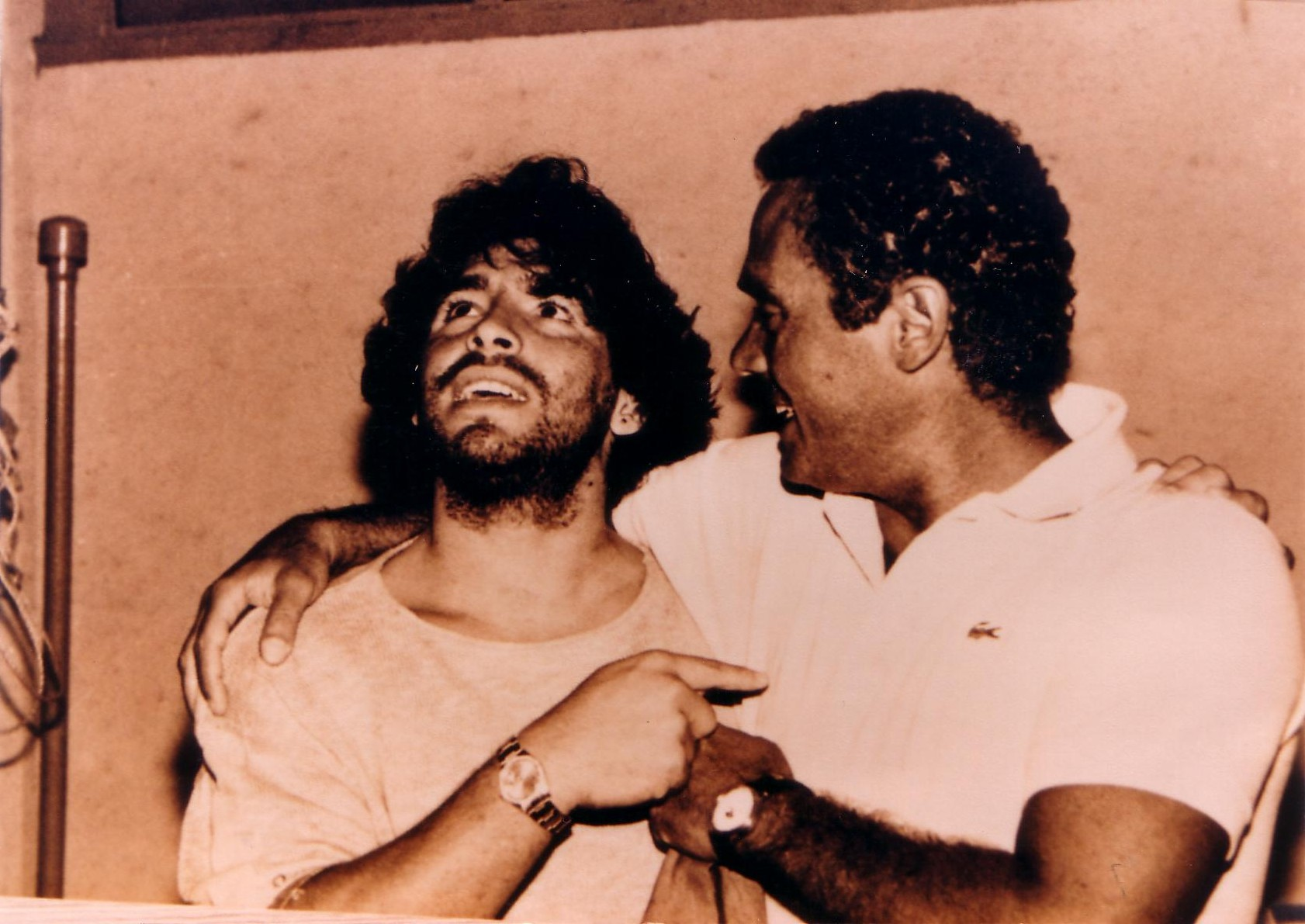
Марадона и Джанни Ди Марсио

11 ноября «Наполи» встречался в Турине с «Ювентусом», чемпионом Италии и своим главным преследователем, и победил 3:1, проигрывая по ходу матча. После этого матча «аззурри» стали лидерами чемпионата Италии. В предпоследнем матче первого круга «Наполи» проиграл «Фиорентине» 2:3 (Марадона забил второй гол своей команды) из-за ошибки на последних минутах голкипера Гареллы, но в следующем матче обыграл «Асколи» и стал зимним чемпионом серии A. В середине сезона у «аззурри» произошёл спад, который совпал со спадом Марадоны в игре: аргентинец не мог в течение 620 минут (6 матчей) поразить ворота соперников. В 22-м туре, в матче с «Ромой», сыгранном вничью, Марадона получил небольшую травму, из-за чего несколько дней не тренировался. В 23-м туре неаполитанский клуб проиграл «Интеру» 0:1, а Марадона не смог реализовать выход один на один. Затем была ничья с «Эмполи» и разгром от «Вероны», в матче, где Марадона, выступавший с травмой, не забил пенальти. Однако после матча с «Вероной» Марадона сказал: «Именно сейчас, после этого поражения, я как никогда уверен — чемпионом станет „Наполи“! У каждой команды в чемпионате должен быть самый худший матч! Мы его сыграли сегодня. Но такого больше не произойдёт. И потом, у нас в запасе целых два очка!».
Однако болельщики продолжали выражать недовольство. За 4 тура до финиша Диего сообщил: «За последнее время я понял, что Неаполь больше меня не любит. Что ж, коль иссякает любовь, значит, предстоит развод». После этого неаполитанская публика разделилась: одни поддерживали Диего, другие его упрекали в «ребячестве». 26 апреля «Наполи» победил «Милан» (2:1), решающий мяч оказался на счету Марадоны, эта победа практически открыла дорогу неаполитанскому клубу к «скудетто», выигранному два матча спустя после ничьей с «Фиорентиной». По окончании сезона Марадона продлил контракт с «аззурри» на 5 лет.

#### 1987/1988
Летом «Наполи» играл товарищеский матч на домашнем стадионе с аргентинским клубом «Росарио Сентраль» и проиграл 0:1, а Марадона за 3 минуты до конца встречи не забил пенальти, после чего его до финального свистка освистывали неаполитанские тиффози. После игры Марадона сказал:

Публика ничего не поняла. Она не желает проявлять понимание и выдержку. Позавчера я говорил: команда только начинает подготовительный этап и результаты пробных игр не имеют особого значения. Реакция зрителей вызвала во мне горечь и разочарование. Впрочем, с 1989 года им меня больше освистывать не удастся, поскольку, как только кончится контракт, я отсюда уеду.

Однако несколько дней спустя футболист отметил, что его мнение было импульсивным и поспешным, а в первой официальной игре сезона на трибунах «Наполи» был повешен огромный баннер с надписью: «Марадона! Мы тебя любим! Ты вечно наш!». В то же межсезонье в клуб пришёл новый нападающий, бразилец Карека, и сразу нашёл взаимопонимание на поле с Марадоной, эти два игрока вместе с итальянцем Джордано сформировали знаменитую тройку нападения «MaGiCa» (Maradona, Giordano и Careca).
В сезоне 1987/88 «Наполи» впервые в своей истории выступил в Кубке чемпионов, однако жребий был суров, и уже в первом раунде итальянскому клубу достался чемпион Испании «Реал Мадрид». В середине сентября испанская команда дома при пустых трибунах выиграла 2:0, а спустя две недели «Наполи» на переполненном «Сан-Паоло» открыл счёт уже на 9-й минуте (Джованни Франчини), но Эмилио Бутрагеньо сравнял счёт в конце первого тайма, и этот гол оказался последним в игре. Таким образом, «Наполи» вылетел из Кубка чемпионов уже в первом раунде, Марадона провёл оба матча.
После 12 туров чемпионата Италии неаполитанцы набрали 21 очко, проиграв лишь «Пизе», но в 13-м туре клуб был разгромлен главным преследователем неаполитанцев, «Миланом» со счётом 1:4. А в следующем матче в Кубке Италии проиграл «Фиорентине» со счётом 2:3. В последующих матчах «аззурри» начали выигрывать. В первых 19 турах «Наполи» набрал 87 % очков. Лишь в 26-м туре клуб проиграл «Ювентусу», а затем сыграл вничью с «Вероной». 1 мая «Наполи» встречался с «Миланом», отстававшим от соперника на 1 очко и проиграл 2:3, а один из мячей ударом со штрафного забил Марадона. А затем Диего получил травму и в последних матчах не играл. «Наполи» завершил чемпионат на 2-м месте. Однако самого Диего винили менее всего: аргентинец стал лучшим бомбардиром чемпионата с 15 голами. Несмотря на это, в прессе появились обвинения, что неаполитанский клуб «сдал» несколько игр из-за давления со стороны структур, контролировавших тотализатор, однако это не было доказано.

#### 1988/1989

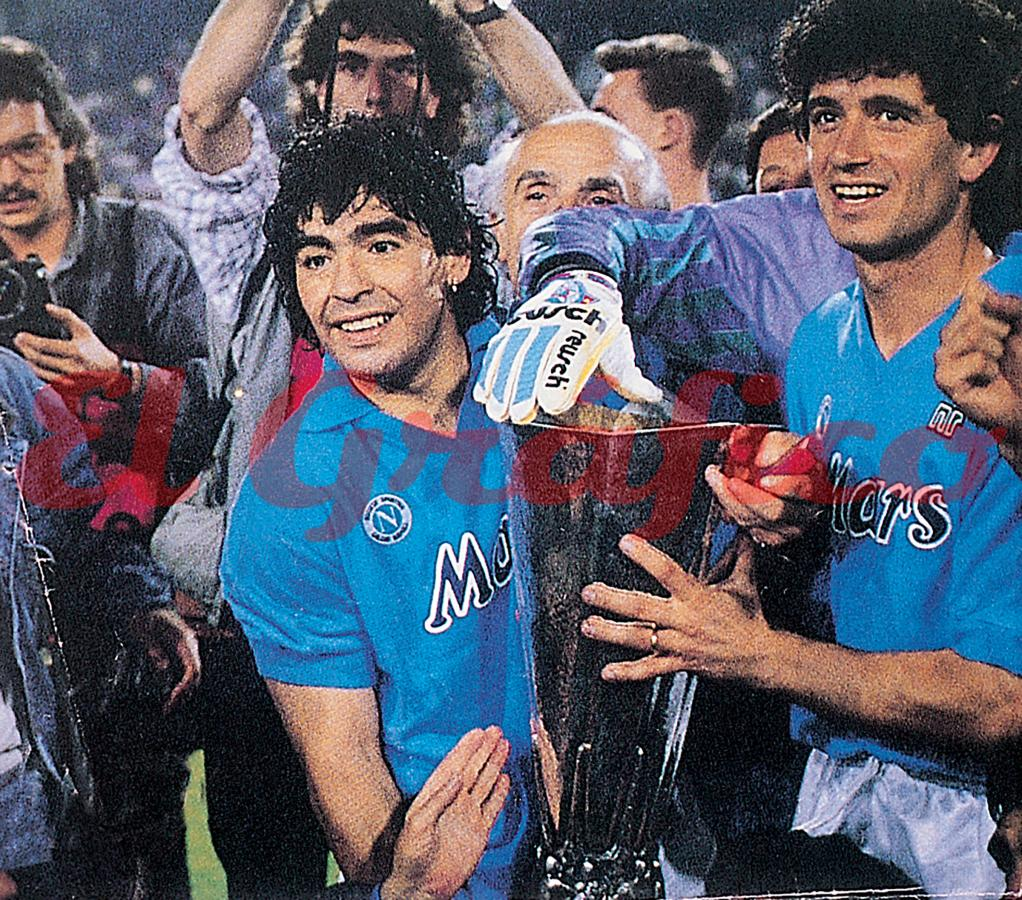
Марадона с Кубком УЕФА

Чемпионат Италии 1988/89 выдался не слишком удачным для Марадоны — он пропустил несколько матчей из-за травмы колена и болезни спины. Впервые он вышел на поле в третьем туре, и с ним в составе «Наполи» разгромил «Пескару» со счётом 8:2, а два из восьми голов забил сам Диего. Однако и без него клуб, который радикально изменил состав, пополнившись игроками Алемао, Джулиано Джулиани и Лукой Фузи, вновь занял 2-е место, на 11 очков отстав от чемпиона, миланского «Интера». В чемпионате Марадона в 26 матчах забил 9 мячей. В Кубке УЕФА «Наполи» прошёл «Олимпиакос», лейпцигский «Локомотив» и «Бордо», в шести матчах пропустив всего дважды. В 1/4 финала «Ювентус» в последний день зимы дома обыграл «Наполи» 2:0, однако в середине марта в ответном матче Марадона открыл счёт с пенальти уже на 10-й минуте, а Андреа Карневале забил второй мяч в конце первого тайма. Игра перешла в дополнительное время, и на 120-й минуте третий мяч «Наполи» забил Алессандро Реника. В полуфинале «Наполи» прошёл «Баварию» (2:0 и 2:2, три мяча забил Карека). Разминка Марадоны перед ответным матчем в Мюнхене под хит 1980-х годов Live Is Life стала знаменитой. В мае 1989 года в финальных матчах неаполитанцы встретились с ещё одним западногерманским клубом — «Штутгартом». Дома «Наполи» победил 2:1 (Марадона сравнял счёт с пенальти), а в гостях сыграл 3:3 и завоевал Кубок УЕФА. Марадона сыграл все 12 матчей в турнире и отметился 3 забитыми мячами с пенальти и несколькими голевыми передачами. В том же сезоне неаполитанский клуб вышел в финал Кубка Италии, но проиграл в нём «Сампдории» с общим счётом 1:4, а Марадона с 7 голами стал лучшим бомбардиром своей команды в турнире. Всего за сезон Марадона провёл за «Наполи» 50 матчей и забил 19 мячей.
В середине сезона контракт Диего предложил «Олимпик Марсель», чей президент, Бернар Тапи, предложил Марадоне заработную плату в два раза выше, чем он получал в «Наполи» и виллу с парком размером 6000 квадратных метров. Накануне финала Кубка УЕФА президент «Наполи», Коррадо Ферлаино, согласился отпустить Диего в Марсель, если клуб выиграет этот турнир. После победы в турнире, Ферлаино подошёл к Марадоне и сказал: «Ты не продаёшься. Я просто хотел тебя мотивировать».

#### 1989/1990
В сезоне 1989/90 Бьянки на тренерском посту «Наполи» заменил Альберто Бигон. Марадона из-за травмы не мог играть в начале сезона, и его место в составе занял Джанфранко Дзола, перешедший в клуб перед началом сезона. Без Диего в составе неаполитанский клуб в первых трёх матчах заработал только 1 очко. Однако позже футболист оправился от травмы и вернулся в состав, чем помог клубу выиграть второе за 5 лет скудетто. Марадона забил в турнире 16 мячей, став третьим бомбардиром после Марко ван Бастена и Роберто Баджо. Дзола впоследствии вспоминал, что если бы он не соприкоснулся с Марадоной, то точно не стал бы впоследствии таким футболистом. Для молодого Джанфранко Диего выполнял роль старшего брата, от которого он многому научился.
В Кубке УЕФА «Наполи» в первом раунде лишь в серии пенальти после двух нулевых ничьих прошёл португальский «Спортинг» (Марадона не реализовал пятый пенальти в серии, но шестым ударом с точки победу неаполитанцам принёс Чиро Феррара). Затем с большим трудом «Наполи» обыграл швейцарский «Веттинген» (0:0 и 2:1). На стадии 1/8 финала неаполитанцы были разбиты немецким «Вердером» (2:3 в Неаполе и 1:5 в Бремене). Марадона сыграл в 5 из 6 матчей Кубка УЕФА, но голами не отметился.

#### Чемпионат мира 1990
После победного чемпионата мира 1986 сборная Аргентины перестала показывать высокие результаты. На Кубке Америки 1987 года команда заняла только 4-е место, несмотря на игру Марадоны, который, выступая с тендинитом приводящих мышц, забил 3 из 5 голов национальной команды, включая первый мяч турнира, 27 июня на 47-й минуте матча с Перу. В списке лучших бомбардиров Марадона лишь 1 мяч уступил лучшему снайперу Кубка, колумбийцу Арнольдо Игуарану. В 1989 году Аргентина заняла 3-е место, а сам Марадона, сильно уставший (за сезон он провёл более 50 игр) и имевший проблемы с задней поверхностью бёдра, не забил ни одного гола. За несколько месяцев до мундиаля Марадона даже сообщил, что откажется от участия в мировом первенстве, если не будет хорошо подготовлен.

##### Финальный турнир
За несколько дней до турнира у Марадоны отслоился ноготь на правой ноге. Из-за этого он не мог бегать и тренироваться. 3 июня в институте Даль Монте в Риме на ноготь Диего был наложен защитный лубок из карбонового волокна. Уже на следующий день Марадона провёл полноценную тренировку.
Финальный турнир чемпионата мира 1990 начался для Аргентины 8 июня матчем с Камеруном на стадионе Сан-Сиро, и в первой игре Аргентина проиграла 0:1. По мнению Марадоны, причиной поражения стал тот факт, что Клаудио Каниджа не вышел в стартовом составе национальной команды, а остальные форварды сборной были «незабивными». Другой причиной поражения Диего назвал грубую игру камерунцев, в особенности Бенжамена Массинга, действовавшего персонально против Марадоны. Второй матч, против сборной СССР, проходил в Неаполе, в родном городе клуба Диего. Аргентина победила 2:0, причём после удара Олега Кузнецова Марадона выбил мяч с линии ворот рукой, однако арбитр встречи не заметил эпизода. В третьей игре, также проходившей в Неаполе, Аргентина сыграла вничью с Румынией 1:1 (Диего сделал голевую передачу) и вышла из группы с третьего места благодаря большему количеству набранных очков по сравнению с другими командами, занявшими третьи места в своих группах. В игре с Румынией Марадона получил болезненный удар по щиколотке левой ноги, из-за чего в оставшихся матчах играл на болеутоляющих уколах.
В 1/8 финала Аргентина встречалась с Бразилией, за которую играли партнёры Диего по «Наполи» — Карека и Алемао. Бо́льшую часть матча бразильцы имели колоссальное преимущество и только благодаря везению и второму вратарю аргентинцев Гойкоэчеа их ворота остались неприкосновенными (неоднократно мяч после ударов бразильцев попадал в каркас ворот), но на 81-й минуте, Марадона совершил свой фирменный проход, обыграв нескольких игроков сборной Бразилии, находясь в окружении трёх соперников, Диего смог, падая, вывернуть ногу и отдать очень точную передачу между ног противника на Клаудио Каниджу, который, в свою очередь, забил победный гол. На стадии 1/4 финала Аргентина победила в серии послематчевых пенальти Югославию, при этом Марадона свой пенальти не забил.
В полуфинале аргентинцы встречались с хозяевами турнира, итальянцами, которые до этого выиграли все матчи на турнире. Игра проходила в Неаполе. Накануне матча Диего дал интервью, в котором сказал: «Мне не нравится, как все теперь призывают неаполитанцев быть итальянцами и поддерживать сборную. Неаполь всегда был оторван от остальной Италии. Этот город всегда страдал от несправедливого расизма». После интервью, глава болельщиков «Наполи», Дженнаро Монтуори сказал: «Мы будем поддерживать Италию, уважая при этом Аргентину и аплодируя ей». На самой игре висели плакаты с надписями: «Диего в сердцах, Италия в наших песнях», «Марадона, Неаполь любит тебя, но Италия — наша Родина». Игра завершилась вничью 1:1, а в серии послематчевых пенальти выиграли аргентинцы. Победный пенальти забил Марадона. После игры, в месте базирования команды, неизвестным был сорван флаг Аргентины, что привело Диего в ярость.
В финале Аргентина проиграла команде ФРГ со счётом 0:1 после небесспорного пенальти, забитого немцами. В этой игре Марадона запомнился тем, что получил последнюю жёлтую карточку на турнире. Причиной неудачного выступления Диего в финале называлась игра Лотара Маттеуса, который персонально действовал против Марадоны. Когда матч завершился, Марадона расплакался на поле. Послематчевое вознаграждение окончилось скандалом: Марадона отказался пожать руку президенту ФИФА, бразильцу Жоао Авеланжу, посчитав, что тот специально подстроил так, чтобы аргентинцы не выиграли. За свою игру на мундиале Диего получил «Бронзовый мяч» как третий игрок чемпионата мира.
11 октября, через несколько месяцев после завершения чемпионата мира, Марадона объявил: 

Я больше не буду играть за сборную. Я долго обдумывал это решение и сделал свой выбор. Он ранит меня, но я оставляю пост капитана в любимой команде, но я вынужден это сделать. Мне лгали, меня выживали из команды. Жоао Авеланжа во время визита в Аргентину встречали как короля, будто ничего не случилось. […] В довершение всего Хулио Грондона написал письмо Виоле, президенту «Ромы», с благодарностью за то, как он к нам относился, и ещё невесть за что. Значит я, Руджери, Хиусти, Браун — мы все идиоты?! Они даже не обратили внимание, как дурно с нами обращались в Италии! Грондона — вице-президента ФИФА, но, когда у нас украли победу в финале, он палец о палец не ударил! Несмотря на всю боль от такого решения, несмотря на то, что мне очень нравится быть капитаном сборной, я ухожу.

#### 1990/1991
После чемпионата мира 1990 года Марадона уволил своего агента Гильермо Копполу и назначил нового, Маркоса Франки. Футбольный сезон начался позитивно — 1 сентября клуб выиграл Суперкубок Италии, победив «Ювентус» со счётом 5:1. В чемпионате Италии Марадона провёл 18 матчей из 34, в которых забил 6 мячей (ранее за 6 сезонов он никогда не забивал в чемпионате менее 9 мячей). «Наполи», который сумел за весь сезон выиграть всего один матч в гостях, занял восьмое место. В Кубке чемпионов неаполитанская команда в 1/16 финала дважды обыграла венгерский «Уйпешт» (19 сентября Марадона отметился дублем в домашней игре, это были его последние в карьере голы в еврокубках). Однако уже в 1/8 финала «Наполи» в серии пенальти уступил московскому «Спартаку»; при этом на ответную игру в Москве 7 ноября, которая стала для него последней в еврокубках, Диего прилетел не вместе с командой, а на день позже на частном самолёте. 17 марта 1991 года после матча 25-го тура чемпионата Италии с «Бари», выигранного 1:0, футболист был выбран в числе игроков, которые должны пройти тест на допинг. Проверка показала наличие у Диего в организме кокаина. Итальянская федерация футбола приняла решение о дисквалификации Марадоны на срок 15 месяцев. Адвокаты попытались оспорить дисквалификацию, однако апелляционный комитет оставил решение в силе. 24 марта, за несколько дней до дисквалификации, Марадона провёл свой последний матч за «Наполи»: его клуб проиграл со счётом 1:4 «Сампдории»; единственный мяч неаполитанцев забил Диего с пенальти.
По мнению Марадоны, анализы были подделаны благодаря вмешательству президента итальянской федерации футбола, Антонио Матаррезе, который отомстил Диего за поражение сборной Италии от сборной Аргентины на чемпионате мира 1990. Сам Марадона утверждал, что хотя и принимал наркотики, но всегда самостоятельно проводил допинг-тесты, чтобы накануне игр у него в организме не оставалось ни следа от принимаемых препаратов.
1 апреля Марадона принял решение вернуться в Аргентину, заявив, что хочет уделить всё своё время семье, и что он устал от футбола. 26 апреля в доме Диего на улице Франклин в районе Кабальито Марадона с двумя своими друзьями был арестован за хранение наркотиков: у него были обнаружены 36 грамм кокаина. На следующий день после уплаты залога в 20 тыс. песо Марадону освободили из-под стражи. До начала судебного процесса судья Амелия Беррас де Видаль наказала Диего пройти курс реабилитации. По мнению Диего, вся процедура задержания была инсценирована властями Аргентины. В сентябре 1991 года Марадона был заочно осуждён в Италии на 14 месяцев условного заключения за обнаруженный в подвале его дома кокаин.
Во время процесса реабилитации, который должен был помочь Диего избавиться от длительной зависимости (впервые он попробовал наркотики ещё во время игры за «Барселону»), Марадона принял решение участвовать в разнообразных благотворительных матчах. 3 августа 1991 года Диего провёл матч в пользу больницы Фернандеса. Он должен был играть в матче, посвящённом памяти Хуана Хильберто Фунеса, футболиста, умершего 11 января; в минуту смерти Марадона был с ним. Однако 15 апреля ФИФА послала факс президенту АФА Хулио Грондоне, в котором не одобряла возможность игры Марадоны в матче и указала, что за его участие к другим игрокам могут быть применены некоторые санкции, согласно действующим правилам. Однако футболисты, принявшие участие в этой игре, приняли единогласное решение о присутствии Диего на поле, для чего обслуживать матч были приглашены арбитры, не являющиеся членами АФА, а сама организация, таким образом, самоустранилась от организации матча. По поводу поведения ФИФА Марадона сказал: «Никто в Аргентине не будет плакать по Блаттеру, Авеланжу и другим чиновникам после их смерти». 27 февраля 1992 года Марадона сыграл матч, все сборы от которого пошли детям-инвалидам. В городе Посадас Диего провёл игру, сборы от которой пошли местной больнице. Также Марадона играл в мини-футбол в телепрограмме «Ритмы ночи».

### «Севилья»
1 июля 1992 года завершилась 15-месячная дисквалификация Марадоны. «Наполи» хотел вновь видеть игрока в своём составе, однако Диего желал покинуть Италию и сыграть в клубе, который бы не ставил перед собой больших задач в турнирах. Он сказал: «Моё время в „Наполи“ определённо прошло, и неаполитанцы вряд ли будут так уж рады моему возвращению». А после прихода на пост главного тренера команды Клаудио Раньери, сказавшего, что пока он тренирует «Наполи», Марадона не приедет в Неаполь даже туристом, Диего твёрдо решил покинуть команду. Пошли переговоры о переходе Марадоны в «Севилью» или «Олимпик Марсель». В результате дело решилось в пользу испанского клуба, который первым предложил 7,5 млн долларов за переход форварда. 22 сентября Марадона стал игроком «Севильи». Марадона перешёл в «Севилью», во многом благодаря главному тренеру клуба, Карлосу Билардо, очень желавшему видеть Диего в составе своей команды. Президент «Севильи» сказал: «Я понимал, что Марадона уже не тот и к тому же находится не в лучшей форме, но пригласил его ради болельщиков. И пусть это влетело в копеечку, зато я считал себя счастливейшим из людей. Сбылась мечта — в моей команде играл Марадона».
Футболист дебютировал в составе клуба 28 сентября в товарищеском матче с «Баварией», в котором его клуб победил 3:1, а Диего сделал голевую передачу. 4 октября 1992 года Марадона сыграл первый официальный матч за «бело-красных» в 5-м туре чемпионата Испании с «Атлетиком», против которого аргентинец, за 8 лет до этого, выступая в составе «Барселоны», сыграл последний матч в испанском футбольном первенстве; в этой игре Диего отдал голевой пас, а его клуб выиграл 2:1. Во время выступления за «Севилью» Диего страдал от старой травмы колена, поэтому несколько матчей ему пришлось провести на обезболивающих уколах.
Накануне игры 13 июня 1993 года с клубом «Реал Бургос» к Диего подошли руководители клуба и сказали, что хотят уволить Билардо и назначить на его место Марадону в качестве играющего тренера, но Диего отказал им: «Нет! Вы с ума сошли. Билардо привёл меня в команду, я здесь из-за него. Я могу быть кем угодно, но не предателем, сеньоры». Также он рассказал Билардо об этом разговоре. В перерыве матча с «Бургосом» Диего, игравший травмированным, попросил заменить его, однако Билардо настоял на продолжении игры — врач команды сделал ему 3 противовоспалительных укола. На 53-й минуте Билардо заменил Марадону, что вызвало гнев аргентинца, публично оскорбившего тренера, а затем устроившего разгром в раздевалке команды. На следующий день Билардо пришёл к Марадоне, который плакал второй день подряд, и сказал, что Диего не должен был так поступать, после чего начался скандал, закончившийся тем, что Билардо толкнул Марадону, который в ответ одним ударом сбил его с ног. Через несколько дней Диего приехал к Билардо, и тренер извинился. Несмотря на это, руководство «Севильи» приняло решение удалить Марадону из команды. По мнению Диего, Билардо принял в этом участие. Матч с «Бургосом» стал последним для Марадоны в бело-красной футболке «Севильи». Всего за андалусцев он сыграл 29 матчей и забил 7 голов. Команда Марадоны закончила чемпионат на 7-м месте.

## Последние годы карьеры

### «Ньюэллс Олд Бойз»
В 1993 году Марадона вернулся в аргентинский футбол, 9 сентября подписав контракт с клубом «Ньюэллс Олд Бойз». Первоначально он хотел вернуться в «Архентинос Хуниорс», однако после угроз от болельщиков клуба с требованием выплатить 50 тыс. долларов Диего предпочёл переехать в более спокойный Росарио. 13 сентября 1993 года прошла первая тренировка Марадоны в составе «красно-чёрных»; на ней собралось более 40 тысяч человек. 10 октября он дебютировал в составе клуба в матче с «Индепендьенте», в котором его клуб проиграл 1:3; Диего забил единственный гол своей команды, поразив ворота ударом пяткой. 2 декабря 1993 года в матче с «Ураканом» Марадона получил небольшой разрыв мышцы на левой ноге, из-за чего был на 2 недели освобождён от тренировок. Во время отсутствия Диего тренер «Ньюэллс» Хорхе Рауль Солари, пригласивший Марадону, был уволен. Его место занял Хорхе Кастельи, отношения которого с Диего не сложились. Причиной этого стали договорённости футболиста с Солари, на которые Кастельи не согласился. Последним матчем Марадоны за клуб стала игра с «Васко да Гамой» 26 января 1994 года. 1 февраля контракт футболиста с клубом был разорван. Всего за «Прокажённых» Диего провёл 5 официальных матчей.
2 февраля 1994 года Марадона напал с пневматической винтовкой на журналистов и фотокорреспондентов, которые делали репортаж у его дома в Морено. За это он был осуждён на 2 года условно, и был вынужден возместить моральный и физический ущерб пострадавшим журналистам.

### Чемпионат мира 1994

#### Отборочные матчи
После своего возвращения в футбол Марадона сыграл только 2 матча за сборную Аргентины. Главный тренер Альфио Басиле не доверял Диего, который не провёл ни одного матча в отборочном турнире к чемпионату мира 1994, играя лишь в товарищеских матчах. Без него аргентинская команда выступала неудачно. После проигрыша со счётом 0:5 Колумбии Басиле, 23 сентября 1993 года, официально попросил Марадону вернуться в стан национальной команды, которая готовилась к решающим матчам отборочного этапа с Австралией. С помощью Марадоны, который в первой игре сделал голевую передачу, Аргентина выиграла с общим счётом 2:1 и квалифицировалась в финальный турнир. Спустя 18 лет после этих двух встреч, Диего заявил, что по велению президента ассоциации футбола Аргентины Хулио Грондоны, накануне второй игры игрокам сборной дали специальный кофе, содержащий допинг, после чего те «бегали намного больше»; более того, Грондона смог сделать так, что после окончания встречи не был проведён допинг-тест.
На подготовительных матчах Марадона вновь попал в неприятную историю: Япония, куда полетела сборная на товарищескую игру, отказала Диего в визе из-за его проблем с наркотиками. 20 апреля в товарищеском матче с Марокко Марадона забил гол за сборную, впервые с 21 мая 1990 года.

#### Финальный турнир
Первая игра сборной Аргентины в финальном турнире первенства мира состоялась 21 июня в группе D с Грецией на «Фоксборо Стэдиум». В ней аргентинцы выиграли со счётом 4:0 (хет-трик Габриэля Батистуты), а Марадона, сыграв «в стенку» с Фернандо Редондо, забил на 60-й минуте в этой игре свой последний мяч за сборную. После игры он сказал: «Посвящаю этот матч скептикам, которые утверждали, что я уже ни на что не способен. Хотел бы услышать, что они говорят сегодня». Второй матч Аргентина вновь выиграла, победив на «Фоксборо Стэдиум» команду Нигерии со счётом 2:1 (дубль Клаудио Каниджы), при этом решающий мяч был забит с паса Марадоны. После игры Диего прошёл тест на допинг. Перед последней игрой в группе с Болгарией Марадоне сообщили, что его тест дал положительный результат на 5 веществ: эфедрин, норэфедрин, псевдоэфедрин, норпсевдоэфедрин и метилэфедрин. Дисквалификация Марадоны составила 15 месяцев.
Без Диего Аргентина проиграла Болгарии (0:2), а затем в 1/8 финала — Румынии (2:3). После игры с Болгарией Редондо сказал Марадоне: «Я искал тебя, искал тебя на поле и не мог найти… Я искал тебя весь матч». По поводу допинга Диего сообщил, что эти вещества находились в его лекарстве от гриппа и каплях в нос, которое ему купил в США его личный врач, Даниэль Серрини, и что самостоятельно запрещённые препараты он не принимал. После дисквалификации Диего произнёс свою знаменитую фразу: «У меня отрезали ноги». Матч с Нигерией в пригороде Бостона Фоксборо стал последним для Марадоны в составе сборной Аргентины. Всего в футболке национальной команды он провёл 91 матч и забил 34 мяча (0,37 гола в среднем за матч). На момент завершения карьеры Марадона был лучшим бомбардиром в истории сборной, а по матчам уступал только Оскару Руджери. Однако уже в 1996 году Габриэль Батистута опередил Марадону по голам за сборную. Сейчас Марадона является пятым бомбардиром в истории сборной. Также до 2022 года Марадона являлся рекордсменом среди всех южноамериканцев по сыгранным матчам на чемпионатах мира (21), пока его не обошёл Лионель Месси.

### Выступления (1994—1997)

#### Тренерская карьера
Марадона был дисквалифицирован на 15 месяцев, вплоть до 15 сентября 1995 года. Дисквалификация распространялась только на футбольные выступления Диего, а потому он начал искать себе клуб, где мог проявить свои административные способности. 3 октября 1994 года Марадона был назначен главным тренером клуба «Депортиво Мандию» вместе с Карлосом Френом. В дебютном матче под руководством Диего «Мандию» проиграл клубу «Росарио Сентраль» со счётом 1:2; при этом сам Диего руководил клубом из ложи почётных гостей из-за того, что на тот момент не имел тренерской лицензии. Спустя два месяца после начала работы Марадоны один из владельцев клуба Освальдо Крус пришёл в раздевалку и оскорбил игроков. Марадона прогнал его, сказав, что только тренеры могут находиться в раздевалке. Крус его спросил: «А ты кто такой»? После этого Диего избил Круса и 6 декабря подал заявление о своей отставке. За время работы Марадоны клуб провёл 12 встреч, из которых выиграл одну, 6 свёл вничью и 5 проиграл. Лучшим результатом клуба в тот период стала ничья с «Ривер Плейтом». Сразу после увольнения из «Мандию» Марадона сменил своего представителя Маркоса Франки на Гильермо Копполу, с которым уже работал за несколько лет до этого. 6 января 1995 года Марадона и Френ были наняты «Расингом» из Авельянеды. В этом клубе Диего проработал 4 месяца, при нём «Расинг» провёл 11 матчей, из которых выиграл два, 6 свёл вничью и 3 проиграл.

#### «Бока Хуниорс»
После неудачного тренерского дебюта Марадона выразил желание начать работу играющим тренером клуба «Бока Хуниорс». Но против этого существовало два обстоятельства: первое — главным тренером клуба являлся Сильвио Марсолини, которого руководство клуба не хотело увольнять, второе — «генуэзцы» не могли дать Марадоне заработную плату, к которой он привык во время своих выступлений. Оба этих обстоятельства Диего разрешил сам: он отказался от попыток перейти на должность тренера команды, а также согласился на то, что его заработную плату будут оплачивать несколько бизнесменов-поклонников «Боки» во главе с Эдуардо Эурнекяном. Контракт с «Бокой» Марадона предпочёл контракту с бразильским «Сантосом», куда его звал Пеле, предложивший Диего должность играющего тренера. Также руководство клуба пошло навстречу Диего и, по его просьбе, купило Клаудио Каниджу. После подписания контракта Марадона начал усердно заниматься, чтобы набрать форму. В то же время он снялся в небольшой роли в фильме «El día que Maradona conoció a Gardel». Также 18 сентября 1995 года Марадона в Париже организовал «Международную ассоциацию футболистов-профессионалов», куда вошли Эрик Кантона, Джордж Веа, Джанлука Виалли, Джанфранко Дзола, Лоран Блан, Томас Бролин, Раи, Чиро Феррара и Мишель Прюдомм.
Официальное возвращение Марадоны в футбол произошло 30 сентября в Сеуле, где «Бока Хуниорс» встречалась с Южной Кореей и победила 2:1. На той же неделе Марадона провёл конференцию в Оксфордском университете, рассказав студентам о своей жизни и новообразованной ассоциации профессиональных футболистов. 15 октября 1995 года Марадона забил свой первый гол после дисквалификации, принеся «генуэзцам» победу со счётом 1:0 над своей бывшей командой, «Архентинос Хуниорс». Первую Апертуру после возвращения Марадоны «Бока» провела неудачно: клуб занял лишь 4-е место, а сам Диего забил только 3 гола в 11 играх. При этом часть матчей он пропустил из-за травмы, а в отсутствие Диего клуб набрал лишь 1 очко из 12 возможных. Лишь по возвращении Марадоны в строй «Бокита» стала выигрывать. В результате неудачного выступления в клубе сменился и президент, и тренер. Несмотря на это, Марадона выразил желание вернуться в состав сборной Аргентины, за которую он ранее отказался выступать, потому что «об этом просит народ». Его поддержал и президент Аргентины Карлос Менем. В 1996 году руководством команды было принято решение назначить на пост главного тренера Карлоса Билардо, бывшего наставника Марадоны в сборной. Первоначально Марадона угрожал уйти из клуба, если его возглавит Билардо, но затем поддержал наставника. В том же сезоне в клуб пришёл новый президент, Маурисио Макри, с которым у Диего случилось несколько стычек, включая публичное препирательство на радио. В Апертуре «Бока Хуниорс» заняла 5-е место, а в общей таблице — 4-ю позицию. Сам Марадона в этом сезоне не демонстрировал высокого уровня игры: он провёл 13 матчей и забил 2 гола, а в игре с «Расингом» не забил пенальти, ставший 5-м подряд нереализованным им 11-метровым. Он сказал: «Я уничтожен… Хочу умереть». После этого Диего сыграл ещё один матч, 11 августа с «Эстудиантесом», и затем сам отказался выступать за клуб. Он не выходил на поле в течение 11 месяцев. В августе, уже завершив выступления, Марадона был оправдан судом после обвинений в том, что он подменил свою баночку с мочой на баночку Альберто Варгаса, у которого был обнаружен допинг.
Летом 1996 года Гильермо Коппола сообщил, что игрок заключил контракт на сумму в 20 миллионов долларов с одним из японских клубов, однако сделка не состоялась из-за законодательства страны, запрещающему въезд в неё любому лицу, уличённому в хранении, употреблении или перевозке наркотических средств.
В том же году Марадона был активным участником кампании «Солнечный свет без наркотиков», организованной правительством Аргентины: «Я сделал это для детей. Наркотики существуют везде, и я не хочу, чтобы они захватили детей». В августе 1996 года Марадона отправился в Швейцарию, в клинику Беллелэ, где хотел пройти курс лечения от кокаиновой зависимости: «Я хочу полностью очиститься от этого зла. Я должен сделать это ради моих дочерей. Больницу в Швейцарии рекомендовал мне мой приятель. Лечиться в Аргентине себе дороже: врачи только требуют деньги и не приносят никакой пользы». Там Диего провёл 10 дней. После этого Марадона вернулся на родину, по пути куда поучаствовал в выставочной игре в Канаде.
Осенью 1996 года Марадона создал фонд, который должен был финансово поддерживать «Боку Хуниорс». В октябре в доме Марадоны были обнаружены 500 грамм кокаина. В декабре Марадона выразил желание сменить Карлоса Билардо на посту тренера «генуэзцев». Также 29 декабря он принял участие в благотворительной игре, все средства от которой пошли парализованному игроку Пабло Форлану. В январе 1997 года Диего провёл переговоры с клубом «Барселона» (Гуаякиль), где собирался выполнять роль играющего тренера. В том же месяце он заявил, что возможно будет выступать за уругвайский «Пеньяроль». Однако клуб из Монтевидео отказался от идеи приглашения аргентинца.
В феврале 1997 года Диего открыл сеть ресторанов общественного питания сеть «Maradona Sports Cafes». 7 апреля 1997 года Диего был помещён в больницу из-за очень высокого артериального давления, которое поднялось во время его участия в чилийской телевизионной программе «Viva el lunes» (Живём в понедельник) на Canal 13.
22 апреля 1997 года Марадона подписал новый контракт с «Бока Хуниорс», несмотря на то что за несколько месяцев до этого отказался его продлевать. Для того чтобы набрать форму, Диего нанял тренером известного легкоатлета Бена Джонсона, которому выплачивал 1000 долларов в день. 9 июля Марадона впервые после долгого перерыва вышел на поле в товарищеском матче с клубом «Ньюэллс Олд Бойз» и забил гол ударом со штрафного. 13 июля Диего впервые после долгого перерыва вышел в официальной игре, в которой «Бока» победила «Расинг» со счётом 3:2, а Диего поучаствовал во всех трёх голах своей команды. Этот матч начался с 20-минутным опозданием из-за фотокорреспондентов, не желавших уходить с поля, чтобы сфотографировать Диего. В июле началась забастовка футболистов-профессионалов Аргентины, которую Диего не только не поддержал, но и назвал «идиотской», принеся извинения от имени всех игроков чемпионата страны. В том же сезоне Марадона настоял на покупке «Бокой» Мартина Палермо, который впоследствии стал лучшим бомбардиром в истории команды.
24 августа он сыграл в матче, в котором «Бокита» победила «Архентинос Хуниорс» 4:2, а сам Диего, реализовав пенальти, забил 150-й гол в чемпионатах Аргентины. После этой игры Марадона сдал анализ на допинг, который дал положительный результат на метилэкгонин и бензоилэкгонин, метаболиты кокаина. Он был дисквалифицирован до повторного анализа, который, позже, также дал положительный результат. В июне Диего обратился в полицию, с утверждением, что он сам ничего не принимал и его специально отравили. Более того, за месяц до матча, в котором был обнаружен допинг, Марадоне начали поступать звонки, угрожающие «подкинуть» ему наркотики. Позже Диего поклялся своими дочерьми, что не принимал допинг. Судья Клаудио Бонадио подтвердил, что такие угрозы в отношении Марадоны имели место, и постановил не вводить санкций по отношению к Диего, вплоть до проверки ДНК[уточнить] давших положительный результат анализов. Также он приказал Марадоне сдавать анализ на допинг после каждого матча.
В первой игре после отмены дисквалификации Марадона забил гол, поразив ворота «Ньюэллс Олд Бойз» с пенальти. Осенью 1997 года, в свой день рождения, Марадона объявил, что окончательно покидает футбол. Изучение ДНК[уточнить] Диего не было завершено из-за небольшого количества генетического материала, которое АФА направила в Primer Centro Argentino de Inmunogenética (Первый аргентинский центр иммуногенетики). Из-за невозможности проверки, и из-за того, что у Диего это не первый случая выявления наличия наркотика, Бонадио дал разрешение на применение к Марадоне соответствующих нарушению санкций, несмотря на то, что к моменту принятия решения Марадона завершил профессиональную карьеру.
Несмотря на то что Марадоне было дано разрешение на выступление, он из-за травмы, полученной в игре Суперкубка Либертадорес с «Коло-Коло», не мог выступать в течение месяца. Диего вновь вышел на поле 25 октября 1997 года в игре, в которой «Бока» победила принципиального соперника, «Ривер Плейт», со счётом 2:1. В этой игре Марадона был заменён после перерыва на Хуана Рикельме, получив рецидив травмы. Этот матч стал последним для Марадоны, проведённым на профессиональном уровне. 30 октября, в свой 37-й день рождения, Марадона объявил о завершении карьеры.

## Стиль игры
Марадона обладал отличной техникой, пользовался различными приёмами: подкидываниями, перебрасываниями, катаниями мяча, что он делал на очень высокой скорости, благодаря чему обводил многих соперников. Также Диего обладал очень точным пасом и отличным ударом с левой ноги с игры и со штрафных, который он тренировал с детства. При этом Диего мог бить с любых положений и забивать голы на любой вкус.
У Марадоны было очень хорошее видение поля, что вкупе с высокой техникой позволяло ему делать голевые пасы на партнёров. Он выделялся своей нацеленностью на борьбу: даже при потере мяча он «опекал» соперника, пока мяч не вернётся к его команде.
Также Диего отличался чрезвычайной устойчивостью на поле и хорошо развитыми мышцами ноги, что позволяло ему удерживаться в стоячем положении после ударов по ногам. Отличала Диего и координированность тела.
Техника Марадоны стала прообразом для дриблинга бразильца Роналдиньо, который был «без ума от всего, что он делал». По альтернативному мнению бывшего игрока «Ривер Плейт» и сборной Аргентины, Феликса Лоустау, игравшего в середине XX века, Марадона был «просто хорошим игроком», и в его годы было «около сотни Марадон».
По мнению Арриго Сакки, благодаря Диего, все команды, в которых он выступал, начинали играть в футбол намного более высокого уровня.
Большую часть карьеры Марадона провёл в бутсах PUMA King. Сотрудничество Марадоны с компанией PUMA началось в преддверии чемпионата мира 1982 года, а в 2016 году, к 30-летию победы сборной Аргентины на чемпионате мира 1986 года, PUMA представила новую модель классических футбольных бутс King Maradona Super, которые выпущены ограниченным тиражом и славят талант Марадоны. Традиционно, бутсы представлены в чёрном цвете с белыми элементами дизайна. На стельке расположена схема рывка Марадоны, когда он забивал второй гол англичанам. Внутри бутс краткая правка, которая гласит — «Гол столетия. 29 июня 1986 года. 114 600 зрителей. 11 касаний. 6 оппонентов. 2 бутсы Puma King. 1 Диего Марадона.»

## Жизнь и деятельность (1998—2008)

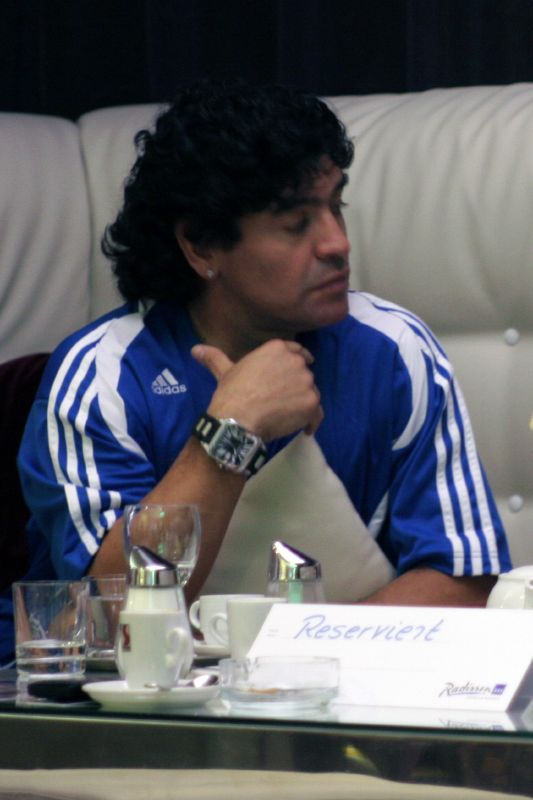
Марадона на чемпионате мира 2006

В феврале 1998 года Марадона участвовал в выставочном матче клуба «Карека», который создал его бывший партнёр по «Наполи». В марте 1998 года, уже завершив футбольную карьеру, Марадона получил предложение подписать контракт с клубом «Ньюэллс Олд Бойз», который тренировал его друг Серхио Батиста. Однако Диего отказался из-за финансовых проблем со внебрачным сыном. Также надеялась получить в свой состав Марадону парагвайская «Олимпия».
Окончательно завершив карьеру игрока, Марадона занялся другой деятельностью, работая спортивным комментатором, в частности комментировал матчи чемпионата мира 1998 для канала Tele America, вице-президентом Комиссии клуба «Бока Хуниорс» и экспертом в спортивных программах. Этот этап его жизни был омрачён проблемами со здоровьем, связанными с употреблением наркотиков. При этом Диего стремился к излечению от наркотической зависимости, посещая клиники в Аргентине и на Кубе.
Летом 1998 года Марадона провёл переговоры с английским клубом «Кристал Пэлас», претендуя на пост тренера команды. В том же году он провёл переговоры с испанским клубом «Бадахос».
В феврале 1999 года Марадона пообещал Диего Латорре, что изобьёт его, после того, как футболист показал неприличный жест поклонникам «Боки Хуниорс», за который он играл. В декабре 1999 года Марадона стал советником сборной Ливии, отказавшись единолично возглавить команду. В сентябре 2000 года Марадона напечатал книгу «Yo soy el Diego» («Я Диего»), в которой рассмотрел всю свою биографию и карьеру, а также признался в истоках его наркотической зависимости.

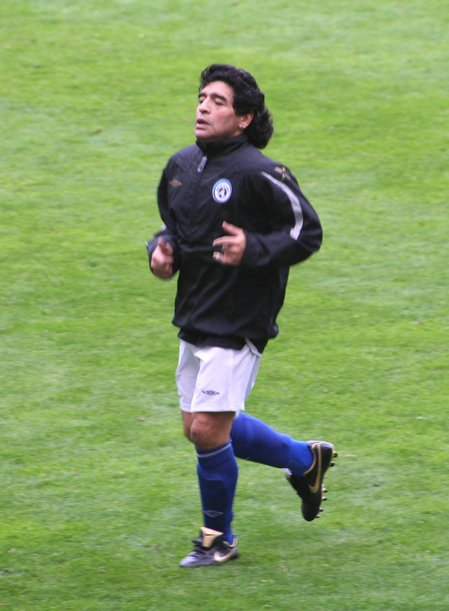
Марадона в матче Showbol’а

В январе 2000 года Марадона был помещён в санаторий Кантегриль во время нахождения в уругвайском городе Пунта-дель-Эсте, где он проводил вечеринку в компании торговца наркотиками. Он поступил в больницу с гипертоническим кризом и сердечной аритмией. Его представитель, Гильермо Коппола заявил, что это было связано не с наркотиками, а из-за нервного перенапряжения. Однако в его крови и моче были обнаружены следы кокаина, за что Диего предстал перед уругвайским правосудием. Так как наркотиков лично у него найдено не было, то обвинение не было предъявлено. После выхода из клиники 18 января, Диего уехал на Кубу, поселившись в закрытой клинике Эль-Кинке в 700 км от Гаваны, где провёл курс лечения и реабилитации.
10 ноября 2001 года Марадона впервые после долгого перерыва вышел на поле, участвуя в матче сборной Аргентины и сборной мира, в составе которой выступали Энцо Франческоли, Эрик Кантона, Давор Шукер, Хуан Роман Рикельме, Карлос Вальдеррама, Рене Игита и другие игроки. Этот матч стал прощальным для Диего, который 1 тайм провёл за сборную страны, а второй за сборную мира. Игра завершилась в пользу Аргентины 6:3, а Марадона забил 2 гола. После игры он произнёс одну из самых своих известных фраз: «Я ошибся и заплатил за ошибку. Но мяч пачкать нельзя!». В честь Диего из ротации номеров сборной навечно был изъят номер 10. Позже ФИФА изменила это решение. В том же году он подписал контракт на участие в выставочной игре ветеранов и артистов в Москве, но нарушил условия договора и не приехал на игру.
В 2002 году Диего вновь комментировал матчи чемпионата мира для мексиканского канала Televisia и транснационального Direct TV. Руководство Японии даже сняло запрет на въезд Диего. Летом 2002 года Диего выпустил диск, главный хит на котором назывался «Рука Бога», все доходы от которого пошли в больницу для обездоленных детей Педро Элисальде.
В апреле 2004 года Марадона вновь был помещён в больницу с диагнозом: сердечный приступ. Проблемы с сердцем были усугублены его повысившимся весом и наркозависимостью, из-за чего после выписки из больницы он 9 мая был помещён в клинику, где прошёл курс дезинтоксикации. Вылечившись, Диего сказал: «Я помню, в одном фильме — „Небеса могут подождать“ — человек умирает, оказывается в каком-то тоннеле, но там начинает протестовать, считая, что его смертный час ещё не пришёл. Вот в таком тоннеле побывал и я. И увидел в нём болельщиков „Ривер Плейт“, „Сан-Лоренсо“, „Расинга“, „Уракана“, „Индепендьенте“…». Через 3 месяца Марадона попросил через суд дать ему возможность переехать на Кубу. Это было связано с тем, что Диего не мог оставить больницу без согласия семьи, осуществлявшей опеку над ним согласно решению суда. Кроме этого, Элена Бортири, адвокат семьи Марадоны, воспользовалась статьёй 152 Гражданского кодекса Аргентины и частично лишила Диего правоспособности из-за его наркомании; согласно этой статье, семья должна была стать опекуном больного наркоманией и заботиться о человеке. Диего был вынужден обратиться к президенту страны, Нестору Киршнеру, чтобы тот помог ему вылететь на Кубу. Ввиду того, что его просьба не была выполнена, Марадона продолжил курс лечения на родине. В декабре 2004 года Марадона, опоздавший на самолёт, устроил вместе с друзьями погром в зале для VIP-персон аэропорта Рио-де-Жанейро.

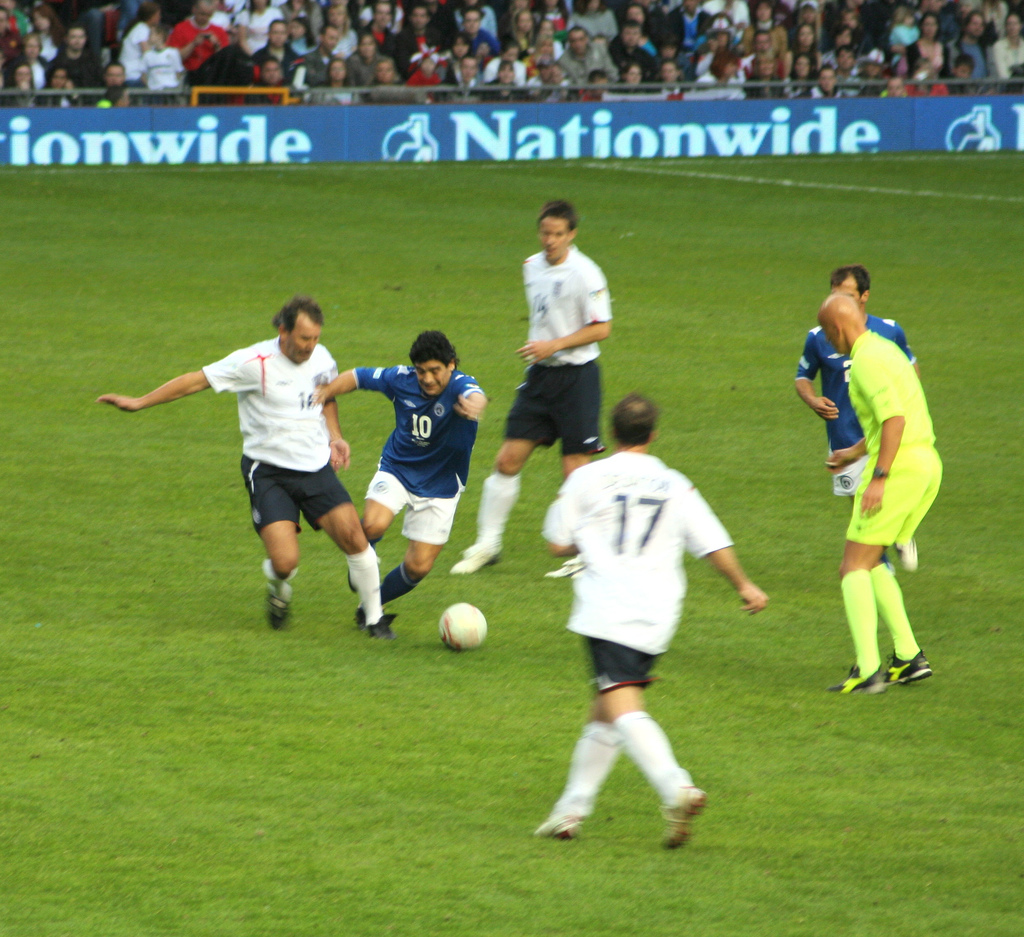
Марадона в матче Showbol’а

Из-за долгого нахождения в больнице Марадона сильно набрал вес: к февралю 2005 года он весил около 120 кг. В марте того же года в клинике колумбийской Картахены ему была поставлена скоба, уменьшающая пропускную способность желудка и устраняющая из процесса пищеварения часть тонкого кишечника. Благодаря операции и строгой диете Марадона за несколько месяцев сбросил более 50 кг.
Летом 2005 года Марадоне было предложено вести ток-шоу «Ночь десяти» на Канале 13. Диего провёл в роли ведущего первый эфир 15 августа. На эту программу Марадона пригласил Пеле. Также в программе было показано несколько интервью, включая кубинского лидера Фиделя Кастро и чемпиона мира по шахматам Анатолия Карпова, сыгравшего с Диего «живыми шахматами». 7 ноября была проведена последняя программа; её участником был боксёр Майк Тайсон. Телепрограмма получила премии Clarín Espectáculos 2005 как «Лучшая развлекательная программа»; Диего получил приз как «Персона года». Кроме этого Марадона участвовал в танцевальной программе для итальянского канала RAI, от которой отказался из-за давних проблем с итальянским законодательством и необходимости дважды в неделю летать в Италию.
С 22 июня 2005 года по 26 августа 2006 года Марадона занимал пост вице-президента совета клуба «Бока Хуниорс». Одним из его действий стало лоббирование на пост главного тренера команды Альфио Басиле. Также Марадона играл в команде ветеранов «Боки» и благотворительных матчах Soccer Aid, являвшихся турниром по вариации мини-футбола Showbol. Летом 2006 года Марадона вновь, как и за 4 года до этого, работал телекомментатором, комментируя на матчах чемпионата мира, работая для канала Telefe.
17 марта 2007 года многие аргентинские СМИ сообщили о смерти Марадоны, якобы погибшего в автокатастрофе, но информация не подтвердилась.
28 марта 2007 года Марадона был помещён в клинику Гюэмес, из-за чрезмерного употребления алкогольных напитков. Ему был поставлен диагноз — сильная интоксикация организма. Он находился в клинике до 11 апреля. По другой версии, Диего лечился от гепатита, вызванного употреблением алкоголя. Через два дня после выписки, у Диего случился рецидив, и он был госпитализирован в больницу Матери Терезы де Калькута в городе Эсейса с очень низким артериальным давлением и болями в области живота. Позже он был перевезён в Санаторий де лос Аркос в Буэнос-Айресе, где ему поставили диагноз — цирроз печени. Там Диего пребывал до 21 апреля, пока не принял решение лечь в психиатрическую клинику Авриль. После двух недель нахождения в клинике, 6 мая он вышел из больницы. При этом, пока Диего находился в Авриле, начали распространяться слухи о его смерти.
В сентябре 2008 года Марадоне был предложен пост представителя миланского «Интера» в Южной Америке, однако до реального контракта дело не дошло.

## Во главе сборной Аргентины
Своё желание возглавить сборную Аргентины Марадона высказывал ещё в 1998 году. В 2002 году он вновь повторил свою просьбу, при этом согласившись работать бесплатно, но ему вновь было отказано.

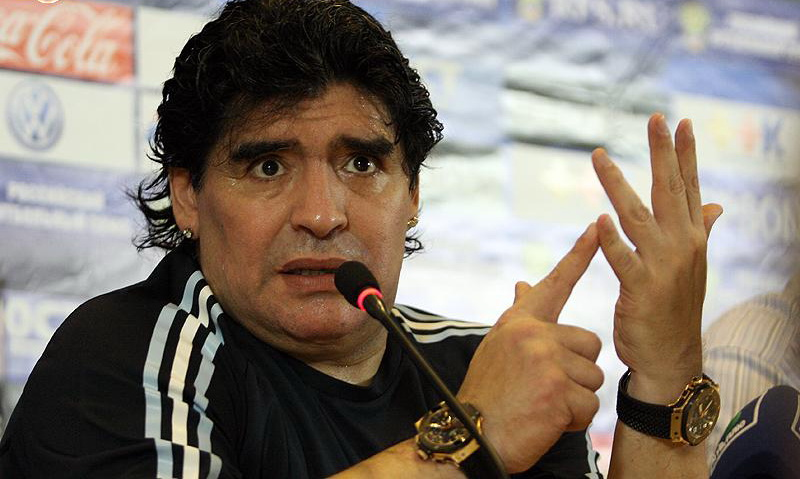
Марадона после матча со сборной России 12 августа 2009 года

17 октября 2008 года, после того как Альфио Басиле подал в отставку по личным мотивам, Марадона вновь высказался о своём желании возглавить сборную Аргентины. 28 октября он встретился с Хулио Грондоной, президентом аргентинской футбольной ассоциации, где ему предложили возглавить национальную команду. 4 ноября Марадона официально стал тренером сборной. Его помощниками стали Карлос Билардо, официально занимавший пост технического директора, Педро Трольо, Серхио Батиста и Алехандро Манкусо, занимавшиеся непосредственно тренировками команды, а также Фернандо Синьорини, занимавшийся физической подготовкой сборной на чемпионатах мира 1986 и 1990 годов. Тактику на матчи разрабатывали сам Марадона и Эктор Энрике, партнёр Диего в сборной 1986 года. Первым решением Марадоны на посту тренера национальной команды стало назначение на пост капитана Хавьера Маскерано.

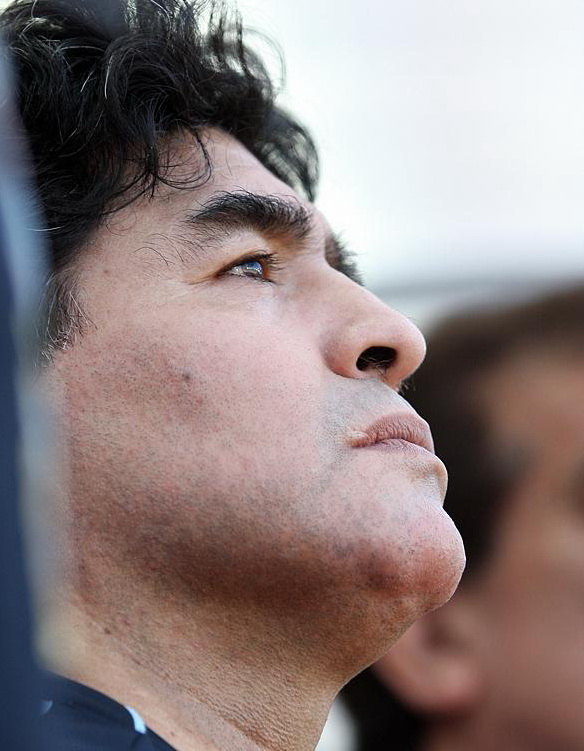
Марадона во время матча со сборной России 12 августа 2009 года

Сын Альфио Басиле, Альфито, высказался, что Диего организовал заговор против его отца, чтобы сместить его с поста тренера национальной команды. По его словам, Марадона встречался с игроками сборной Аргентины, обещая им место в составе сборной в случае его назначения: «Эти встречи происходили почти перед каждым матчем сборной. Этот сеньор встречался с игроками национальной команды и говорил им, что именно он будет их следующим тренером. Поэтому он является заговорщиком». Марадона все обвинения отверг: «Всё, сказанное Альфито далеко от реальности. Это не в моём стиле. Моё одобрение и моя критика сборной всегда была публичной. И я всегда хотел, чтобы сборная играла хорошо. Я знаю Альфито, мы перекликались пару раз, и я могу понять, что он сказал все эти вещи, потому что он очень расстроился из-за того, что его отец потерял своё место. Место, которое для всех нас, кто любит футбол в Аргентине, является очень важным. Но я никоим образом не могу принять то, о чём он говорит. Он разочаровал меня, опечалил меня. И это больно, очень больно для меня». Капитан национальной команды, Хавьер Маскерано, сказал, что не видел заговора против Басиле.
Первый матч под руководством Диего Аргентина провела 19 ноября против Шотландии, выиграв его 1:0. 12 февраля 2009 года Аргентина сыграла со сборной Франции, вице-чемпионом мира, и победила 2:0. 28 марта «Альбиселеста» провела первый официальный матч под руководством Марадоны, в нём аргентинцы победили Венесуэлу со счётом 4:0. 1 апреля Аргентина неожиданно со счётом 1:6 проиграла Боливии; после игры Диего сказал: «Каждый гол боливийцев — заноза в моём сердце. До игры никогда бы не подумал, что такое поражение возможно». В нескольких последующих матчах команда выглядела не очень хорошо, Диего объяснял это отсутствием мотивации. После этих игр, Марадона принял решение изменить состав национальной команды.

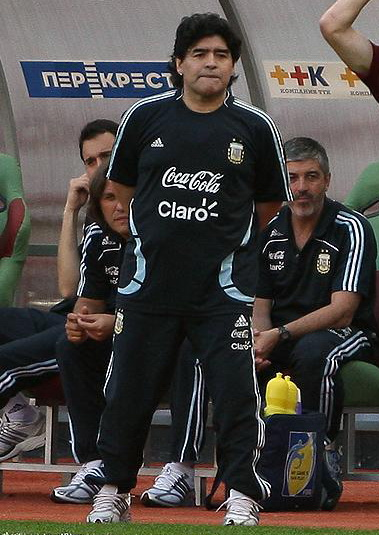
Марадона на тренерской скамье сборной Аргентины

26 июня 2009 года Диего заключил контракт со сборной до 2011 года, до этого он работал бесплатно, по нему он получает 139 000 евро в месяц (по другим данным 110 000 долларов в месяц). 6 сентября Аргентина уступила Бразилии со счётом 1:3, а затем проиграла Парагваю. 15 октября, после победы над Уругваем, Аргентина вышла в финальную часть чемпионата мира. После игры Диего сказал: 

Я хорошо помню, что были такие, кто не верил в нашу команду. Много таких, кто не верил в нас. Извиняюсь перед присутствующими дамами, но эти недоброжелатели сосали и будут сосать. Чёрный я или белый — серым не буду никогда в жизни. Сосите — это я обращаюсь к ним так, как они обращались ко мне.

По факту этого высказывания комиссия ФИФА провела расследование, после окончания которого Диего был дисквалифицирован на 2 месяца и оштрафован на 25 тыс. швейцарских франков. Из-за своих слов Диего пропустил церемонию жеребьёвки финальной стадии чемпионата мира, так как дисквалификация распространялась на официальные мероприятия ФИФА.
В мае 2010 года Марадона раскритиковал аргентинскую футбольную ассоциацию и её президента, Хулио Грондону, за отмену товарищеского матча со сборной ОАЭ. На это обвинение сын Грондоны, Умберто, сказал, что за отца он «готов растоптать кого угодно».

### Конфликт с Рикельме
На матч со сборной Боливии, который аргентинцы проиграли со счётом 1:6, Диего вызвал в сборную Хуана Романа Рикельме, однако тот, в интервью телеканалу Canal 13, объявил, что покидает ряды сборной из-за личных противоречий с Марадоной и из-за разных взглядов на футбол; Диего сказал, что не понимает действий Рикельме, и что у него не было противоречий с игроком. Через несколько месяцев в стране развернулась кампания по привлечению Рикельме в сборную, однако Диего сообщил, что игрока не будет в составе национальной команды, несмотря на то, что он ранее высказывался о готовности вернуть Хуана Романа в сборную, если тот перед ним извинится. Рикельме на это вновь сообщил, что у сборной нет будущего с Марадоной во главе, однако пожелал ему удачи.

Не соответствует истине то, что я сделал оскорбительные для Марадоны заявления. Я не такой дурак, чтобы из-за каких-то заявлений пропускать чемпионат мира. Этот вопрос находится в совершенно другой плоскости. Я вновь повторяю, что никогда не буду работать с Марадоной, так как никогда не смогу отказаться от собственной сущности.

Существует версия, что причиной конфликта являлось отрицательное отношение коллектива сборной к Хуану Роману. А Марадона в этом споре встал на сторону других игроков национальной команды.

### Чемпионат мира 2010
12 мая 2010 года Марадона назвал предварительный состав сборной, которая примет участие на чемпионате мира. В список команды не попали игроки, регулярно вызывавшиеся в состав «Альбиселесты» у предыдущих тренеров национальной команды: Эстебан Камбьяссо и Хавьер Санетти, сказав, что они «старая история для сборной, а команде нужна новая». Диего отметил, что составляя список игроков, которые поехали на мундиаль, он был предельно объективен. 19 мая Марадона огласил окончательный список футболистов, которые примут участие в чемпионате мира. Причиной невызова этих футболистов называлось то, что они разлагали атмосферу товарищества в национальной команде, имея большое влияние на коллектив сборной.
Бывший партнёр Марадоны по сборной, Освальдо Ардилес, подверг Диего критике из-за того, что в состав сборной на турнире не попали Камбьяссо, Санетти и Рикельме и из-за того, что сборная поехала на турнир, не имея номинального правого защитника. Он сказал, что Марадона и его ассистент в национальной команде, Карлос Билардо, находятся в состоянии конфликта, стремясь избавиться друг от друга. Также Ардилес высказал мнение, что Марадона в принятии решений по поводу состава и тактики на игру руководствуется исключительно внутренним голосом.
Перед началом турнира Марадона сказал, что верит в эту команду больше чем в ту, что победила на чемпионате мира в 1986 году и выразил уверенность, что игроки, как и сам Диего, «готовы умереть на поле ради футболки сборной Аргентины». Также Марадона пообещал, в случае победы сборной, пробежать голым вокруг Обелиска в Буэнос-Айресе. Во время турнира, Марадона разрешил игрокам сборной заниматься сексом и выпивать бокал вина в день.
На первом этапе финальной части чемпионата мира Аргентина попала в группу B, вместе с командами Нигерии, Южной Кореи и Греции. В первом матче, с Нигерией, Аргентина добилась победы со счётом 1:0, продемонстрировав хорошую игру в атаке и проблемы в обороне команды. После игры Диего сказал: «Я хотел бы, чтобы у меня был хрустальный шар, и тогда бы я мог быть волшебником, но я не волшебник, а всего лишь тренер. Предстоит многое улучшить в нашей игре, чтобы сыграть семь матчей. Безусловно, победа в первом матче на чемпионате мира успокаивает вас, и вы спокойно продолжаете готовиться к следующему матчу. В футболе нет места страху. Если Вы чего-то боитесь, то сидите дома». Во втором матче на турнире Аргентина обыграла сборную Южной Кореи со счётом 4:1; форвард Гонсало Игуаин забил в игре три мяча, став третьим игроком в истории национальной команды, сделавший хет-трик на чемпионатах мира. В третьей игре Аргентина победила Грецию со счётом 2:0, выйдя в 1/8 финала турнира с первого места.
В 1/8 финала Аргентина победила сборную Мексики со счётом 3:1, при этом первый гол в матче аргентинцы забили из очевидного офсайда. Сам Диего сказал, что его команда победила заслуженно. Одним из нововведений в этом матче в игре аргентинцев стало включение в стартовый состав Николаса Отаменди, заменившего на месте правого защитника Хонаса Гутьерреса, который до этого играл во всех предыдущих матчах сборной на турнире и действовал неудачно, из-за слабой игре в оборонительных действиях. После матча Clarin сообщила, что несколько игроков сборной недовольны тем, что им предоставляют мало игрового времени, однако Марадона ответил, что отношения в сборной по-прежнему великолепные. 30 июня Марадона сказал: «Чувствую себя так, словно сам надеваю майку сборной и выхожу на поле. Это прекрасно — тренировать такую группу футболистов. Я горжусь тем, что делю эти мгновения с ними. Обо мне говорили, что у меня нет представления о том, как тренировать. Неожиданно оказалось, что я выигрываю матчи и при этом остался прежним».
Накануне 1/4 финала, в которой Аргентина встречалась с Германией, Диего пообещал: «За минуту до начала четвертьфинального матча я скажу игрокам, что они должны оставить на поле свои жизни. Что за ними — целая страна, которая заслужила счастливые минуты. Что от них зависит, проснётся ли вся Аргентина на следующее утро с улыбкой на устах — или будет плакать. У нас в стране люди зависимы от футбола. Наши победы способны помочь этим людям преодолеть самые тяжёлые моменты в жизни», также Марадона сообщил, что у него нет сомнений в исходе матча его команды с Германией. В самой игре аргентинцы потерпели поражение со счётом 0:4 и выбыли из розыгрыша турнира. Это поражение стало самым крупным для сборной Аргентины на чемпионатах мира за 36 лет. После матча Марадона сказал: «Если завтра уйду в отставку, хочу, чтобы эти футболисты продолжали играть в том же стиле. Я горжусь своими игроками. Кто бы ни пришёл на этот пост, ему придётся следовать по моему пути. Я заметил, что людям нравится такой футбол, эта команда всегда стремится играть и быть впереди соперников. Что касается возможного ухода, я должен подумать об этом. Нужно поговорить на эту тему с семьёй, игроками, федерацией. Есть много нюансов. Результат матча с Германией не отражает того, что происходило на поле. Немцы использовали свои моменты, а мы — нет. Мы отдали мяч немцам, и они хорошо воспользовались своими шансами. Мы же сыграли хорошо, но нам не хватало свежести для рывка». Также Марадона сказал, что не собирается пересматривать матч с Германией, стремясь оценить выступления сборной по итогам всего турнира, а не одной единственной игры.
После вылета сборной из турнира Марадона сказал: «Я разочарован. Трудно возвращаться на родину после такого. Мы должны всё обсудить с ребятами. Соперник забил, а мы не смогли, хотя имели моменты. Мы не могли позволить себе проиграть с таким крупным счётом. Я пережил наш вылет в полуфинале в 1982 году, но тогда я был молод. Теперь мне почти 50 лет, и это самое трудное время в моей жизни. Это как удар в лицо. У меня нет сил, чтобы делать что-то дальше». Несмотря на это заявление, Хулио Грондона попросил Марадону остаться главным тренером национальной команды до 11 августа. По прилёте команды в Буэнос-Айрес, встречающие их болельщики наградили игроков аплодисментами, а Диего просьбами остаться в сборной. 5 июля Диего сказал: «Да, моё время в этой сборной завершено. Я дал ей всё что мог». 26 июля Марадона заявил, что останется в сборной, только если весь его тренерский штаб также сохранит свои посты. 27 июля Марадона покинул пост главного тренера национальной команды. Причиной этому стал отказ руководства федерации футбола Аргентины в возможности помощников Диего сохранить свои должности, в частности, президент федерации, Хулио Грондона требовал уволить Алехандро Манкусо; при этом руководство футбола Аргентины хотело сохранить Марадону в качестве главного тренера сборной, предлагая ему контракт на 4 года. Грондона сказал, что они с Диего «не смогли прийти к общему знаменателю».
После ухода из сборной Диего сказал:

Грондона меня обманул, а Билардо предал. В ЮАР у нас состоялась встреча с Грондоной, несколькими игроками и другими людьми. Грондона мне тогда сказал, что доволен моей работой и хочет, чтобы я оставался на своём посту. Затем он встретился со мной в Аргентине и сказал, что семеро людей из моего штаба должны покинуть свои посты. Но это было равнозначно тому, если бы он попросил уйти меня самого. Они хотели уволить моих людей, однако этот вопрос я даже обсуждать не стал. У меня есть свой кодекс чести, которому научил меня мой отец. Я не собираюсь предавать.

На эти обвинения Грондона ответил, что Марадона неправильно интерпретировал его слова.

## После 2010 года

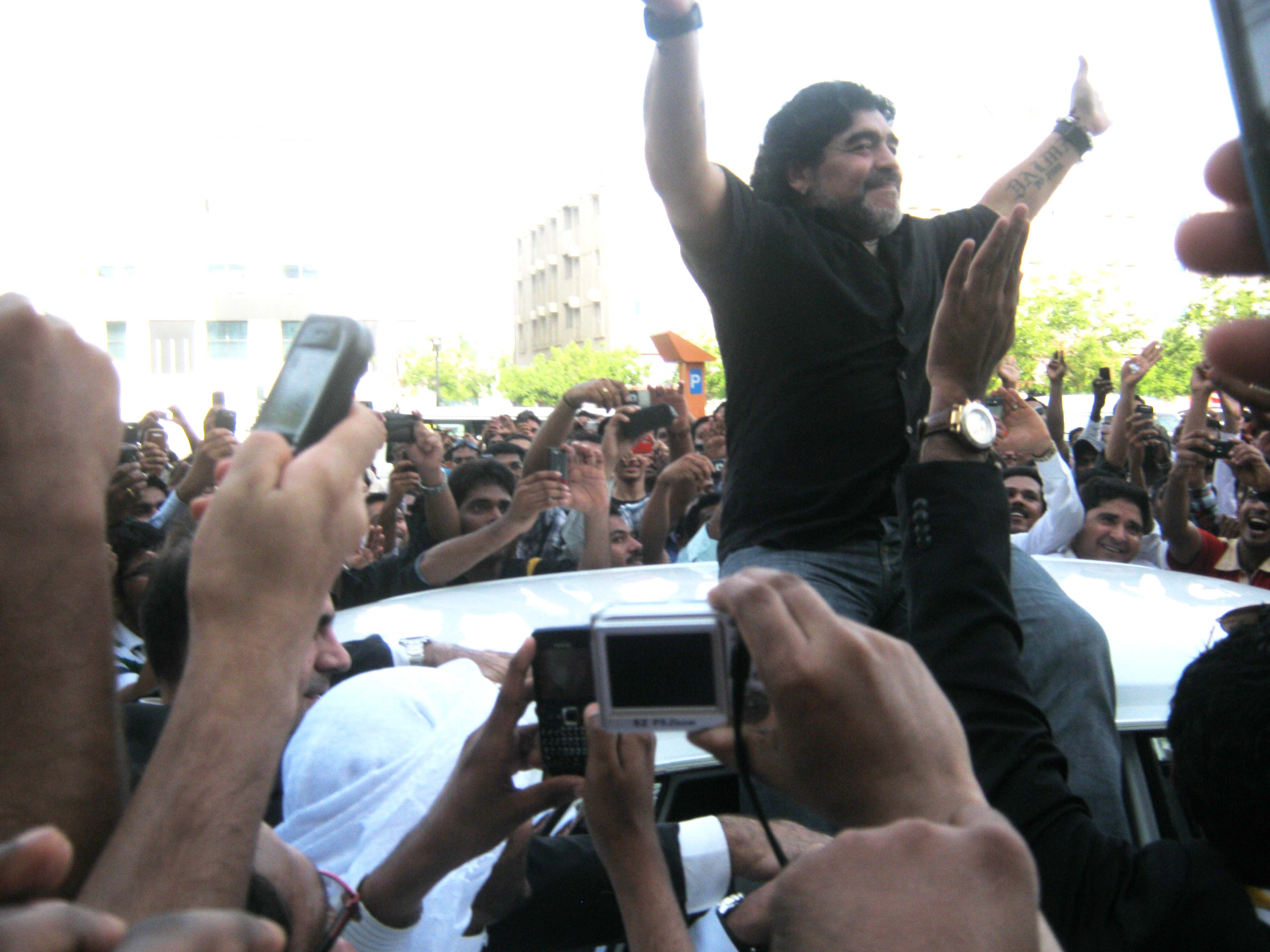
Марадона в Караме

После ухода из сборной Аргентины Марадона хотел продолжить тренерскую карьеру. Он рассчитывал занять пост главного тренера сборной Португалии или английского клуба «Астон Вилла». В сентябре 2010 года Марадона пожелал вернуться на пост главного тренера сборной, согласившись даже уволить своих помощников. По опросу журналов Clarin и La Nación более 90 % опрошенных респондентов высказались против возвращения Марадоны на пост главного тренера национальной команды.
Также Марадона регулярно участвовал в благотворительных мероприятиях. 29 сентября 2010 года он посетил Москву, где представлял часы марки Hublot; там же он участвовал в конкурсе, все призовые от которого, 500 тыс. долларов, ушли на создание первого в России регистра доноров костного мозга для помощи детям, страдающим от онкологических заболеваний, создающегося институтом детской гематологии и трансплантологии имени Раисы Горбачёвой: «Я с удовольствием принял приглашение. Я очень хотел выиграть побольше денег, потому что понимаю, насколько больные дети в них нуждаются. Я сам дедушка, и понимаю, что дети наше будущее, мне очень хотелось им помочь, надеюсь, что-то мне удалось». 16 октября Марадона организовал благотворительный матч между сборными ветеранов Уругвая и Аргентины, все сборы от которого пошли на лечение бывшего игрока сборной Аргентины, Фернандо Касереса, серьёзно пострадавшего в результате вооружённого бандитского нападения.
В декабре 2010 года Марадона стал кандидатом на пост главного тренера клуба «Блэкберн Роверс», а также сборной Ирана; однако обе команды Марадона так и не принял. Чтобы продолжить тренерскую карьеру, в феврале 2011 года Марадона заключил контракт с агентской компанией Хорхе Мендеса, занимающейся делами известных деятелей из футбольного мира. В апреле 2011 года Марадона стал кандидатом на пост главного тренера клуба «Сан Лоренсо».

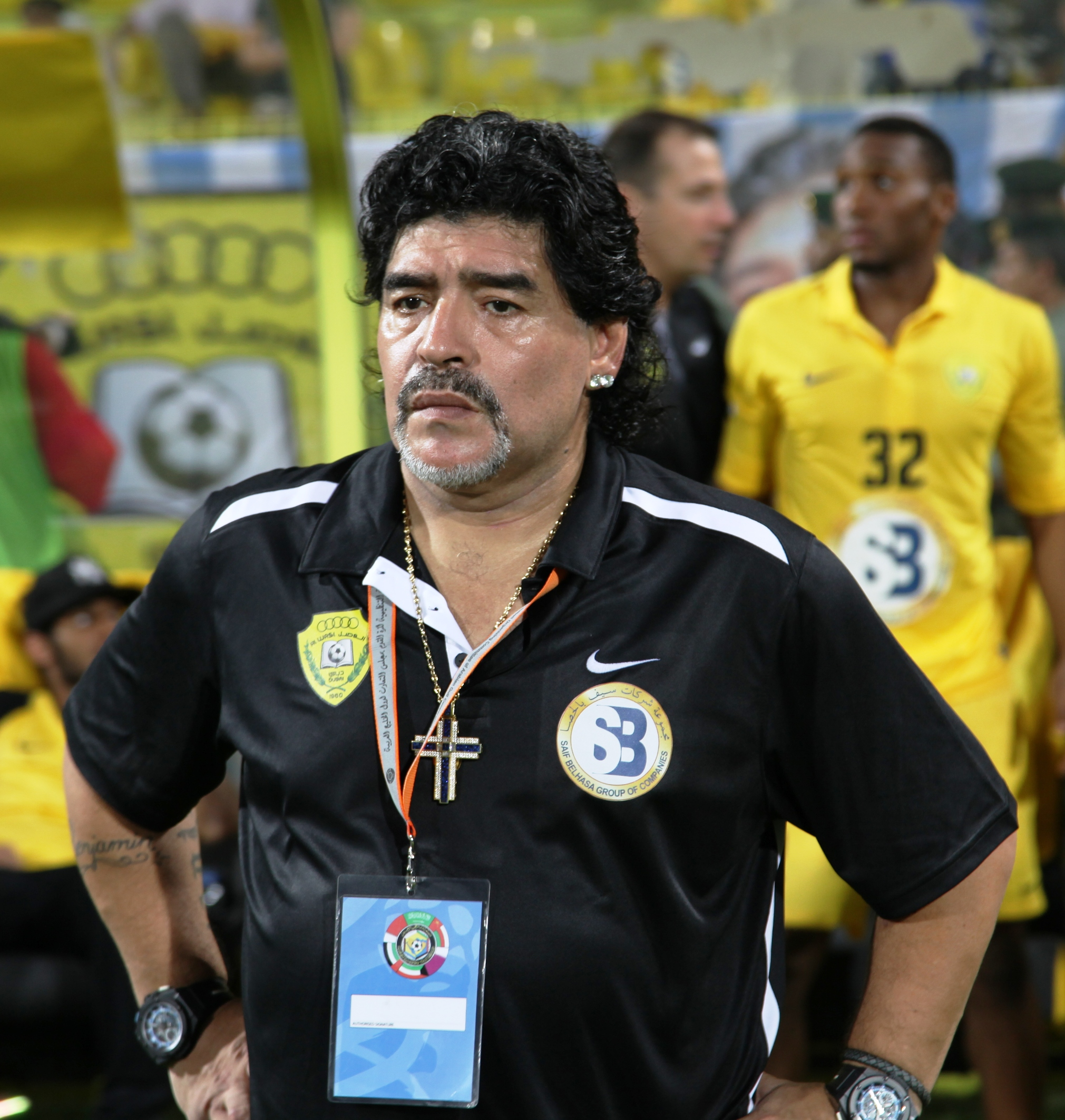
Марадона на посту главного тренера клуба «Аль-Васл»

В мае Марадона достиг договорённости о работе им в эмиратском клубе «Аль-Васл». 17 мая Марадона заключил контракт с этой командой на два года с заработной платой в 3,5 млн евро за сезон. 29 августа он дебютировал в качестве главного тренера этого клуба в товарищеском матче с «Аль-Иттихад», в котором его команда победила 3:1. 22 сентября, перед матчем с «Эмирейтс», Марадона пнул ногой болельщика, который пытался поднять баннер, подготовленной его внучкой. Позже за своё поведение аргентинец извинился. 8 октября «Аль-Васл» проиграл со счётом 0:5 клубу «Дубай» в Кубке ОАЭ. В том же месяце тренер был обвинён президентом клуба в неумении вести трансферные дела; Марадона же в свою очередь заявил, что просил укрепить состав новыми игроками, чего сделано не было. Также он сказал о своём клубе: «„Аль-Васлу“ не хватает профессионализма. Некоторые игроки являются студентами, другие служат в полиции. Есть и футболисты, которые являются военнослужащими. В результате многие игроки приезжают на тренировки уставшими и не могут работать нормально. Кроме того, на тренировки могут являться не все. Иногда в моём распоряжении 16, а иногда 24 игрока». 13 декабря Марадона был оштрафован на 2700 долларов и дисквалифицирован на 3 игры за конфликт после матча с главным тренером команды соперника «Аль-Васла», клуба «Аль-Айн»; Марадона был недоволен тем, как Космин Олэрою, главный тренер команды соперника, отпраздновал победу над его клубом. Также на 2 игры был дисквалифицирован стадион «Аль-Васла», после чего Марадона обвинил федерацию футбола ОАЭ в предвзятом отношении к его команде.
В сентябре 2011 года Марадона сказал, что бывший игрок сборной Карлос Макаллистер предлагал ему взятки, чтобы тот брал игроков в национальную команду. Также Марадона сказал, что Карлос договорился об этом с Батистой и Хосе Луисом Брауном, что в случае, если те возглавят сборную, они будут брать за деньги в её состав тех игроков, которых порекомендует Маккалистер. Браун на это обвинение сказал: «Моя любовь к Марадоне превратилась в сострадание. Диего является лучшим футболистом мира, но на это нельзя закрывать глаза. Пусть он предъявит доказательства. Если это действительно так, то я покину страну». Батиста пообещал подать на Марадону в суд, что и сделал в ноябре.
14 января 2012 года Марадона был госпитализирован в Дубае с почечнокаменной болезнью, на следующий день он был прооперирован.
В феврале 2012 года Марадона заявил, что он является персоной нон грата на родине в Аргентине из-за того, что не поддерживал высших спортивных чиновников в стране; также он заявил о том, что когда-нибудь возглавит «Боку Хуниорс».
В том же месяце он сказал, что если «Аль-Васл» не предоставит денежных средств на покупку новых игроков, то он покинет пост наставника команды.
В марте Марадона поругался с болельщиками с вип-трибуны соперника «Аль-Васла», «Аль-Шебаба», которые оскорбили подругу Марадоны, Веронику Охеду.
В апреле у Марадоны возник конфликт с руководством клуба из-за того, что не были приобретены обещанные ему игроки.
11 июля 2012 года руководство «Аль-Васл» уволил аргентинца с поста главного тренера. Как было сообщено на официальной странице команды в микроблоге в Твиттер, такое решение было принято во вторник, 10 июля, на заседании правления клуба. Причиной увольнения Марадоны стало то, что за сезон «Аль-Васл» не только не смог завоевать никаких наград, но и опустился с шестого на восьмое место в чемпионате страны, при том, что в нём играют 12 команд.
В июле 2013 года Марадона перенёс операцию по коррекции возрастной пресбиопии.

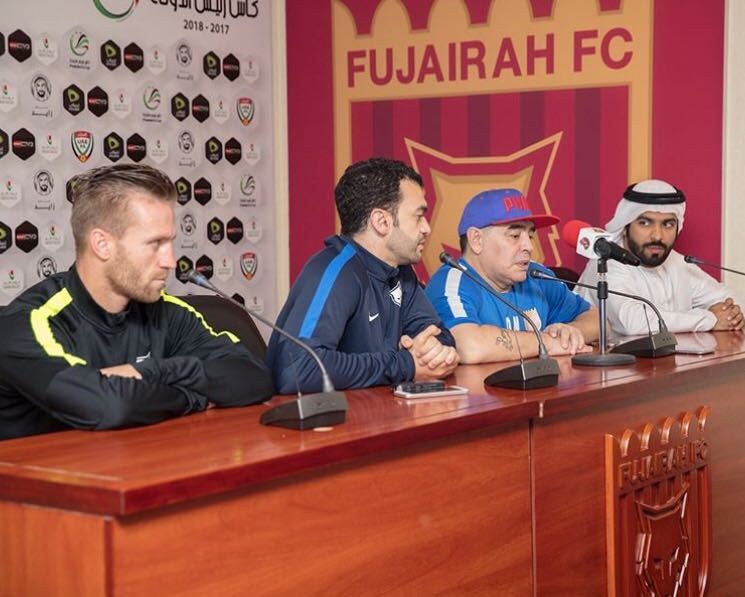
Аль-Фуджайра

8 мая 2017 года Марадона возглавил эмиратский клуб «Аль-Фуджайра». 27 апреля 2018 года Марадона ушёл с поста главного тренера арабского клуба после того, как команда не смогла пробиться в первый дивизион ОАЭ. Стороны разорвали контракт по взаимному согласию до окончания чемпионата. Команда не смогла бы подняться выше третьего места. Однако 30 апреля появилась информация, что стороны все же договорились о продлении контракта на год. В итоге руководство клуба отказалось от сотрудничества с аргентинским специалистом после того, как его юрист запросил увеличение зарплаты в 4 раза. 

15 мая Марадона стал председателем правления брестского «Динамо», контракт с клубом был рассчитан на три года. Аргентинец должен был заниматься вопросами стратегического развития клуба, а также взаимодействовать со всеми его структурными подразделениями, включая детскую академию. Однако с июля Марадона не приезжал в Беларусь. Полузащитник клуба Сергей Кисляк сказал об этом: «Он побыл, посмотрел матч, на следующий день пришёл в раздевалку и сказал: „Я президент клуба и буду здесь все решать“. Ну и все. Уехал с концами, больше его тут не видели».
6 сентября он возглавил мексиканский клуб «Дорадос де Синалоа». Также аргентинец стал техническим директором клуба. Об этом стало известно в твиттере клуба, выступающего во втором дивизионе чемпионата Мексики. Контракт был рассчитан на 11 месяцев. За это время Марадона должен был заработать 1,98 миллионов долларов. В контракте есть пункт об автоматическом продлении, если клуб сможет выйти в высший дивизион. В первом матче под руководством Марадоны «Дорадос» победил «Кафеталерос де Чьяпас» со счётом 4:1. 3 декабря клуб проиграл в решающем матче плей-офф на выход в Лигу МХ «Атлетико Сан-Луису». После матча болельщики соперника стали петь песни, оскорбляющие Марадону. Он оскорблял их в ответ и пытался ударить одного из них. Когда пришло время предсезонной подготовки, Марадона не стал появляться в команде.
В январе 2018 года Марадона был госпитализирован с кровотечением в желудке, 13 января ему была проведена операция.
В следующем сезоне «Дорадос» дошёл до финала плей-офф, где ему вновь встретился «Атлетико Сан-Луис», и вновь клуб проиграл.
14 июня 2019 года Марадона ушёл с поста главного тренера «Дорадос».
6 сентября 2019 года Марадона стал главным тренером клуба «Химнасия и Эсгрима» из Ла-Платы, занимавшей на тот момент последнее место в чемпионате. Уже через два дня после назначения Марадоны количество официально зарегистрированных болельщиков клуба увеличилось на 3 тысячи человек. В первом матче под руководством Марадоны «Химнасия» проиграла «Расингу» из Авельянеды со счётом 1:2. После этого, клуб проиграл ещё дважды, после чего одержал первую победу, одолев «Годой-Крус» со счётом 4:2. 19 ноября Марадона подал в отставку, но уже спустя два дня это решение было отозвано. По итогам сезона «Химнасия» должна была вылететь из высшего дивизиона чемпионата Аргентины, но сезон был преждевременно завершён из-за эпидемии COVID-19, а руководство Ассоциации футбола Аргентины приняло решение об упразднении возможности понижения в дивизионе на два сезона. 3 июня Марадона продлил контракт с клубом до декабря 2021 года. В тот же период, по словам самого тренера, ему предложили возглавить сборную Венесуэлы, но он отказался.

## Состояние здоровья и смерть
3 ноября 2020 года Марадона был госпитализирован в клинику Ипенса в Ла-Плате. Личный врач футболиста заявил, что госпитализация проведена чтобы восстановить водный баланс организма. Позже он же заявил, что Диего был прооперирован после кровоизлияния в мозг из-за субдуральной гематомы. 11 ноября Диего был выписан из больницы.
25 ноября 2020 года Марадона умер из-за внезапной остановки сердца. Вскрытие назвало причиной смерти футболиста острый отёк лёгких, который был вызван хронической сердечной недостаточностью. Кроме того, у него была обнаружена сердечная патология — дилатационная кардиомиопатия.
По сообщению телеканала TN, у Марадоны также были другие заболевания: цирроз печени, заболевание почек и миокардиофиброз. В связи с его смертью в стране был объявлен трёхдневный национальный траур. Руководство ла-платского клуба «Химнасия и Эсгрима», ставшего последним в тренерской карьере Диего, в своём официальном заявлении выразило его родным и близким искренние соболезнования.
Церемония прощания с футболистом состоялась 26 ноября 2020 года в Президентском дворце в Буэнос-Айресе. На пути к гробу выстроилась очередь длиной в семь кварталов. По сообщению TNT Sports, Марадона подписал документы, в соответствии с которыми после смерти его должны были забальзамировать и выставить на обозрение поклонникам; семья Марадоны узнала об этом уже после его кончины и отказалась выполнять указанные в документах мероприятия.
Он был похоронен на кладбище Хардин-де-Белья-Виста муниципалитета Сан-Мигель, рядом с могилой его родителей, в присутствии 25 ближайших родственников.
В мае 2021 года медикам, ответственным за жизнь и здоровье Диего Марадоны, предъявлены обвинения в «возможно, предумышленном» убийстве футболиста, им запретили выезжать из Аргентины и вызвали на допрос.

## Личная жизнь
Марадона был женат. С Клаудией Вильяфаньей, старше его на два года, он прожил двадцать пять лет. Они жили в одном доме с октября 1976 года, но Марадона долгое время стеснялся подойти к девушке. Лишь 28 июня 1977 года Марадона пригласил её на танцы в парк Сосьяль-и-Депортиво в районе Ла Патерналь. На следующий день Марадона познакомил её со своими родителями. Несмотря на долгие отношения, Марадона не спешил на ней жениться. Вильяфанья стала первой, кто посоветовал Марадоне стать профессиональным футболистом.
Несмотря на отношения с Клаудией, у Марадоны было несколько романов, включая встречи с аргентинской кинодивой Адрианой Бродски, которая была замужем за послом Аргентины в Панаме, и известными итальянскими киноактрисами Лореданой Берте и Хизер Паризи. Также ему приписывались многочисленные измены в Италии, в частности, с призёршами конкурса «Мисс Фантастическая грудь», Мими, «мадам Баттерфляй» из Токио, с бразильской балериной Сюзи, утверждавшей, что Марадона «очень нежный любовник и ему неведомо чувство стыда», а также с несколькими итальянками. Однако его супруга всегда прощала Марадону.

— Вы когда-нибудь изменяли Клаудии?
— Никогда. Но если бы это случилось, я бы ни за что на свете не признался.

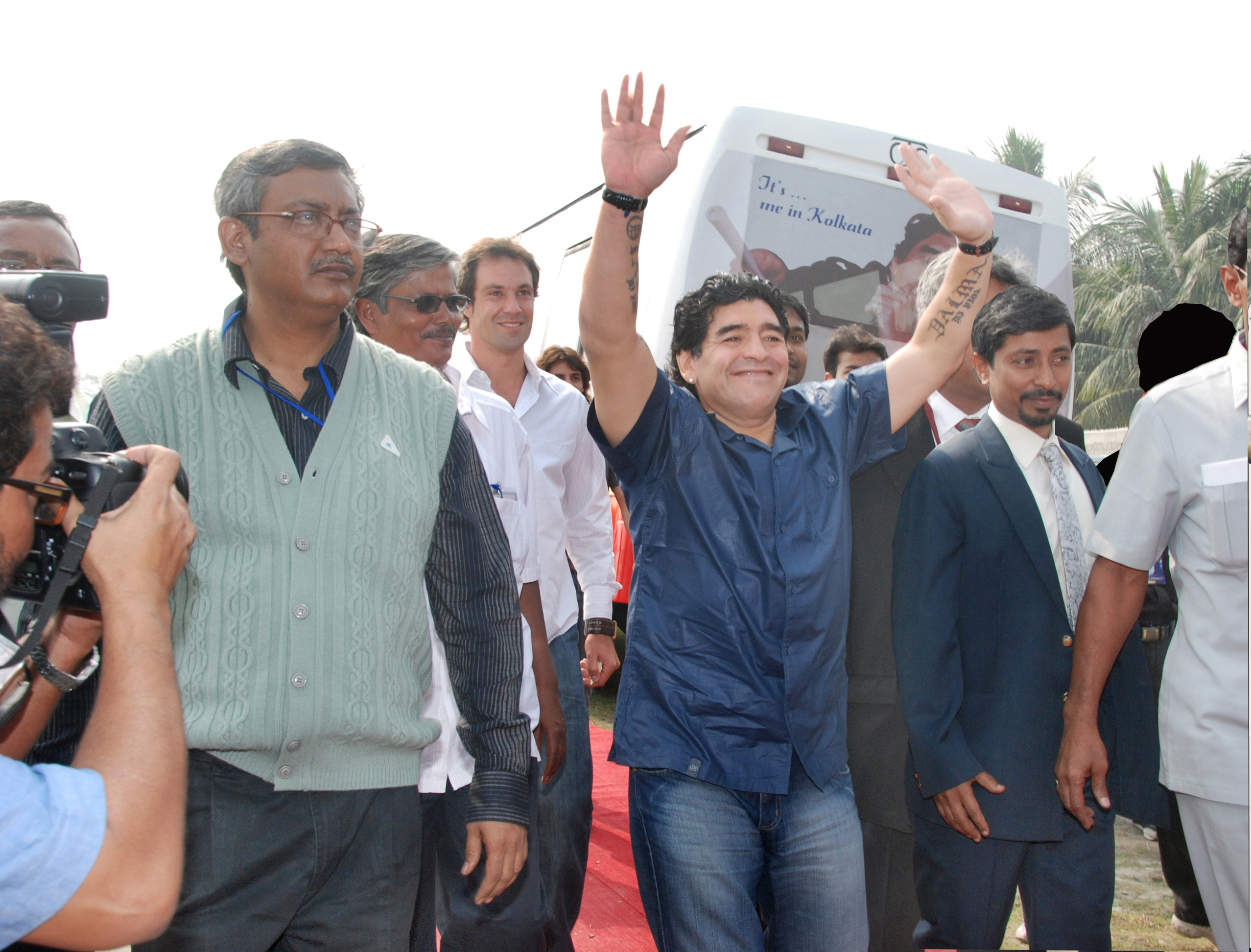
Марадона во время посещения Калькутты. На его левой руке можно увидеть татуировку с именем его первой дочери и матери, Дальмы

В 1987 году неаполитанка Кристиана Синагра заявила в прессе, что она родила сына от Марадоны. После этого началась шумиха в СМИ, а сам Марадона не давал по этому поводу никаких комментариев. Отцовство так и не было доказано, так как аргентинец не являлся в суд и отказывался проходить ДНК-тест. Диего Синагра стал профессиональным футболистом и выступал за сборную Италии по пляжному футболу. Лишь в 2016 году Марадона признал Синагру своим ребёнком и сказал, что любит его. После этой истории Марадона начал реже появляться в обществе, он посещал лишь закрытые рестораны и кафе, где бывал только с близкими друзьями. Ещё одним из эпизодов, приведших к подобной осторожности, стал камень, брошенный в него из толпы. По словам Хорхе Вальдано, «жизнь Марадоны — это его личная драма. Все человечество ему завидовало, а он завидовал всему человечеству. Все хотели жить, как Марадона, а он хотел жить, как все. Он хотел вставать в восемь утра и вести своих детей в школу. На обратном пути зайти в магазин за продуктами, а вечером прогуляться вместе с женой и детьми по улице или поужинать в ресторане».
2 апреля 1987 года родилась дочь Марадоны и Клаудии Дальма Нерея, названная в честь матери Марадоны. Несмотря на то, что официально супруги в браке не состояли, они были обручены и считали друг друга мужем и женой.

Кусок бумаги в ящике стола не может гарантировать любви. Много лет назад мы с Клаудией сказали об этом друг другу. И с тех пор наше мнение не изменилось. Однажды какой-то священник меня спросил: «Как вы встречаетесь с папой Римским и при этом не состоите в браке с женщиной, которую любите?» Я ответил: «Уважаю вашу точку зрения, но вы должны уважать мою. Я отнюдь не чувствую себя меньше католиком, меньше верующим, не состоя в браке».

Сразу после этого Марадоне предложили два миллиона за рекламу с Дальмой, но футболист отказался. В том же году мать с дочерью перебрались в Неаполь.

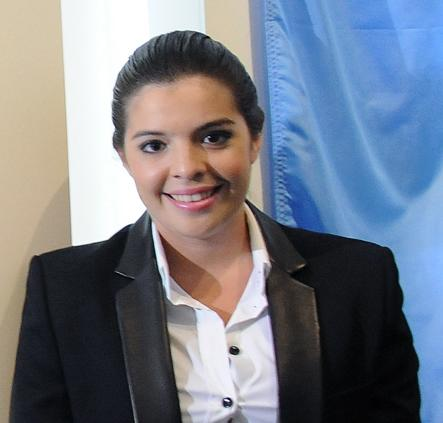
Старшая дочь Дальма Марадона

16 мая 1989 года родилась вторая дочь Марадоны — Джаннина Динора.
Марадона женился на Клаудии 7 ноября 1989 года в Буэнос-Айресе. Церемония бракосочетания проходила на стадионе Луна Парк в присутствии полутора тысяч гостей. На торжество было потрачено около двух миллионов долларов: «Клаудия так долго ждала этого, что я не мог не порадовать её».
7 марта 2003 года Клаудия подала на развод по причине ухода Марадоны из дома в 1998 году. Несмотря на развод, бывшие супруги остались в хороших отношениях. Позже Клаудия стала агентом Марадоны.
С 2005 года Марадона встречался с учительницей физического труда Вероникой Охедой (родилась 9 декабря 1977 года или 1980 года), которая была родом из родного района Марадоны, Вильи Фьорито. Она познакомилась с ним 13 февраля 2005 года на свадьбе сына его двоюродного брата. Вероника трижды была беременна от Марадоны, но дважды у неё случался выкидыш. Также Марадоне приписывали роман с моделью Сильвиной Луна.
Младшая дочь Марадоны, Джаннина, в 2008 году вышла замуж за футболиста Серхио Агуэро. 20 февраля 2009 года у них родился сын, Бенхамин; крёстным отцом мальчика стал футболист Лионель Месси. Старшая дочь, Дальма, обручена с Фернандо Молиной, являвшимся пресс-секретарём сборной Аргентины.
19 ноября 2011 года на 82-м году жизни мать Марадоны, Дальма Сальвадора Франко, умерла в больнице Буэнос-Айреса. Последние дни перед её кончиной Марадона провёл вместе с ней. В память о матери игрока матч между «Индепендьенте» и «Олимпо» начался с минуты молчания.
В феврале 2013 года Агуэро расстался с Джанниной, которая забрала ребёнка и уехала в Аргентину. При этом она никого не обвинила: «Когда пара расстаётся, то виноваты всегда оба». По поводу расставания Марадона заявил: «Агуэро — слабак! Мне противно даже вспоминать это имя, не то, чтобы произносить его вслух. Больше не отпущу свою дочь одну на судебные разбирательства с этим человеком. Слава Богу, что она его больше не увидит. Потому что он — не мужик!». Марадона так возненавидел Серхио Агуэро, что в сентябре 2014 года, находясь в городе Дубровнике, напал на посетителя местного бара, который разговаривал об Агуэро.
7 февраля 2013 года у Марадоны и Вероники Охеды родился сын Диего Фернандо. На тот момент родители уже не встречались, а Марадона только спустя месяц признал сына своим. Спустя год Вероника заявила, что ждёт второго ребёнка от Марадоны, зачатого от случайной связи в отеле. Марадона заявил, что ребёнок не его. В марте 2014 года у Охеды случился выкидыш.
14 февраля 2014 года в Риме Марадона сделал предложение 23-летней футболистке и модели Росио Оливе. В апреле 2014 года пара рассталась: Марадона обвинил её в краже часов и ювелирных изделий, когда они находились у него дома в Дубае. Сама девушка все обвинения отвергала. Позже они помирились, и Марадона забрал заявление о краже, хотя бывший футболист стал, по её словам, часто избивать девушку. В том же году Марадона признал свою внебрачную дочь Яну, результат кратковременного романа с официанткой боулинга «Ла Диоса» Валерией Салабаин.
25 июня 2015 года в Буэнос-Айресе умер отец Марадоны, дон Диего, долгое время испытывавший проблемы с сердцем и лёгкими.
В июле 2015 года Марадона обвинил Вильяфанью в краже девяти миллионов долларов со своих банковских счетов, позже эта сумма была уменьшена до шести миллионов. Обе дочери Марадоны встали на защиту матери. Также он обвинил бывшую супругу в покупке недвижимости в Майами за счёт его средств. В ноябре 2017 года Марадона потребовал ареста Джаннины, которая, по его мнению, проводила банковские махинации в Уругвае, чтобы помешать судебному процессу. Сама Джаннина заявила, что ни в чём подобном не участвовала.

### Личная жизнь в Неаполе
С первых дней Марадоны в городе он стал одним из его самых узнаваемых лиц. Плакаты с его изображением висели во множестве районов Неаполя. Фанаты Марадоны каждый день ждали кумира на местах его возможного появления. А «скуньицци» (мальчики из бедных кварталов Неаполя) были готовы везде преследовать Марадону в надежде получить автограф, который можно было выгодно продать. У дома в Позиллипо, где поселился Марадона, его всегда ждала толпа болельщиков.
Все действия Марадоны обсуждались в местной прессе — и первые спагетти, съеденные Марадоной, и количество обслуживающего персонала, которое, по слухам, достигало ста человек, и возможные связи Марадоны с мафией: он по просьбе друга пошёл на крестины одного неаполитанца, а тот оказался боссом сицилийской мафии. Его имя фигурировало в деле о подпольном тотализаторе, который держал мафиозный руководитель, Джулиано. На следующий день газеты вышли с заголовком: «Марадона в гостях у каморры». Позже один из боссов неаполитанской мафии, Сальваторе Ло Руссо, помогал найти украденный у Марадоны «Золотой мяч» — приз лучшему игроку чемпионата мира 1986 и несколько дорогих часов, однако опоздал на несколько часов, и в результате приз был переплавлен в золотой слиток, часы же удалось вернуть.
В Неаполе у Марадоны случился роман с известной танцовщицей Хизер Паризи, их запечатлели на балконе дома Марадоны, хотя он отрицал их любовную связь, говоря, что они только друзья. В 1989 году он был обвинён в пособничестве появлению в Италии проституток из Южной Америки, которых ему, якобы, поставляла Кармела Чинкуэграна, руководительница борделя. По словам участника этих поставок, Феличе Пиццы, у Марадоны за период жизни в Неаполе было двенадцать тысяч женщин (примерно по пять ежедневно).

### Наркотики
По словам самого Марадоны, наркотики повлияли на все его способности, кроме памяти.
Впервые наркотики Марадона попробовал во время выступления за «Барселону». Он использовал их для того, чтобы почувствовать себя хорошо в незнакомой обстановке: «Вначале я испытывал эмоциональный шок: все вокруг меня становилось очень светлым, весёлым, развлекающим. Чудесные ощущения, которые, к сожалению, продолжались недолго. И тогда я чувствовал потребность начинать это ещё и ещё раз и не знал, как выйти из этого состояния». Приём наркотиков сопровождался у Марадоны длительными депрессиями, а также периодами агрессии к близким ему людям: «Я с ужасом вспоминаю о том, как мои дочери приходили ко мне с просьбой поиграть с ними, а я не мог, потому что был под кайфом. Под вечным кайфом. Думаю, если бы не моя жена, сейчас бы меня не было на этом свете. Это долг, с которым я никогда не расплачусь». При этом, для него наркотики не были допингом, не улучшали его физическое состояние.
Пристрастие к наркотикам, по мнению матери его внебрачного ребёнка Кристианы Синагры, произошло из-за того, что Марадона обладал тонкой душевной организацией и очень хрупкой психикой. По мнению некоторых, главной причиной пристрастия к наркотикам стали близкие отношения с его агентом, Гильермо Копполой, обвинявшимся в наркоторговле и снабжавшего Диего кокаином. По словам Марадоны, в мае 2004 года он окончательно перестал употреблять наркотики.

### Окружение Марадоны
Помимо постоянного внимания прессы, у Марадоны был очень напряжённый распорядок дня, связанный с постоянными встречами, разъездами и съёмками в рекламе. Позже Марадона нанял личного секретаря, подругу невесты Клаудии, Чечилию, отвечавшую на звонки.
Долгое время первым человеком в окружении Марадоны был Хорхе Ситерспилер, его лучший друг с самого детства. Они познакомились, когда Марадоне было 14, а Ситерспилеру 16 лет. Футболисты «Луковичек»[уточнить] часто заходили в дом Ситерспилера, где обедали. Благодаря Марадоне Ситерспилер в 19 лет стал самым молодым агентом в Аргентине. Он помогал Марадоне вести финансовые и юридические дела: в частности, он был одним из организаторов перехода Марадоны в «Боку Хуниорс» и создал фирму «Марадона продакшнс». Ситерспилер в 1977 году, когда Марадона впервые уехал за границу в составе юношеской сборной Аргентины, был с ним в номере, помогая ему пережить разлуку с родными. Тогда же Марадона попросил: «Я ещё многого не знаю, Кабесон, помогай мне». Ситерспилер ради ведения дел Марадоны бросил колледж. Они работали вместе вплоть до октября 1985 года, когда Ситерспилера, не только потерявшего часть денег Марадоны в неудачных сделках, но и насчитавшего ему 300 млрд лир долгов, сменил Гильермо Коппола.
Коппола проработал у Марадоны до 2003 года. Они расстались со скандалом: Марадона обвинил Копполу в том, что тот не выдавал ему 2 млн долларов за прощальный матч. Марадона подал заявление в суд. В апреле 2008 года стороны пришли к примирительному решению дела.
Помимо сотрудников, работавших на него, часто Марадону окружали люди, желавшие получить от него некие привилегии. Некоторые игроки бравировали знакомством с Марадоной, желая получать от этого какие-либо выгодные контракты с клубами.

## Прочее

### Культ личности и популярность

Автограф Диего Марадоны

Как в Аргентине, так и в Неаполе, Марадона превратился в кумира, «спортивного идола». Прежде всего, Диего был популярен у простых жителей этих регионов. В Неаполе он являлся символом мифического противостояния «угнетённых» бедных клубов юга Италии и «могущественных» северных клубов, которые якобы управляли футболом в стране.
В июне 2006 года бывший партнёр Марадоны по сборной Аргентины Хорхе Вальдано заявил в интервью немецкой газете Süddeutsche Zeitung, что когда Диего ушёл из футбола, он травмировал всю Аргентину. Что Марадона — больше, чем гениальный футболист. Он является компенсацией для страны, пережившей несколько военных диктатур и годы социально-общественных неудач.
Социолог Элисео Верон заявил, что Марадона является необходимым для самых малообеспеченных слоёв населения Аргентины, которые нуждаются в Боге, и потому идентифицируют с ним Диего, как ранее делали с Эвитой Перон. Сам Марадона поддерживал любовь к Аргентине и аргентинскому народу, так в 1987 году он отказался от контракта на миллион долларов с компанией IMG, из-за того, что для проведения сделки ему бы пришлось принять двойное аргентинско-американское гражданство: «Моя национальность бесценна. Никто не может мне заплатить столько, чтобы я перестал чувствовать себя аргентинцем, никто! Все остальные — даже Генри Киссинджер — согласились и продали себя за миллион долларов. Но для меня это не вопрос денег: быть аргентинцем бесценно».

Я — голос безгласых, представитель народа. Я — один из них, ничем от них не отличаюсь. Просто ко мне всё время лезут с микрофонами, и у меня есть возможность всё высказать. А этим людям в их убогой жизни никто не дал такого шанса!

Одним из главных примеров идолопоклонничества Марадоне является «Церковь марадонианы», основанная в 1988 году. Эта шуточная религия распространена по большей части в Южной Америке, в число её приверженцев входят около 60 тысяч человек. Для «прихожан» первым годом является 1960-й, год рождения Диего. 22 июня, день когда Диего забил два гола англичанам на чемпионате мира, является Пасхой. В настоящее время Церковь построила памятник Марадоне в музее «Боки Хуниорс» и статую в заливе Байя Бланка.
Популярность Марадоны выражена в песнях, обращённых к нему. Певец Родриго Буэно написал песню «La mano de Dios» («Рука Бога»). Рок-группа Los Piojos — песню Maradó, Фито Паэс — песню «Y dale alegría a mi corazón» («Ты веселишь моё сердце»), группа Los Calzones — песню «Yo te sigo» («Я иду за тобой»), Mano Negra — песню «Santa Maradona» («Святой Марадона»), Андрес Каламаро — песню «Марадона», Чарли Гарсия — песню «Maradona blues» («Блюз Марадоны»), Los Ratones Paranoicos — песню «Para siempre» («Навсегда»), Attaque 77 — песню «Francotirador» («Вольный стрелок»), Los Cafres — песню «Capitán Pelusa» («Капитан Пушок»), группа Las Pastillas del Abuelo — песню «¿Qué es Dios?» («Что за Бог»?), Bersuit Vergarabat — песню «Maradona», Beangrowers — песню «Maradona», Hurtmold — песню «Música Política Para Maradona Cantar», «Пойманные муравьеды» — песню «Миллионы, Марадона». Песня композитора Руслана Горобца на стихи поэта Михаила Танича «Самба с Марадоной» в исполнении советской певицы Анне Вески стала лауреатом всесоюзного фестиваля «Песня-87».
В 2004 году был сыгран театральный спектакль на Кубе, названный «Футболка номер 10: между раем и адом», где главным героем является Марадона. 30 марта 2007 года вышел биографический фильм о Марадоне итальянского режиссёра Марко Ризи, «Maradona, la mano di Dio». В 2008 году вышел фильм «Марадона» режиссёра Эмира Кустурицы; значительная часть фильма посвящена «Церкви Марадоны».
В 2016 году аргентинская телекомпания Telefe начала работу над сериалом о жизни Марадоны.
После смерти Диего Марадоны 25 ноября 2020 года мэр Неаполя и президент футбольного клуба «Наполи» заявили о том, что домашний стадион клуба будет носить имя Марадоны.
В 2020 году впервые в истории был организован Кубок Аргентинской Лиги по футболу, который был назван в честь Марадоны — Copa Diego Armando Maradona.

### Отношения с прессой
Марадона со времени перехода в «Боку Хуниорс» всегда вызывал очень пристальное внимание СМИ, что постепенно «вылилось» в ненависть Диего к представителям этой профессии. Наибольшее неприятие у него вызывали постоянные вопросы, задаваемые корреспондентками журналов для женщин. По мнению его друга, журналиста Даниэля Аркуччи, «Марадона нуждается в журналистах, а журналисты нуждаются в Марадоне».

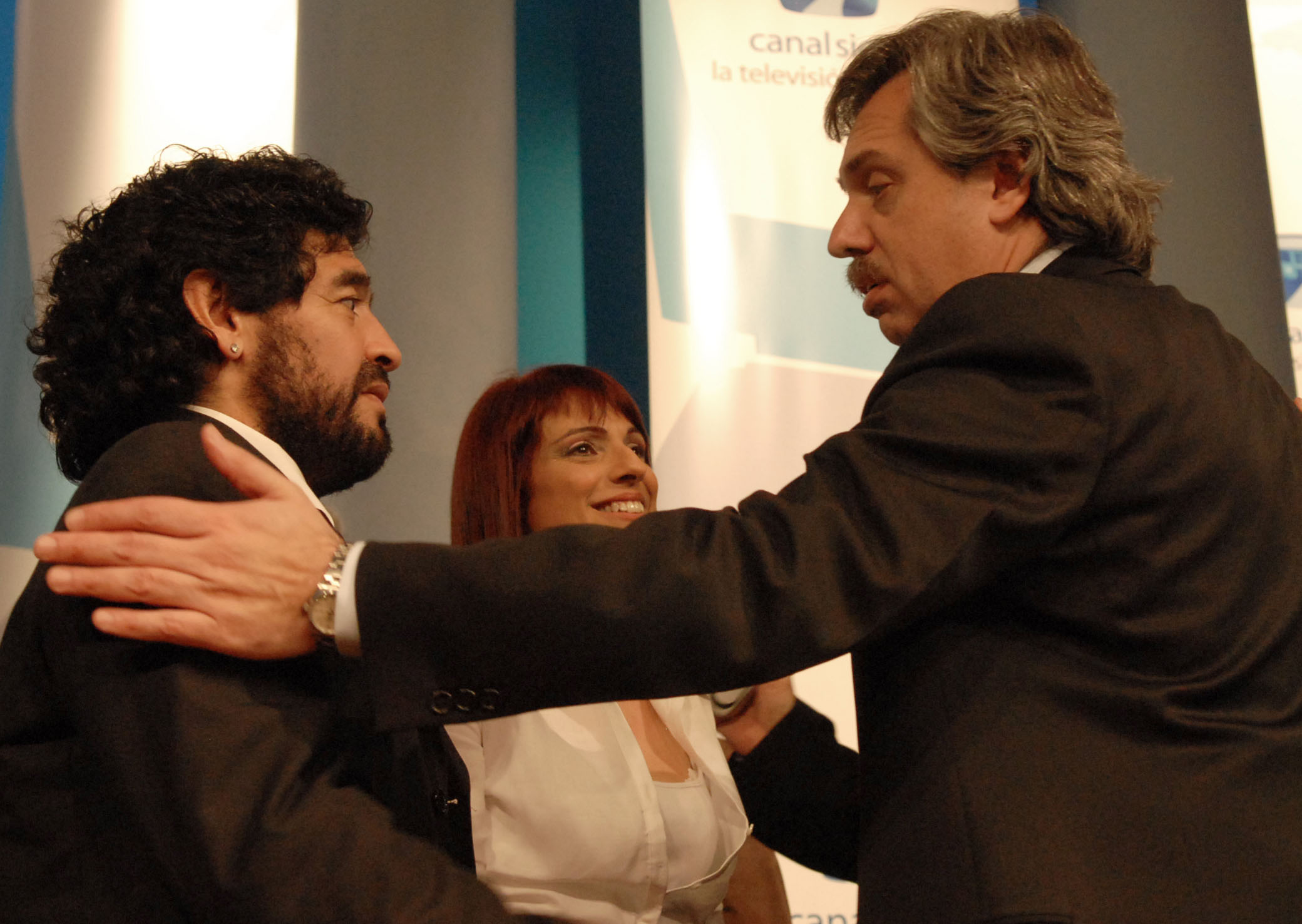
Марадона с начальником кабинета министров Альберто Фернандесом и директором Canal 7 Росарио Луфрано

Мне непонятно, почему корреспонденты газет, радио, телевидения, не сговариваясь, задают всегда одни и те же вопросы. Где родился? Где начинал играть? Какие игроки и команды нравятся? Какой самый трудный гол? И ещё пяток подобных вопросов. И почти каждый советует мне побыстрее взрослеть. Это что, намеренная кампания? Я раньше многих познал лесть и зависть, непонимание и отчуждение. Передо мной часто закрывались двери фешенебельных светских клубов. Тренеры других команд не хотели меня признавать как игрока и учили своих подопечных лишь одному: нейтрализовать меня на поле или вывести из игры любым способом. Многие ждали, когда я оступлюсь, получу травму, и предрекали мне неудачи. Часто мне хотелось плакать. И знаете, почему это происходило? Потому что я простой парень, из рабочей семьи, недостаточно образованный. Меня упрекали в нескромности. А я страдал и бравировал. Я стал зарабатывать немалые деньги. Нарочно сорил ими направо и налево. Пусть злятся! Хотелось насолить всем. Я покупал самые дорогие рубашки и брюки, посещал знаменитые рестораны, ухаживал за самыми красивыми женщинами, хотя любил только Клаудию. Когда я купил первую автомашину, меня стали поучать: сначала надо было купить дом. В благопристойных аргентинских семьях, оказывается, так положено. «Самое важное в жизни — это крыша над головой». Я посадил деревцо в честь Беккенбауэра. А меня спрашивали, почему не в честь ди Стефано, Сивори или уж на худой конец Пеле. Им все надо знать, но только очень поверхностно. Они не боятся повторяться в своих писаниях, как не стесняются задавать одинаковые вопросы, придумывать мне одни и те же прозвища или сочинять небылицы о моих «похождениях». Надоело все это! Я хочу играть, а не отвечать с утра до ночи на их дурацкие вопросы, давать бесконечные автографы…

Иногда из-за прессы Марадона впадал в долговременные депрессии, вследствие чего страдала его игра:

Я устаю от плохих журналистов и бульварных газет. Мне приписывают несуществующие романы, ссоры и драки, приумножают мои долги. Несколько газет написали об аварии моей автомашины. Но сломалась не моя машина, а Уго, не в Буэнос-Айресе, а в Кордобе, и за рулём был не брат, а наш дядя… Газеты написали, что я купил паровую яхту, а я два года не видел моря. Я не хочу быть больше звездой. Я бросаю футбол!

Во время лечения от наркозависимости на Кубе, Марадона разбил стекло автомобиля, в котором представители агентства Reuters вели съёмку Диего. В 2001 году Диего избил корреспондента и фоторепортёра газеты El Panama America. 6 марта 2007 года Марадона напал на фотокорреспондента, сфотографировавшего его в ночном клубе. 19 мая 2010 года Марадона на автомобиле наехал на ногу телеоператора, встречавшего его у здания федерации футбола Аргентины; за свои действия Диего извинился.

### Политические взгляды

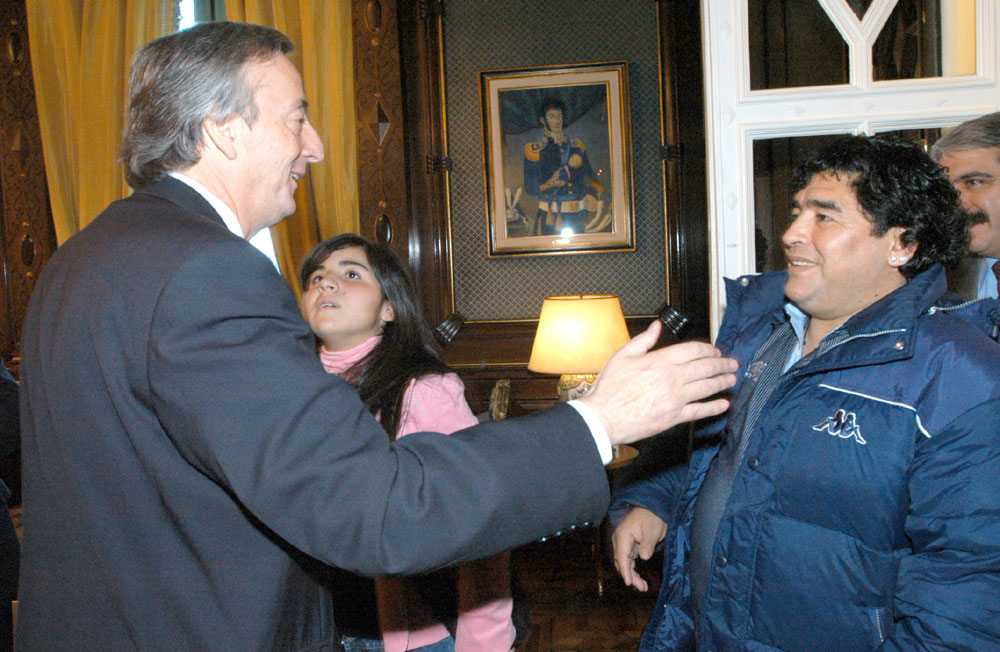
Марадона с Киршнером в августе 2004 года

Марадона в течение нескольких лет поддерживал дружеские отношения с экс-президентом Аргентины, Карлосом Менемом. В 1999 году он вместе с ним праздновал победу на президентских выборах «радикала» Фернандо де ла Руа, одержавшего победу над Эдуардо Дуальде. Кроме этого, в 2001 году он посещал его во время домашнего ареста, когда Менем обвинялся в поставках оружия в Эквадор и Хорватию. За год до этого, в 2000 году, Менем присутствовал на презентации автобиографической книги Марадоны, «Yo soy el Diego».

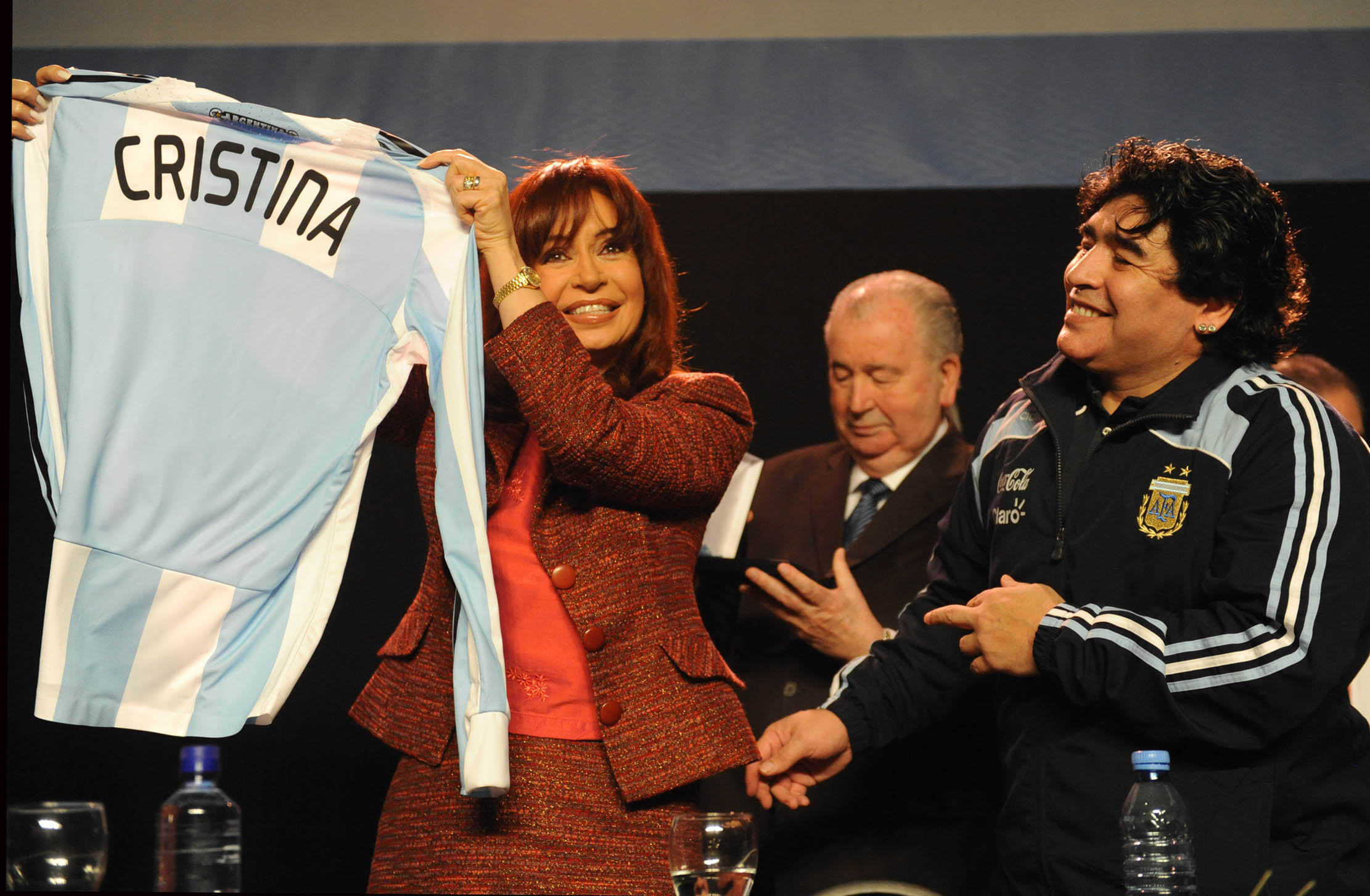
Марадона и Кристина Фернандес

В 2000-х Диего начал выражать свои политические симпатии к политике левого толка. Это началось во время его периода реабилитации на Кубе, где он начал дружить с лидером страны, Фиделем Кастро, которого он поддерживал публично: «Кастро является единственным политиком, которого я уважаю. Он всегда рисковал своей жизнью. Фидель является отцом всех революций, которые предпринимают люди, желая изменить ситуацию и добиться прогресса. Куба не живёт роскошно, но там нет голодающих». Также Марадона выразил восхищение Эрнесто Че Геварой во фразе, относящейся к правителю Аргентины 80-х Хорхе Виделе: «Такие типы, как Видела, способствуют тому, что, имя Аргентины пачкается извне; взамен Че заставляет нас испытывать гордость». Для того чтобы выразить почтение левым политикам, Марадона имеет татуировку лица Че Гевары на правой руке и лица Кастро — на ноге.

Благодарю Господа за то, что Он привёл меня на Кубу, и я мог увидеть плоды трудов Че Гевары. Мой аргентинский герой — я ношу его с собой вытатуированным на плече, но ещё глубже — в своём сердце. Он был мятежником. Как и я.

Также Марадона одобрял работу президента страны, Нестора Киршнера. В октябре 2007 года Марадона публично поддержал кандидата в президенты страны, Кристину Киршнер, супругу Нестора Киршнера, ставшую по итогам выборов президентом Аргентины. В 2010 году, после поражения сборной Аргентины в четвертьфинале чемпионата мира, Кристина Киршнер публично заявила, что хотела бы, чтобы Диего остался во главе сборной, а также сказала: «Мои двери для него и игроков открыты в любой момент». После отставки Марадоны, Кристина сказала, что она очень опечалена. Осенью 2010 года Нестор и Кристина поддержали Диего в его желании вернуться на пост главного тренера национальной команды. В октябре 2011 года Марадона, во время предвыборной кампании поддерживавший Киршнер, публично поздравил Кристину, которая была переизбрана на второй срок.

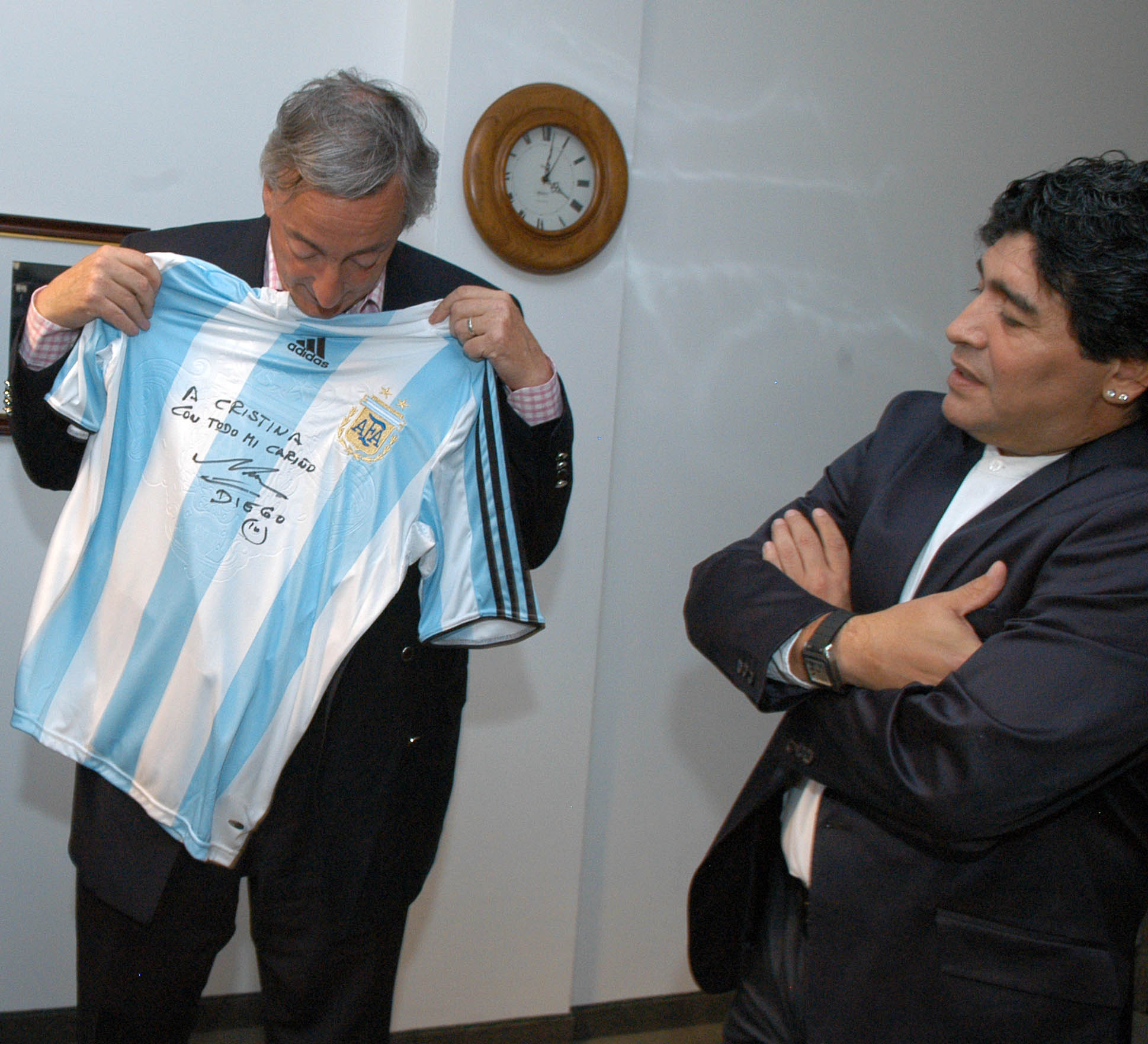
Марадона с Нестором Киршнером

В ноябре 2005 года Марадона был одной из главных персон конференции «Кумбре де лос Пуэблос» («Встречи Народов»), созданного в противовес IV саммиту Америк. На этой конференции он неофициально представлял кубинского лидера, Фиделя Кастро. Диего был в качестве гостя на поезде «Экспресс Альба», выехавшем из Буэнос-Айреса, в котором было 160 человек — участников конференции. На этой конференции присутствовали президент Венесуэлы Уго Чавес, кубинский музыкант Сильвио Родригес, лауреат Нобелевской премии Адольфо Перес, кандидат, на тот момент, на пост президента Боливии Эво Моралес и представители движения Матери Майской площади. Сам Марадона появился на этом мероприятии в футболке с надписью «Stop Bush», при этом буквы sh в фамилии президента США были стилизованны под свастику. Участие Диего вызвало раздражение нескольких политических руководителей, среди которых был президент Мексики, Висенте Фокс.

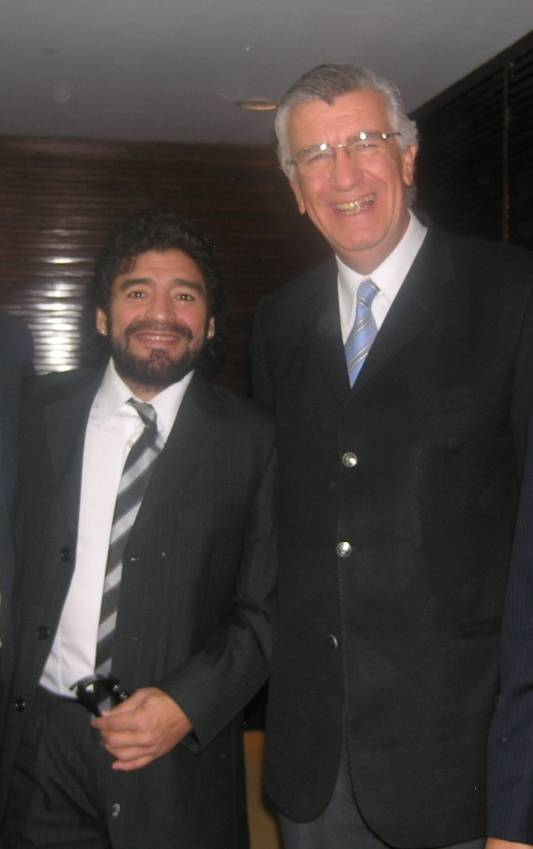
Марадона и губернатор провинции Сан-Хуан Хосе Луис Хиоха

20 августа 2007 года Марадона участвовал в ток-шоу президента Венесуэлы Уго Чавеса, в нём он сказал.:
Я верю в Чавеса, можете называть меня «чавистом». Все, что делают Чавес и Кастро — это лучшее, что только способны сделать современные политики. Я ненавижу все, что приходит из США, все, что с ними связано. Я ненавижу США от всей души!
В декабре 2007 года Марадона подарил футболку со своим автографом министерству иностранных дел Ирана, сказав, что он «всем сердцем с иранским народом».
14 марта 2008 года Марадона поддержал стремление Боливии играть футбольные матчи на высоте 2700 метров выше уровня моря. Помимо поддержки страны, Диего обвинил ФИФА и её президента, Йозефа Блаттера, про которого он сказал, что тот даже «никогда не бил пенальти», выражая мнение о том, что руководители федерации не имеют представления о футболе.
Летом 2010 года Марадона встречался с Уго Чавесом, которого назвал своим другом. Он сказал: «Для меня является большой честью быть рядом с президентом, который борется за людей, страну и свои идеалы. Я буду рядом с ним до конца своей жизни; всегда слежу за тем, как он защищает свою позицию. Все это просто фантастика». И через год Диего посетил Чавеса, проходящего курс лечения от ракового заболевания (через несколько лет тот умер).

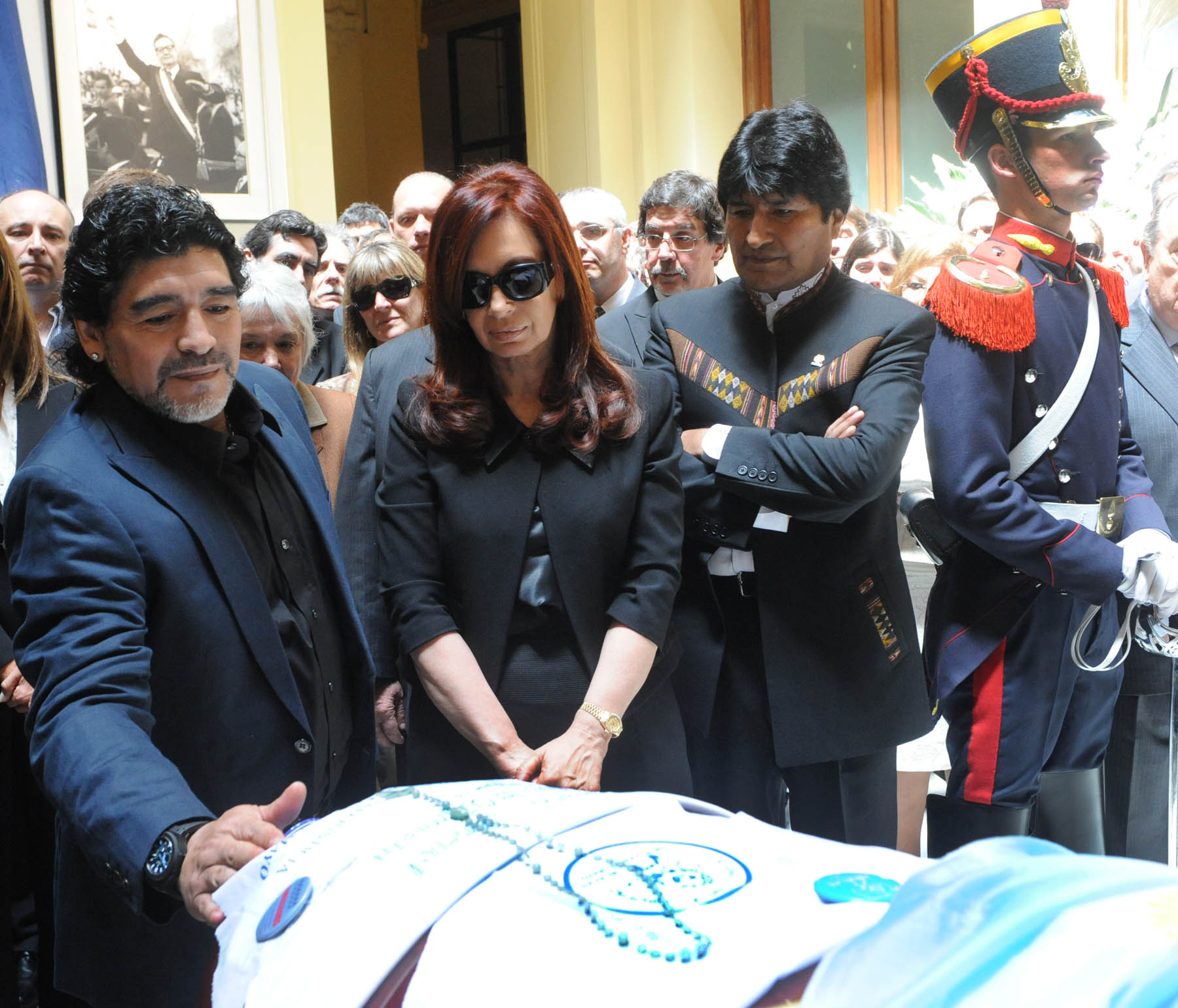
Марадона с Кристиной Фернандес и Эво Моралесом

3 сентября 2012 года Марадона стал спортивным послом эмирата Дубай.
В 2015 году Диего назвал президента ФИФА Йозефа Блаттера некомпетентным: «79-летний хитрый лис всё-таки идёт на пятый срок? Его дружки украли всё, кроме мебели в своих кабинетах, а Блаттер говорит, что ничего не знает. Может, мы должны называть его Святой Зепп Сама Невиновность? Блаттер некомпетентен», а Хулио Грондону обвинил, что тот покупал для него голоса.
В 2017 году Марадона лично выразил поддержку президенту Венесуэлы Николасу Мадуро, сказав, что «Мы все — солдаты Мадуро, солдаты большой родины».
В октябре 2020 года Марадона сказал, что доверяет президенту России Владимиру Путину в возможности быстрой разработки вакцины от COVID-19.

### Судебные тяжбы
Кроме хранения кокаина в 1991 году, Марадона часто имел проблемы с законом. Так, в 1994 году он стрелял из пневматической винтовки в журналистов, четверо из которых были легко ранены. Прокурор хотел дать ему 4 года тюрьмы, адвокат выражал желание заменить тюрьму общественными работами. В июне его приговорили к двум годам и 10 месяцам условно, с возможностью выезда из страны.
Итальянка Кристина Синагра подала заявление в суд, чтобы Диего признал её сына, которого она назвала Диего. Марадона отказался пройти тест на отцовство и судья Мария Лидия де Лука постановила, что ребёнок может носить фамилию отца, а также обязала Марадону ежемесячно выплачивать 3100 долларов алиментов. Несмотря на решение суда, Марадона долгое время не выплачивал деньги Кристине, задолжав к 1998 году 221 тыс. долларов. В мае 2003 года отец начал играть в гольф в итальянском городе Фьюджи. Туда же приехал Диего-младший. Марадона первоначально уехал от своего ребёнка на мини-каре, но затем развернулся и около 40 минут общался с сыном. Несмотря на эту встречу и подтверждение решения суда в 1995 году, Марадона никогда не признавал своё отцовство. В октябре 2005 года он заявил в телевизионном эфире: «Соглашаться — не значит признавать. У меня есть две дочери — плод моей любви. Их зовут Дальма и Джанина. Я деньгами оплачиваю свои ошибки прошлого. Судья вынудил давать ему деньги, но он не может вынудить меня чувствовать любовь к нему». Из-за задержек в оплате, в 2005 году Кристина Синагра начала судебное взыскание, что лишало Диего дома в Морено, которым он владел. После переговоров между сторонами, аукцион на дом был отменён.
В 1996 году родился второй внебрачный ребёнок Диего, Жана, плод связи с 20-летней девушкой, Валерией Сабалаин. Марадона, как и в первом случае, отказался пройти тест на отцовство. В результате девочке разрешили носить фамилию отца. В 2001 году суд постановил выплачивать алименты в размере 2 тыс. песо в месяц. 29 июня 2001 года это решение было подтверждено I Залом палаты апелляций. В 2004 году Марадона договорился с матерью девочки оплатить 400 тыс. песо и уступил третьим лицам права на предприятие Aceites y Esencias Patagónicas, которые обязались выплачивать 2,4 тыс. песо ежемесячно, вплоть до достижения Жаной 21 года. Из-за того, что предприятие отказалось выплачивать денежные средства, началась судебная тяжба. Противные стороны договорились, что предприятие будет выплачивать 2,7 тыс. песо ежемесячно. Судом было подтверждено, что Марадона уполномочил слежение за выплатой денежных средств дочери своему агенту, Гильермо Копполе, не выполнившем поручение.
Третьим внебрачным ребёнком Марадоны стал сын Сантьяго, что подтвердила экспертиза ДНК. Бабушка, ухаживавшая за ребёнком, просила, чтобы Диего обеспечивал их продуктами питания. Матерью Сантьяго стала Наталия Гарат, умершая в ноябре 2005 года из-за рака. При этом, во время пребывания Марадоны на Кубе, он регулярно выплачивал деньги Наталии, посредством доктора Альфредо Кае и Гильермо Копполы; однако после его возвращения в Аргентину, Клаудия Вильяфанья запретила высылать деньги.
В августе 1998 года жена аргентинского нападающего Клаудио Каниджи, Мариана Наннис, назвала Марадону «голубым». Поводом для этого называлось то, что жена ревновала игроков, крепко дружащих друг с другом, а также то, что Марадона крепко целовал Каниджу в губы, празднуя гол. Диего подал на неё в суд.
Другой проблемой Марадоны стали отношения с налоговой инспекцией Италии, по данным которой он был должен итальянской казне более 25 млн долларов, позже эта сумма выросла до 38,5 млн долларов. Согласно версии обвинения, Марадона в последние 2 года в «Наполи» не выплачивал налоги. Это случилось из-за того, что президент команды Коррадо Ферлаино, сообщил ему и нескольким другим футболистам, что составил два контракта, один за использование образа игрока, а другой за футбольные выступления, выплачивая налоги по обоим договорам, однако на деле этого не делал. Постепенно на сумму начислялись проценты. Во время пребывания Диего в Италии, полиция конфисковала двое часов фирмы Rolex, принадлежащих Диего и оценённых в 10 тыс. евро. За несколько лет до этого, у Марадоны были конфискованы все средства, полученных им за участие в итальянской телевизионной программе. В сентябре 2009 года у Марадоны судебными приставами, была конфискована серьга стоимостью 4 тыс. евро. 14 января 2010 года серьга была продана на аукционе за 25 тыс. евро. Её купил поклонник Марадоны, итальянский футболист Фабрицио Микколи. В 2012 году судебные тяжбы продолжились: Диего инкримировалось уклонение от уплаты налогов на сумму в 40 млн евро. Сам Марадона сказал, что его адвокат уже доказал, что аргентинец не уклонялся от уплаты налогов.
В феврале 2003 года Диего признали соучастником аварии, произошедшей в 1998 году. В ней его рекламный агент, Ферро Виэрра, проехав на красный свет, врезался в другой автомобиль. Суд постановил, что Диего должен выплатить штраф в размере 12 500 евро.
В январе 2006 года, во время отпуска в Полинезии, Марадона был обвинён в том, что разбил стакан об голову женщины, являвшейся королевой красоты Полинезии, когда она поспорила с дочерью Диего, Джаниной. Женщине наложили 8 швов. Этот инцидент был разрешён в судебном порядке.
В 2006 году Диего являлся обвиняемым в нанесении лёгких телесных повреждений паре, когда он 10 февраля 2006 года за рулём автомобиля Mitsubishi Montero въехал в телефонную будку, отлетевшие стёкла которой порезали людей. Сам Диего сообщил, что он не совершал никаких правонарушений и вообще на этом месте никогда не бывал. После 5 вызовов в суд, на который Марадона не явился, судья Гонсало Руа принудил силой его привести его в здание суда. На момент решения Марадоны не было в стране. Лишь 7 октября 2008 года, когда Диего вернулся из Италии, его привели в суд. Обвинение хотело дать Диего 1 год и 1 месяц тюрьмы, а также наложило арест на имущество игрока в размере 17,6 тыс. песо. Решение по делу ещё не вынесено.
В июне 2011 года Марадона подал в суд на компанию The9 Limited, которая незаконно использовала образ футболиста в игре Winning Goal. В августе 2012 года Диего начал судиться с китайскими компаниями Beijing Sina Internet Information Service Co Ltd и Shanghai No. 9 City Information Technology Co Ltd, работающими в сфере интернет-покера, по поводу незаконного размещения фотографий Марадоны на своих сайтах. В 2016 году Марадона подал в суд на компанию Dolce&Gabbana, за то что они в своей коллекции мод использовали купальник с номером 10 и фамилией Марадона. В 2019 году тяжба завершилась, присудив Диего компенсацию в 70 тыс. евро.

## Достижения

### Командные
«Бока Хуниорс»
- Чемпион Аргентины: Метрополитано 1981

«Барселона»
- Обладатель Кубка Испании: 1982/83
- Обладатель Кубка лиги Испании: 1983
- Обладатель Суперкубка Испании: 1983

«Наполи»
- Чемпион Италии (2): 1986/87, 1989/90
- Обладатель Кубка Италии: 1986/87
- Обладатель Кубка УЕФА: 1988/89
- Обладатель Суперкубка Италии: 1990

Сборная Аргентины
- Чемпион мира (в возрасте до 20 лет): 1979
- Чемпион мира: 1986
- Серебряный призёр чемпионата мира: 1990
- Обладатель Кубка Артемио Франки: 1993
- Бронзовый призёр Кубка Америки: 1989

### Личные
| - Лучший бомбардир чемпионата Аргентины (5): Мет. 1978, Мет. 1979, Нас. 1979, Мет. 1980, Нас. 1980 - Лучший игрок молодёжного чемпионата мира: 1979 - Лучший бомбардир молодёжного чемпионата мира: 1979 - Обладатель приза «Золотая Олимпия» (Спортсмен года в Аргентине по версии спортивных журналистов) (3): 1979, 1980, 1986 - Обладатель приза «Серебряная Олимпия» (Спортсмен года в Аргентине по версии спортивных журналистов) (4): 1979, 1980, 1981, 1986 - Футболист года в Аргентине (4): 1979, 1980, 1981, 1986 - Футболист года в Америке по версии El Mundo (6): 1979, 1980, 1986, 1989, 1990, 1992 - Футболист года в Южной Америке (2): 1979, 1980 - Обладатель премии Комекс «за заслуги» (2): 1980, 1990 - Обладатель трофея Гандулья: 1981 - Футболист года в Италии по версии Guerin Sportivo: 1985 - Специальный посол ЮНИСЕФ: 1985 - Лучший игрок чемпионата мира 1986 - Обладатель «Серебряной бутсы» чемпионата мира 1986 - Лучший ассистент чемпионата мира 1986 - Обладатель премии Pluma de Oro: 1986 - Почётный гражданин Буэнос-Айреса: 1986 - Лучший футболист Европы по версии Onze d'Or (2): 1986, 1987 - Член «Семи великолепных людей спорта» по версии Guerin Sportivo: 1986 - Лучший футболист мира по версии World Soccer: 1986 - Лучший спортсмен года по версии L'Équipe: 1986 - Лучший бомбардир чемпионата Италии: 1987/88 - Включён в сборную чемпионатов мира всех времён (2002) | - Лучший бомбардир Кубка Италии: 1987/88 - Спортивный посол президента Аргентины: 1990 - «Бронзовый мяч» (Третий игрок чемпионата мира): 1990 - Обладатель «Бриллиантовой» премии Комекс: 1990 - Обладатель «Платиновой» премии Комекс: 1990 - Лучший аргентинский футболист всех времён по версии АФА: 1993 - Избранный «Мастер вдохновляющий на мечты» оксфордского университета: 1995 - Обладатель почётного «Золотого мяча»: 1995 - Обладатель трофея «Легенда» по версии читателей газеты Marca - Второй футболист мира всех времён по версии обладателей «Золотого мяча»: 1999 - Автор лучшего гола в истории футбола: 1999 - Член символической сборной игроков Южной Америки всех времён: 1999 - Лучший спортсмен XX века в Аргентине по версии спортивных журналистов: 1999 - Лучший спортсмен XX века по версии Clarín: 1999 - Игрок столетия по версии ФИФА: 2000 - Член сборной ФИФА всех времён: 2002 - Вошёл в список лучших латиноамериканских спортсменов по версии Латинской прессе в Гаване: 2003 - Член аллеи славы в Монте-Карло (премия Golden Foot): 2003 - Владелец «ключей от города» Картахена (Колумбия): 2005 - Обладатель премии Фаустино Сармиэнто от аргентинского сената: 2005 - Посол доброй воли МИМСН: 2006 - Обладатель премии Дельфо Кабреры: 2010 - Введён в Зал славы итальянского футбола: 2014 |

## Статистика
| Выступление        | Выступление      | Выступление      | Лига | Лига | Кубки | Кубки | Международные | Международные | Прочие | Прочие | Итого | Итого |
| Клуб               | Лига             | Сезон            | Игры | Голы | Игры  | Голы  | Игры          | Голы          | Игры   | Голы   | Игры  | Голы  |
| ------------------ | ---------------- | ---------------- | ---- | ---- | ----- | ----- | ------------- | ------------- | ------ | ------ | ----- | ----- |
| Архентинос Хуниорс | Примера          | 1976             | 11   | 2    | 0     | 0     | 0             | 0             | 0      | 0      | 11    | 2     |
| Архентинос Хуниорс | Примера          | 1977             | 49   | 19   | 0     | 0     | 0             | 0             | 0      | 0      | 49    | 19    |
| Архентинос Хуниорс | Примера          | 1978             | 35   | 26   | 0     | 0     | 0             | 0             | 0      | 0      | 35    | 26    |
| Архентинос Хуниорс | Примера          | 1979             | 26   | 26   | 0     | 0     | 0             | 0             | 0      | 0      | 26    | 26    |
| Архентинос Хуниорс | Примера          | 1980             | 45   | 43   | 0     | 0     | 0             | 0             | 0      | 0      | 45    | 43    |
| Архентинос Хуниорс | Итого            | Итого            | 166  | 116  | 0     | 0     | 0             | 0             | 0      | 0      | 166   | 116   |
| Бока Хуниорс       | Примера          | 1981             | 40   | 28   | 0     | 0     | 0             | 0             | 0      | 0      | 40    | 28    |
| Бока Хуниорс       | Итого            | Итого            | 40   | 28   | 0     | 0     | 0             | 0             | 0      | 0      | 40    | 28    |
| Барселона          | Примера          | 1982/83          | 20   | 11   | 5     | 3     | 4             | 5             | 6      | 4      | 35    | 23    |
| Барселона          | Примера          | 1983/84          | 16   | 11   | 4     | 1     | 3             | 3             | 0      | 0      | 23    | 15    |
| Барселона          | Итого            | Итого            | 36   | 22   | 9     | 4     | 7             | 8             | 6      | 4      | 58    | 38    |
| Наполи             | Серия А          | 1984/85          | 30   | 14   | 6     | 3     | 0             | 0             | 0      | 0      | 36    | 17    |
| Наполи             | Серия А          | 1985/86          | 29   | 11   | 2     | 2     | 0             | 0             | 0      | 0      | 31    | 13    |
| Наполи             | Серия А          | 1986/87          | 29   | 10   | 10    | 7     | 2             | 0             | 0      | 0      | 41    | 17    |
| Наполи             | Серия А          | 1987/88          | 28   | 15   | 9     | 6     | 2             | 0             | 0      | 0      | 39    | 21    |
| Наполи             | Серия А          | 1988/89          | 26   | 9    | 12    | 7     | 12            | 3             | 0      | 0      | 50    | 19    |
| Наполи             | Серия А          | 1989/90          | 28   | 16   | 3     | 2     | 5             | 0             | 0      | 0      | 36    | 18    |
| Наполи             | Серия А          | 1990/91          | 18   | 6    | 3     | 2     | 4             | 2             | 1      | 0      | 26    | 10    |
| Наполи             | Итого            | Итого            | 188  | 81   | 45    | 29    | 25            | 5             | 1      | 0      | 259   | 115   |
| Севилья            | Примера          | 1992/93          | 26   | 4    | 3     | 3     | 0             | 0             | 0      | 0      | 29    | 7     |
| Севилья            | Итого            | Итого            | 26   | 4    | 3     | 3     | 0             | 0             | 0      | 0      | 29    | 7     |
| Ньюэллс Олд Бойз   | Примера          | 1993             | 5    | 0    | 0     | 0     | 0             | 0             | 0      | 0      | 5     | 0     |
| Ньюэллс Олд Бойз   | Итого            | Итого            | 5    | 0    | 0     | 0     | 0             | 0             | 0      | 0      | 5     | 0     |
| Бока Хуниорс       | Примера          | 1995             | 11   | 3    | 0     | 0     | 0             | 0             | 0      | 0      | 11    | 3     |
| Бока Хуниорс       | Примера          | 1996             | 13   | 2    | 0     | 0     | 0             | 0             | 0      | 0      | 13    | 2     |
| Бока Хуниорс       | Примера          | 1997             | 6    | 2    | 0     | 0     | 1             | 0             | 0      | 0      | 7     | 2     |
| Бока Хуниорс       | Итого            | Итого            | 30   | 7    | 0     | 0     | 1             | 0             | 0      | 0      | 31    | 7     |
| Всего за карьеру   | Всего за карьеру | Всего за карьеру | 491  | 258  | 57    | 36    | 33            | 13            | 7      | 4      | 588   | 311   |